# Lyon pendant l'Antiquité
Lugdunum
« Lugdunum » redirige ici. Pour les autres significations, voir Lugdunum (homonymie).
Vous lisez un « bon article » labellisé en 2008.
Lugdunum (ou Lugudunum), aujourd'hui Lyon, est le nom du site gaulois où une colonie de droit romain est fondée en 43 av. J.-C. par Lucius Munatius Plancus, alors gouverneur de la Gaule, sous la titulature initiale de Colonia Copia Felix Munatia Lugudunum. Cette colonie, fondée à l'occasion des troubles qui suivent l'assassinat de Jules César en 44 av. J.-C., connaît une prospérité importante mais liée au sort de l'empire durant toute l'Antiquité. Ce terme regroupe également par rapprochement les sites hors de la colonie propre mais dépendants du noyau central (en bas de la colline), la presqu'île dite « les canabae », la Croix-Rousse dite « condate » (« Confluent » en langue celte), Vaise — ces deux derniers précédemment d'occupation celte — et les campagnes environnantes.
Certaines parties du site sont habitées de façon discontinue depuis la Préhistoire, et de manière plus pérenne depuis au moins le IIe siècle av. J.-C. Ces grandes enceintes des quartiers de Fourvière et de Vaise semblent avoir eu une fonction politico-socio-religieuse - préfigurant celle de l'époque romaine. Il s'agissait de faire communier, d'une manière à la fois formelle et festive et dans un esprit de fidélité aux chefs d'alors, des personnes venues de plus ou moins loin. Doivent donc s'y tenir aussi bien des spectacles que des liturgies, des dicours que des repas, des jeux que des processions. Tout cela dans une ambiance où le vin et les cochonnailles occupent déjà une place de choix.
La colonie romaine est fondée en 43 av. J.-C. par Lucius Munatius Plancus, sur le plateau de Fourvière. Rapidement, la cité se développe et prend une importance stratégique et économique. Elle est un nœud du réseau d'Agrippa et accueille à partir de 12 av. J.-C. le sanctuaire fédéral des Trois Gaules où l'ensemble des tribus gauloises viennent manifester leur loyauté à l'Empire et à Rome chaque année devant l'autel des trois Gaules. Elle accueille également le second atelier monétaire impérial.
En un siècle environ, la cité construit un ensemble monumental parmi les plus complets des provinces romaines avec un théâtre, un odéon, un amphithéâtre, un cirque, une enceinte et quatre aqueducs, entre autres. Ces monuments sont entretenus et agrandis au siècle suivant, durant l'apogée urbanistique de la colonie traditionnellement placée entre le milieu du premier siècle de notre ère et la fin du second. Sénèque a laissé deux vers merveilleux : « Je vis au pied d'un mont doré par l'Orient, Deux fleuves réunis en un large torrent... ». Durant les trois premiers siècles de son existence, la cité participe de manière ponctuelle et mineure aux soubresauts de l'Empire romain, notamment lors de l'année des quatre empereurs ou lors de la bataille de 197 entre Septime Sévère et Albinus. Lyon est également le siège d'une christianisation précoce, connue via un document exceptionnel, la lettre « des Églises de Lyon et de Vienne aux Églises d’Asie et de Phrygie » mentionnée par Eusèbe de Césarée qui relate leur persécution en 177.
Au cours des IIIe, IVe et Ve siècles, la cité évolue topographiquement. Les aqueducs cessent d'être entretenus, ce qui interrompt l'approvisionnement en eau du plateau de Fourvière, qui se dépeuple progressivement ; la ville se concentre alors sur les berges de la Saône. Durant cette période, l'importance de Lyon s'affaiblit. La cité se christianise progressivement, comme en témoignent l'évolution des nécropoles et l'édification de monuments cultuels chrétiens à partir de la fin du IVe siècle. La ville quitte symboliquement l'Antiquité pour entrer dans le Moyen Âge avec sa soumission aux Burgondes dans les années 460.
Les événements et les monuments antiques s'effacent progressivement des paysages et des mémoires. À la Renaissance, il n'y a plus de monuments visibles hormis les aqueducs et les ruines de l'odéon. L'histoire de l'antiquité de Lyon se reconstruit alors de manière largement fantasmée. Les études sur cette période restent modestes jusqu'au XIXe siècle où, via le musée de Lyon, des cercles d'érudits et des scientifiques de l'Université, des recherches archéologiques, épigraphiques et historiques reconstruisent de manière plus scientifique l'histoire antique de Lyon. Le milieu des archéologues lyonnais bénéficie depuis 1933 d'un service archéologique municipal, ce qui lui permet durant le XXe siècle d'entreprendre de nombreuses fouilles de sauvegarde, puis d'archéologie préventive. Les découvertes continuelles renouvellent régulièrement les débats et les connaissances sur le passé antique de Lyon.

## Toponymie
Le terme de Lugdunum se retrouve sur d'autres sites et, à Lyon, il a été utilisé autant que le terme voisin de Lugudunum. Son étymologie fait débat : s'il est acquis que le terme de dunum vient du gaulois forteresse, celui de Lug / lugus n'est pas tranché par les spécialistes, qui hésitent entre le dieu celte Lug et le mot gaulois leucos, « lumineux ».

### Attestations
Le premier nom attesté est Lugudunum, à la fin du Ier siècle avant notre ère, sur le tombeau de Plancus, le fondateur de la colonie. Cette graphie est confirmée par Dion Cassius qui écrit au IIIe siècle que Lugudunum est l'ancien nom de Lugdunum. De fait, dans les textes antiques, les deux formes Lugudunum et Lugdunum sont utilisées aussi abondamment et il n'est pas du tout assuré que le nom usité ou officiel soit Lugdunum.
De nombreux autres sites, souvent associés à des sanctuaires en hauteur, ont porté le nom de Lugdunum, entre autres Laon dans l'Aisne, Saint-Bertrand-de-Comminges (Lugdunum Convenarum) dans la Haute-Garonne. Le nom de Leyden (Leithon en 860, Legihan pour *Legthan au IXe siècle) aux Pays-Bas représente vraisemblablement un ancien Lugdunum,.

### Étymologie
Le toponyme Lugdunum, ou Lugudunum, est issu du celtique Lugu-dunon. Le terme -duno signifie « forteresse », « colline ». Quant au terme Lugus, une hypothèse serait qu'il vient du dieu Lug (Lleu en gallois), divinité majeure de la mythologie celtique. C'est à partir de cette hypothèse que des historiens ont supposé l'existence d'un sanctuaire consacré à ce dieu sur Fourvière, sanctuaire dont on n'a retrouvé aucune trace.
L'autre hypothèse discutée serait que le terme vient du mot gaulois leucos signifiant « brillant » ou « clair ». Sénèque, dans l'Apocoloquintose du divin Claude, présente Lyon comme un « sommet dominant deux cours d'eau, que Phœbus à son lever voit toujours en face ». En ce cas, le nom du dieu serait lié à la racine indo-européenne *leuk- « briller » que l'on retrouve par exemple dans le grec leukos « brillant, blanc », le latin lux « lumière », ou le gaulois leucos, « brillant, clair », Lugus étant une divinité solaire et de la lumière,.
Une dernière théorie à présent abandonnée affirme que Lugus devrait être rapproché du gaulois lugos ou lougos, qui aurait signifié « corbeau ». Elle repose entièrement sur le texte grec Peri potamôn, aussi connu sous le nom latin De fluviis et rédigé en grec par un pseudo-Plutarque,, et est rejetée par les spécialistes depuis longtemps, le dernier à y avoir accordé du crédit étant Amable Audin dans les années 1960. Le terme lugos « corbeau » n'est attesté dans aucune langue celtique. Le thème principal qui sert à nommer le « corbeau » est bran(n)o-,.

## Histoire
Née au moment où la République romaine s'achève, la cité choisie pour sa position de carrefour et d'échange entre le nord et le sud de l'Europe occidentale, suit une partie des évènements de l'empire. Les premiers siècles sont fastes, surtout lorsque les empereurs se servent de Lugdunum comme base arrière de leurs conquêtes germaniques. Les derniers siècles de l'empire, marqués par la montée du christianisme, sont ceux d'une stagnation pour la ville.

### Légende liée à la fondation
Une fondation mythique est rapportée par le texte en grec Peri potamôn, également connu en latin sous le nom de De fluviis, rédigé par un pseudo-Plutarque. Ce texte postérieur à la fondation de la ville invente toute une série de fondations mythiques pour de nombreuses villes, utilisant des rapprochements entre les noms de fleuves et de montagnes, ainsi que des récits mythiques antérieurs. À l'instar de Rome fondée par Romulus et Rémus, Lugdunum devrait donc sa naissance à deux personnages celtes, le druide Momoros et le roi Atepomaros :

« L'Arar est un cours d'eau de la Gaule celtique, ainsi nommé jusqu'à sa réunion avec le Rhône […] Auprès de cette rivière s'élève un mont appelé Lougdouno[-u?]n ; il a changé de nom pour la raison que voici : Mômoros et Atépomaros, chassés du pouvoir par Sésèroneus, vinrent sur cette colline, obéissant à un oracle, pour y fonder une ville. Alors qu'on creusait ses fondations, tout à coup, apparurent des corbeaux, voltigeant de tous les côtés, qui emplirent les arbres alentour. Alors Mômoros, expert en présages, appela cette ville Lougdounon. En effet, dans leur dialecte, on appelle corbeau lougos et une éminence dounon comme le rapporte Clitophon, au livre 13 de ses fondations urbaines. »

Aucun auteur moderne ne se permet d'utiliser le pseudo-Plutarque pour en extraire une information historique.

### Présence gauloise avant la fondation romaine

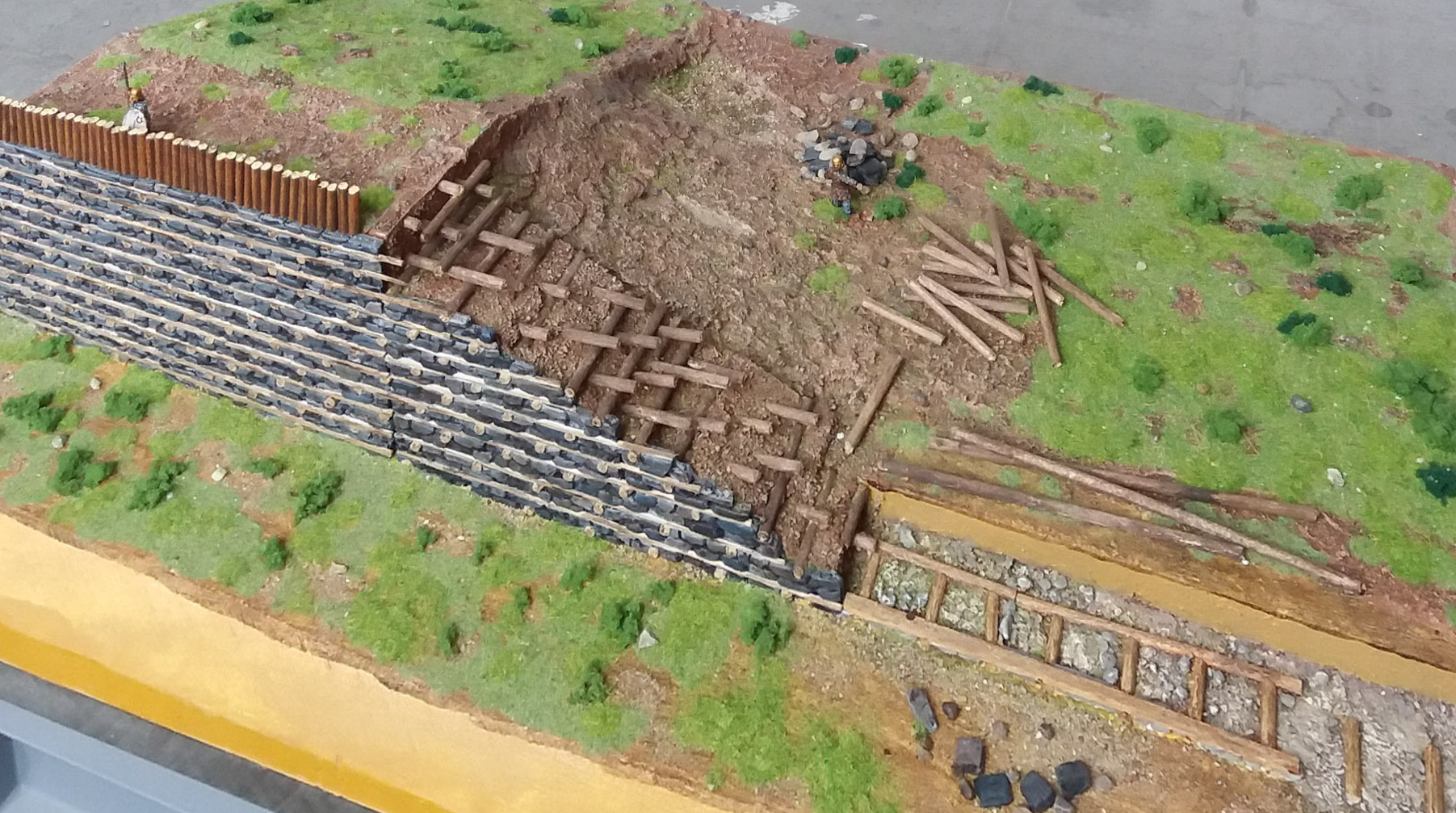
Murus gallicus, maquette réalisée par Nicolas Hirsch (Service archéologique de la Ville de Lyon).

Jusqu'au milieu du XXe siècle, les historiens ont fait remonter la naissance de la ville à la fondation romaine, certains comme Amable Audin supposant uniquement, à cause de la toponymie, une présence antérieure temporaire pour des motifs religieux. Depuis les années 1980, les découvertes archéologiques ont totalement renouvelé la chronologie de la présence humaine à Lyon. Il est à présent attesté que des peuplades ont vécu dans les quartiers de Vaise et de Fourvière à la Préhistoire et que des lieux d'échanges pérennes ont été établis sur les bords de Saône. De même, l'influence de la culture romaine a été retrouvée sur des sites datant du second siècle avant notre ère, notamment des amphores à vin originaires d'Italie retrouvées sur les berges de la Saône au sein d'un dépôt de crue datant de la fin du IIe siècle av. J.-C. ou du début du siècle suivant. Peu avant la fondation romaine au cours du Ier siècle av. J.-C., une fortification de type murus gallicus  a été également établie à l'endroit où les Romains créent leur mur d'enceinte quelques décennies plus tard.
Le seul texte connu relatif au site de la future cité et rédigé par un témoin direct est la Guerre des Gaules de Jules César. Le bref passage qui évoque ce lieu ne permet pas d'affirmer ou d'infirmer la présence d'une certaine urbanisation :

« Il y a une rivière, la Saône, qui va se jeter dans le Rhône en traversant le territoire des Éduens et des Séquanes, avec une lenteur si incroyable qu'on ne peut juger à l'œil du sens de son courant,. »

### Fondation de la colonie romaine

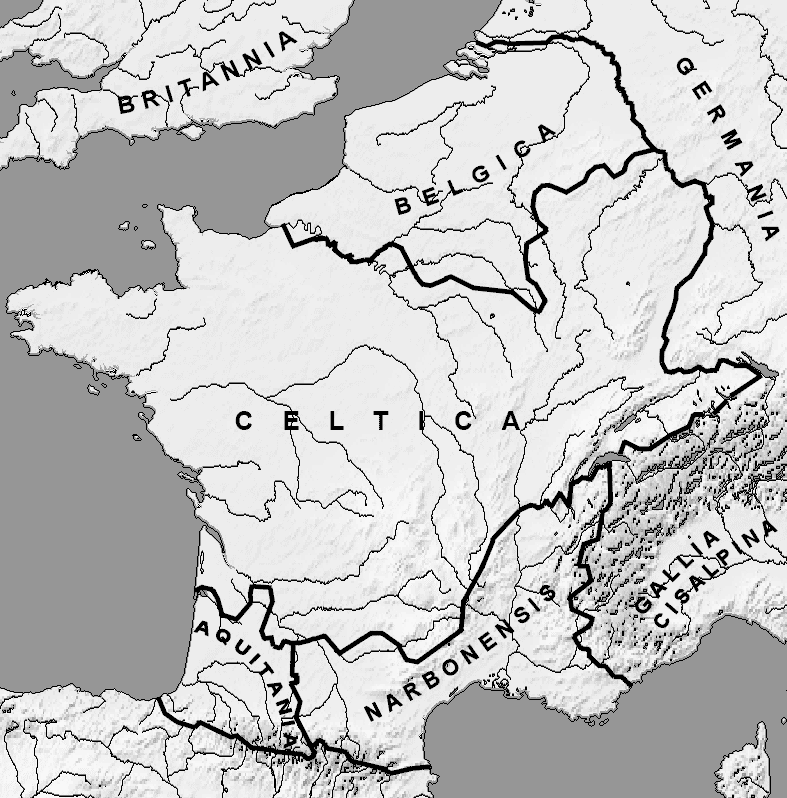
Les différentes parties de la Gaule (-58).

La décision du Sénat romain de fonder une colonie romaine à Lugdunum est due à des circonstances fortuites : tenir éloigné de Rome un gouverneur devenu suspect dans le cadre de la guerre entre Rome et Marc Antoine, et donner une nouvelle cité à des colons militaires, chassés auparavant de Vienne par ses habitants les Allobroges.

#### Une création décidée lors de circonstances troublées
La fondation en 43 av. J.-C. de la colonie de Lugdunum par Lucius Munatius Plancus, alors gouverneur de la Gaule, a lieu dans la période troublée qui suit l'assassinat de Jules César le 15 mars de l'année précédente. Un seul texte présente les raisons et circonstances de la fondation de Lugdunum, rédigé par Dion Cassius dans son Histoire romaine au début du IIIe siècle.
Rome est alors en pleine guerre civile, opposant Marc Antoine au Sénat et aux pouvoirs réguliers. Plancus est un fidèle de César, de même que Lépide, gouverneur de la Gaule narbonnaise. Le Sénat leur demande dans un premier temps de passer en Italie avec leurs légions pour prêter main-forte aux troupes régulières opposées à Marc Antoine. Mais un lieutenant de Lépide, Silanus, parti en éclaireur, rejoint les forces de Marc Antoine. Inquiet de ce ralliement, le Sénat se ravise et demande à Lépide et à Plancus de rester en Gaule.

« Lorsque les sénateurs apprirent que Silanus embrassait la cause d'Antoine, ils craignirent que Lépide et Lucius Plancus ne s'unissent à lui eux aussi, et ils leur envoyèrent un message, leur disant qu'ils n'avaient plus besoin d'eux. Et pour éviter qu'ils ne conçoivent quelque soupçon et, de ce fait, ne se montrent déloyaux, ils leur ordonnèrent de fonder une colonie en rassemblant les gens qui avaient alors été chassés de Vienne en Narbonnaise par les Allobroges, et qui s'étaient installés entre le Rhône et l'Arar, à leur confluent. Ils obéirent et ainsi fondèrent la ville qu'on nomma alors Lugudunum, et qui s'appelle maintenant Lugdunum,. »

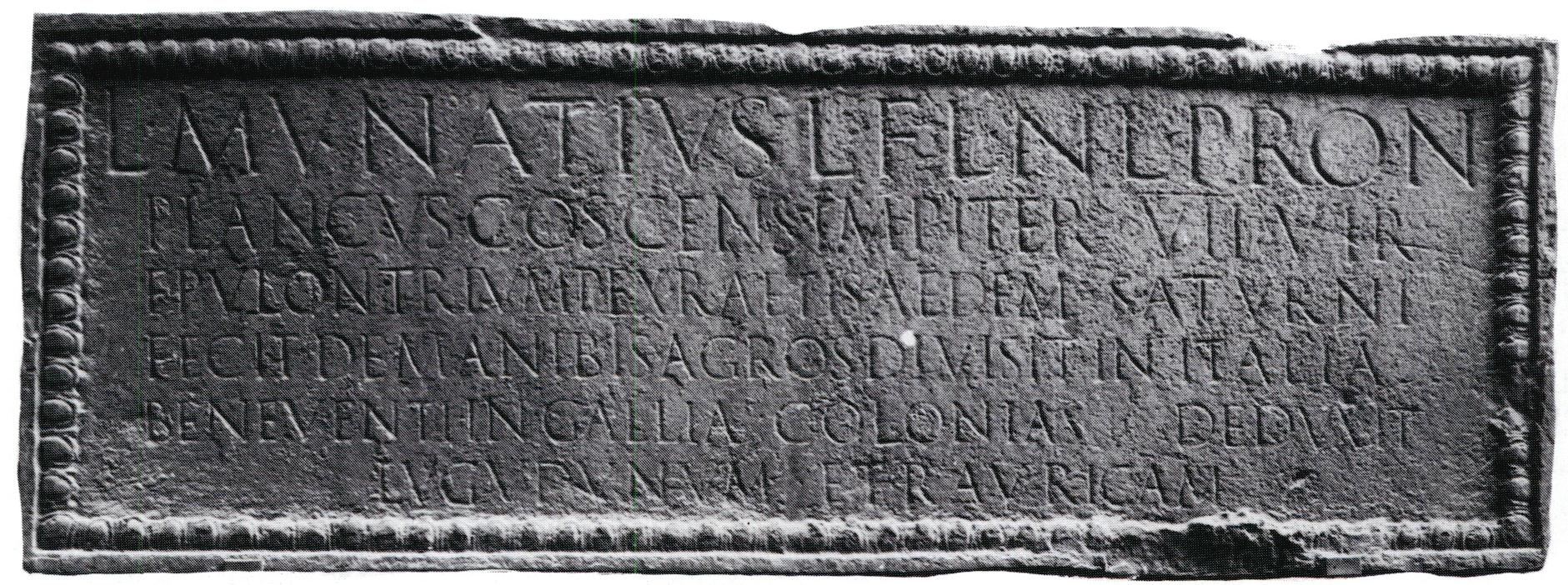
Épitaphe du mausolée de Plancus à Gaète.

C'est la seule source connue sur les circonstances ayant amené la fondation de la colonie romaine de Lugdunum. Elle est vague, car Dion Cassius s'intéresse surtout à la guerre civile pour le pouvoir à Rome, et elle a fait l'objet de diverses interprétations. Elle montre que la fondation de Lugdunum ne correspond pas à un plan prémédité, mais à une décision de circonstance, c'est-à-dire contrôler des gouverneurs importants et résoudre un problème local. Savoir qui sont exactement les colons est difficile, car il existe très peu de traces historiques ou archéologiques.
Toutefois, Lépide est proclamé ennemi public le 30 juin 43 av. J.-C. car il prend le parti de Marc-Antoine. Il ne participe donc pas à la fondation de Lugdunum, qui doit avoir eu lieu après cette trahison. L'épitaphe de la tombe de Munatius Plancus indique ainsi qu'il est bien l'unique fondateur de la cité. On connaît la date du retour de Plancus à Rome, après la fondation, en novembre 43. La fondation aurait donc eu lieu dans cet intervalle, sans que l'on ait le moindre indice pour statuer sur une date. « Il n'est en revanche pas possible de suivre Amable Audin, qui avait fixé la « date de naissance » de Lyon au 9 octobre sur la base d'un raisonnement erroné ». Une source plus tardive, Eusèbe de Césarée, attribue aussi la fondation à Munatius Plancus, mais en l'an 728 de Rome, soit en 25 av. J.-C., ce qui est une erreur manifeste.

#### Origine et nature des colons

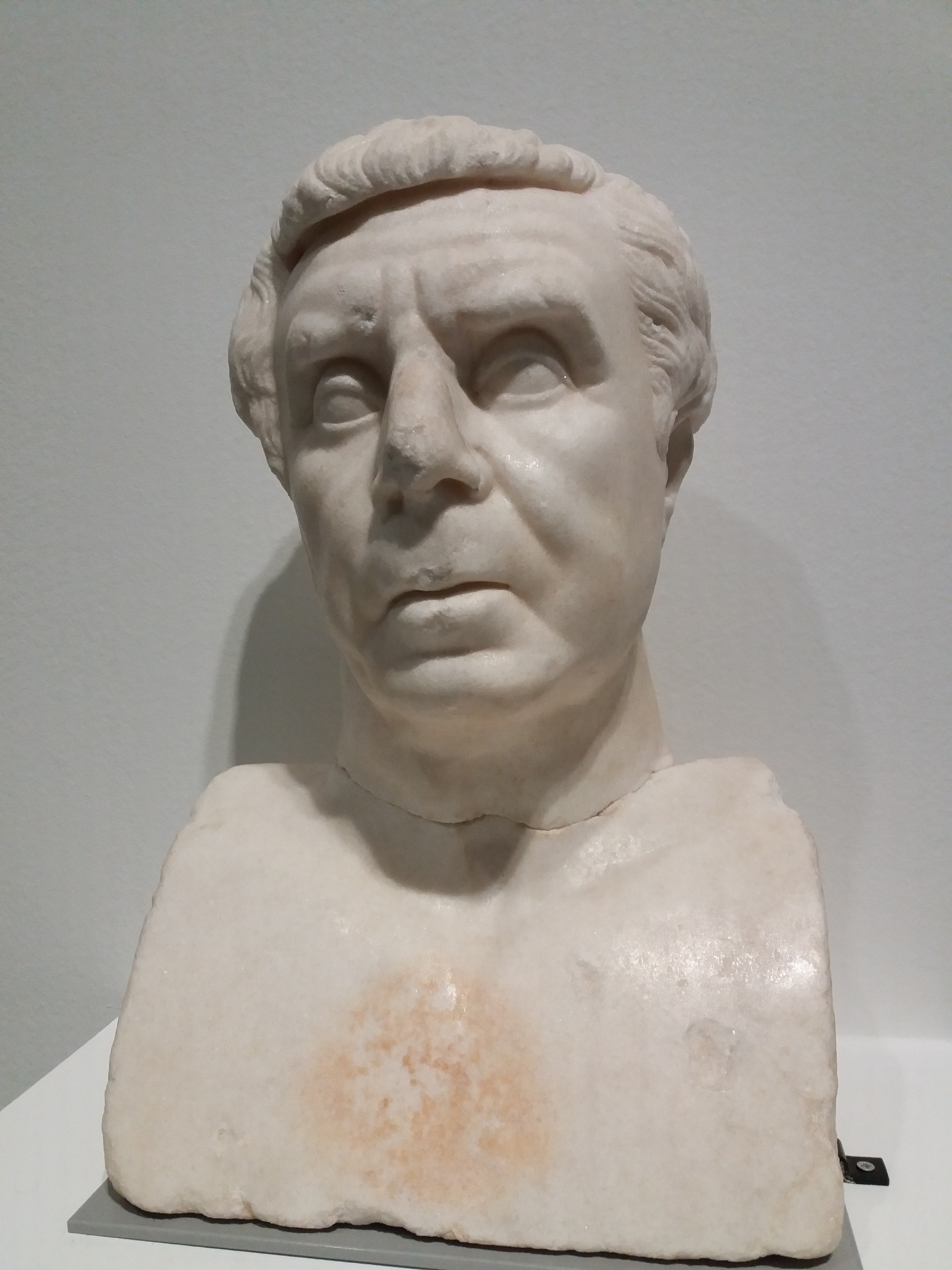
Portrait d'un inconnu dit « Plancus », découvert à Lyon - musée Lugdunum.

Il n'existe aucun indice direct permettant de connaître la nature et l'origine des colons. Dion Cassius en dit peu sur eux et aucun autre auteur antique ne donne d'informations sur l'évènement.
Selon une première hypothèse exposée par Camille Jullian, longtemps admise notamment par Montauzan, Wuilleumier ou Audin mais abandonnée aujourd'hui, les Romains chassés de Vienne l'auraient été lors de la révolte de Catugnatos en -62. Il s'agirait de negotiatores qui se seraient alors implantés sur le site de Lyon, fournissant un noyau romain disponible pour la fondation d'une colonie romaine. Cette hypothèse souffre cependant de deux importantes invraisemblances : le Sénat n'aurait jamais attendu dix-huit ans, qui plus est en pleine guerre civile, pour se soucier du sort de citoyens romains, marchands ou non, réfugiés en Gaule alors indépendante. De plus, il n'aurait jamais accordé le privilège du droit romain (statut le plus élevé pour une fondation, rarement attribué) qui sera accordé à la colonie de Lugdunum, pour de simples marchands de Vienne. Cette hypothèse n'est plus acceptée à présent,.
La seconde hypothèse postule que les premiers colons sont des vétérans installés à Vienne et chassés en -44. Cette hypothèse est proposée dès 1847 par Montfalcon et soutenue par la suite par Allmer et Dissard, Jullien, Rambaud ou Pelletier. En interprétant la correspondance de Plancus et de Cicéron, Christian Goudineau reprend et améliore le scénario de l'origine militaire, de la colonie de Lugdunum : profitant des troubles consécutifs à l'assassinat de Jules César en -44, les Allobroges expulsent de leur capitale Vienna (Vienne) les colons romains qui auraient été installés sur ordre de Tiberius Néron sous le statut de droit latin,. Ces soldats pourraient être, selon Rambaud, issus de la Legio V Alaudae recrutée par César en -58 en Narbonnaise. Cette légion aurait combattu en Afrique sous les ordres de Plancus. Cela expliquerait ainsi les liens entre ces colons et Plancus et le fait que ce dernier intervienne fortement pour leur obtenir le privilège du droit romain.
Ceux-ci fuient vers le site de la future Lugdunum où se trouve déjà un emporium dirigé par des compatriotes. Les réfugiés protestent auprès du sénat, soutenus par le gouverneur local, Plancus. Le sénat, dans cette période de troubles, tarde à réagir. Réinstaller les colons à Vienne peut relancer le processus de révolte. Plancus envoie plusieurs lettres afin d'obtenir du sénat non seulement une fondation sur le site de Lugdunum même, mais également le privilège d'une fondation de droit romain. Il obtient finalement satisfaction.

« Plancus, Imperator, Consul désigné, à Cicéron. Au camp en Gaule. Comment ne pas t'adresser mes remerciements pour les services que tu m'as rendus en tous les domaines. […] Tu t'es occupé des intérêts des soldats. Pour moi, ce n'était pas pour renforcer mon influence (car je sais que je n'ai aucun projet contraire à l'intérêt public) que j'ai souhaité qu'ils reçoivent les honneurs du sénat. C'est d'abord parce que je jugeais qu'ils l'avaient mérité ; ensuite parce que je voulais, en toute occasion, les attacher davantage à la République ; en dernier lieu, pour pouvoir vous les maintenir à l'écart de toute tentation, comme ils l'ont toujours été jusqu'à maintenant […]. »

— Dernière réponse de Plancus à Cicéron, (en -43).
Cette origine militaire des premiers colons de la colonie est également appuyée par deux autres indices certes plus faibles. Même si elle est difficile à interpréter, la découverte de pièces d'équipement militaire à Lyon renforce cette idée. Enfin, Tacite mentionne quelques décennies plus tard que les Lyonnais se reconnaissent eux-mêmes comme descendants de militaires en utilisant le terme : colonia Romana et pars exercitus,.

#### La fondation rituelle

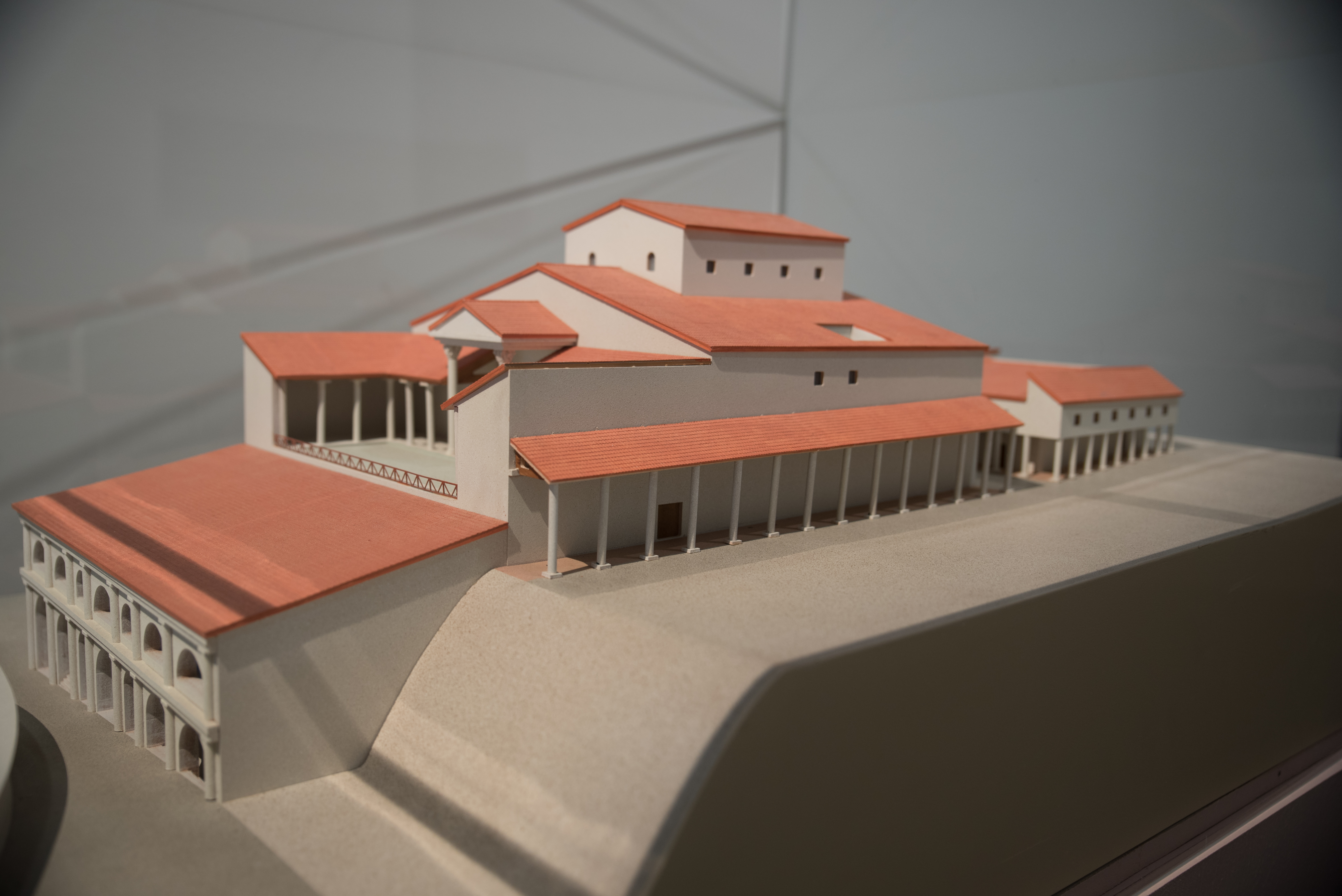
Reconstitution hypothétique du Palais du gouverneur pour l'exposition au musée des Beaux-Arts de Lyon Claude, un empereur au destin singulier - 2018.

La ville est fondée sous la titulature de Colonia Copia Felix Munatia Lugudunum, avec les épithètes Copia « Abondance », Felix « Fortunée », et Munatia du nom de son fondateur. Le choix de l'emplacement est fait probablement par défaut, les sites près des cours d'eau étant trop instables. Plancus aurait choisi donc une hauteur, le plateau de la Sarra. L'axe du decumanus est situé au niveau de l'actuelle rue Roger-Radisson, comme l'ont montré les fouilles menées sur le plateau de la Sarra. Il a longtemps été considéré comme étant dans l'axe de la rue Cléberg, à la suite d'une théorie d'Audin.
Il n'existe aucun texte décrivant le rituel et ses modalités pour le site de Lugdunum. Le rite de fondation de toute colonie romaine est cependant bien renseigné : le prélude à la fondation de la cité consiste pour les agrimensores (arpenteurs) à dresser les plans et déterminer le périmètre de la cité, et aux metatores (métreurs) à procéder à la division du terrain en lots. L'imperium que possède le proconsul Lucius Munatius Plancus lui confère tous les pouvoirs, religieux, civils et militaires :
- Pontife, assisté d'un augure, il allume le feu sacré, source de tous les foyers de la colonie et offre un premier sacrifice, la « consécration » symbolisant l'abandon fait aux immortels d'un terrain désormais sacré. Il enfouit ensuite, dans un trou creusé devant l'autel, une motte de terre provenant du sol de Rome, conférant ainsi la romanité et l'inviolabilité au terrain. Ce terrain, le templum, cœur de la colonie, est délimité jusqu'au pomerium, l'enceinte sacrée, en traçant un sillon à l'aide d'un araire au soc d'argent attelé d'une vache et d'un taureau blancs.
- Magistrat, il distribue les lots et règle les conflits que la répartition fait naître[d 2].

#### Le premier visage de la cité
Les fouilles menées depuis les années 1970, notamment sur les différents sites du plateau de la Sarra, ont permis de retrouver les niveaux originels de la colonie. Il s'agissait d'un établissement modeste, aux maisons de terre et de bois ; certaines demeures disposent toutefois d'éléments décoratifs comme des enduits peints du deuxième style pompéien. Elle est parcourue de rues régulières, comportant des trottoirs larges réservés aux piétons et une chaussée centrale en cailloutis damé. La chaussée est bombée pour laisser écouler les eaux de ruissellement vers des fossés progressivement remplacés par des égouts, dès l'époque augustéenne. Les trottoirs sont surmontés de portiques en bois plantés ou fichés sur une maçonnerie. Les trottoirs ont systématiquement une déclinaison plus légère que la chaussée, ce qui entraine régulièrement des différences de niveau importantes.
Les îlots initiaux sont des carrés de 120 pieds romains par 120, soit environ trente-six mètres de côté, quelquefois rassemblés en un rectangle de 120 par 240 pieds. L'ensemble forme un réseau hippodamique qui s'adapte aux irrégularités du terrain. Ces dimensions sont à rapprocher de celles des colonies contemporaines de Nyon (Noviodunum en Suisse) et Augusta Raurica, toutes les trois destinées à l'accueil des légions de vétérans. Desbat estime sa superficie initiale à une quinzaine d'hectares en 2005, estimation évaluée par la suite entre vingt et vingt-cinq hectares,.
Le forum n'a pas été retrouvé. Les hypothèses archéologiques l'ont longtemps situé au niveau de Fourvière, mais les plus récentes le placent plutôt à l'intersection du cardo et du decumanus, vers le parc de la Visitation ou le carmel de Fourvière. Il est possible que le murus gallicus découvert place Abbé-Larue ait servi de système de défense de la colonie originelle, à l'instar des cités d'Autun, Nîmes ou Arles, à moins qu'il n'ait eu qu'une fonction honorifique. Cette hypothèse non-consensuelle plus récente et datée de 2019 doit être rapprochée de celle émise en 2007 d'une absence de système défensif à l'époque de la fondation ou tout au plus une levée de terre avec fossés et palissades à l'image des camps romains.
L'ager, le territoire rural de la colonie, a été délimité en s'emparant de terres appartenant aux Ségusiaves, mais s'il semble modeste en comparaison d'autres cités proches telle Vienne, les spécialistes ne s'accordent pas sur ses limites. Si, à l'ouest, il est probable qu'il s'étende jusqu'aux monts du Lyonnais, sa limite orientale fait débat. Matthieu Poux, en constate les traces de centuriations retrouvées, la porte à l'est de la plaine du Velin et jusqu'au Nord-Isère[pas clair]. D'autres avancent que ce secteur est traditionnellement rattaché au territoire allobroge et relève de l'autorité de Vienne. Ainsi, Jean-Claude Béal envisage plutôt une limite arrêtée au nord du Rhône, jusqu'au confluent de l'Ain. Ce débat est d'autant plus complexe que les limites des cités ne sont pas fixes et évoluent dans le temps.

#### Institutions de la colonie
On connaît par l'épigraphie le fonctionnement municipal de Lugdunum, conforme à celui des colonies romaines : les plus riches citoyens forment une assemblée qui siège à la curie pour les délibérations municipales. Ces citoyens, appelés décurions, forment l'« ordre des décurions », l'ordo decurionum. Ils nomment annuellement deux magistrats exécutifs parmi eux, les deux duumvirs (juridiction civile et criminelle). Ils sont assistés de deux questeurs (finances) et de deux édiles (police et voirie).

### Lyon sous lesJulio-Claudiens

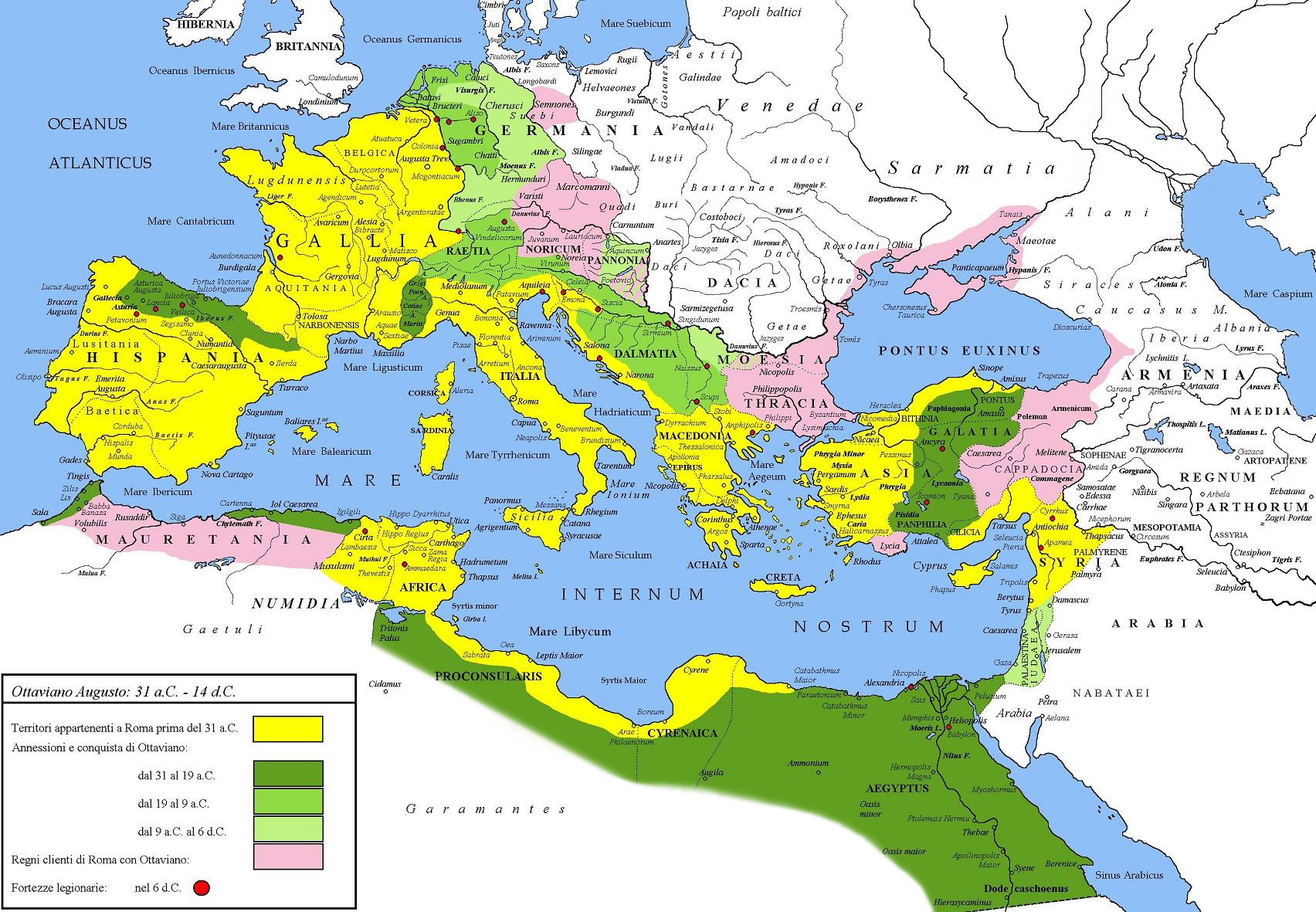
Lyon au sein de l'Empire à la fin du

Au cours du Ier siècle avant notre ère et du siècle suivant, la ville fait l'objet d'attentions multiples de la part des empereurs successifs. En effet, durant cette période, les stratégies impériales placent la Gaule, le nord de l'arc alpin et la Germanie comme des zones de conquêtes et de pacification. Dans ce cadre large, la position de Lugdunum est stratégique et la cité en profite largement. Le réseau routier romain rayonne à partir d'elle, et elle devient capitale d'une province, la Gaule lyonnaise.
De vastes programmes de monuments prestigieux sont accomplis, comprenant notamment un théâtre, un palais au sommet de Fourvière, le sanctuaire des trois Gaules, ou un amphithéâtre. L'aménagement de la ville comprend également des réseaux d'aqueducs et d'assainissements.

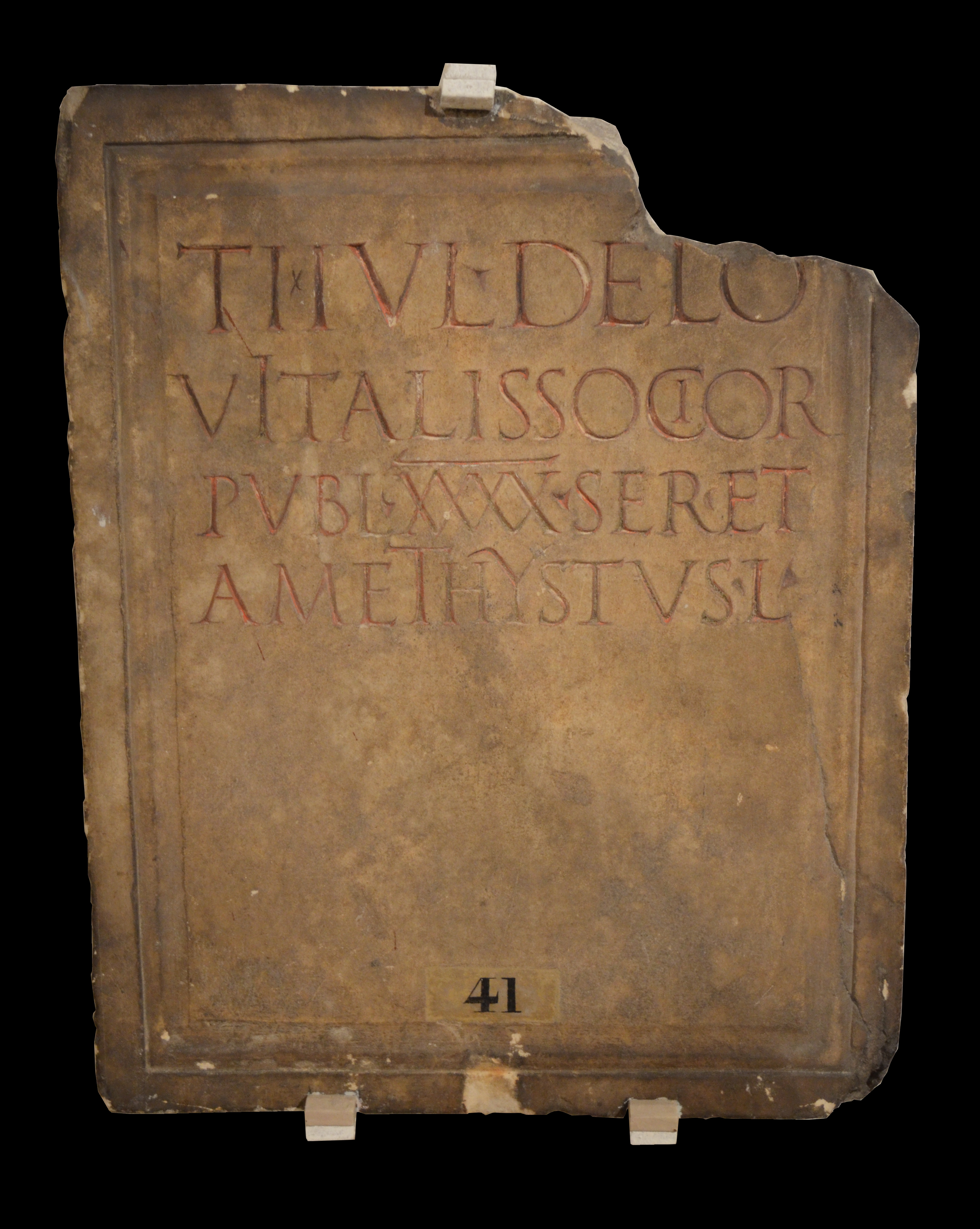
Épigraphe de Vitalis, un esclave de la société de l'impôt du Quarantième des Gaules, trouvée à Lyon en 1864. CIL XIII 1819.

#### Une importance stratégique
Auguste entreprend de grandes opérations militaires sur le nord de l'arc alpin et la Germanie. Par sa situation de confluent et sa position à la limite entre ces ensembles à conquérir et la province de Narbonnaise, la colonie propose une connexion idéale entre la Méditerranée et le nord de l'Europe. Non loin des théâtres d'opération, elle n'est toutefois pas trop proche non plus pour ne pas être directement exposée ; elle est ainsi le lieu idéal pour le commandement romain et la circulation des troupes et du ravitaillement,.
Lors de la division des Gaules en trois provinces impériales, dont la date est incertaine, Lugdunum prend naturellement la tête de la Gaule lyonnaise, administrée par un légat nommé par l'empereur. Si elle n'a pas d'autorité effective sur les autres provinces gauloises, son importance institutionnelle, militaire, religieuse et économique lui confère une dimension particulière dans cet espace géographique et humain.

##### Le réseau routier

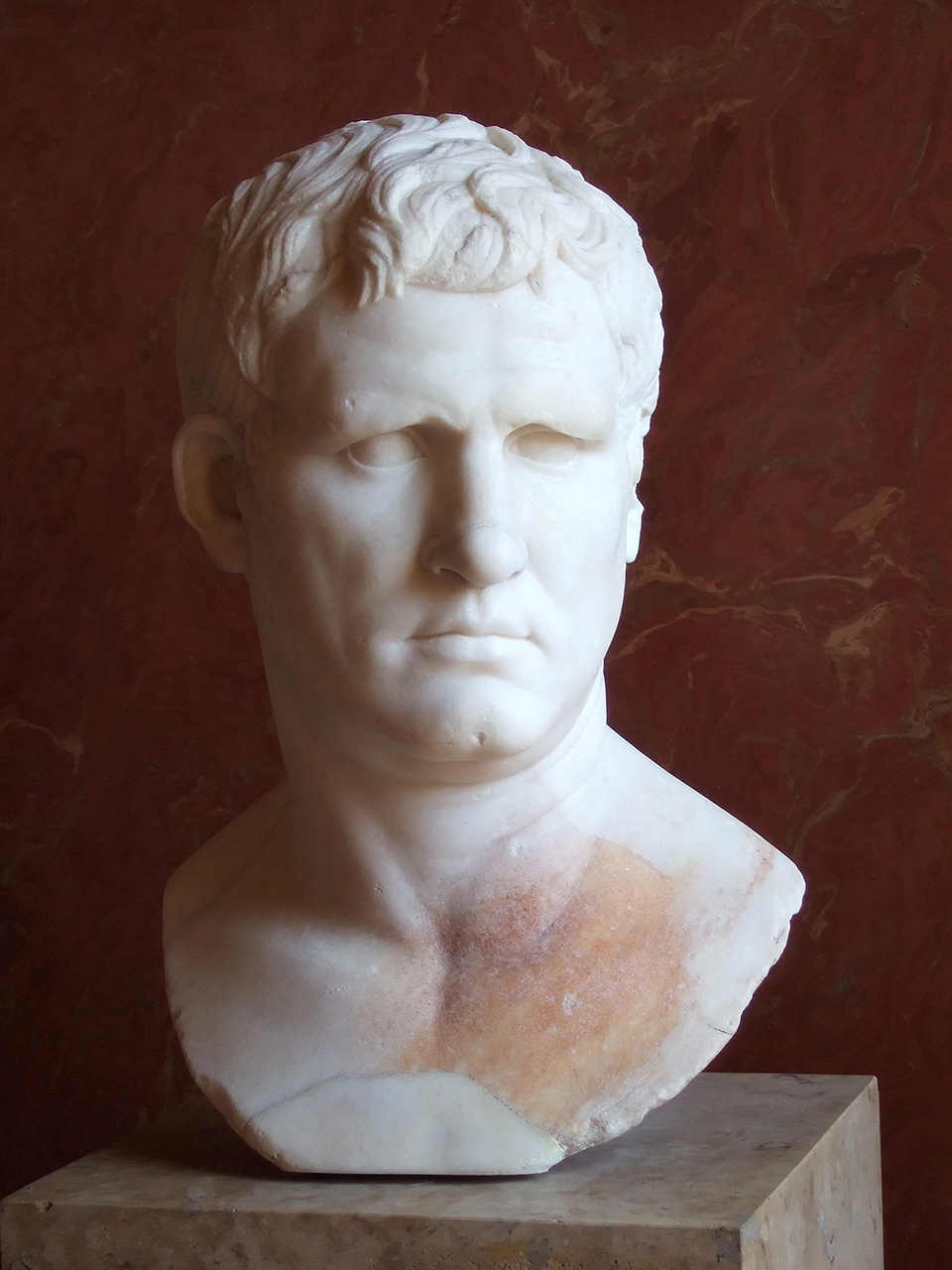
Buste d'Agrippa (musée du Louvre).

Les principales voies construites en Gaule sous l'Empire romain. Ce réseau est centré sur Lugdunum, nœud routier stratégique à la convergence de quatre grandes voies sous Agrippa, puis six sous Auguste.

Dans les années -20 à -18, Agrippa crée un réseau de routes devant permettre les déplacements des légions romaines, qui se rejoignent à Lugdunum, complétées par le cursus publicus. Strabon dans sa Géographie les indique : « Agrippa l'a choisie pour en faire le point de départ des grands chemins de la Gaule, lesquels sont au nombre de quatre et aboutissent, le premier, chez les Santons et en Aquitaine, le second au Rhin, le troisième à l'Océan et le quatrième dans la Narbonnaise et à la côte massaliotique ».
Vers l'ouest, la voie d'Aquitaine, qui fait partie des voies d'Agrippa, commence avec l'ancienne rue d'Aquitaine, et actuelle rue Roger-Radisson, se poursuit avec la rue de la Favorite pour se diriger vers Alaï, le Tupinier et Grézieu-la-Varenne. Son départ est commun avec la voie de l'océan jusqu'à Feurs. Bien connue, car il en reste de nombreux vestiges archéologiques, elle se dirige vers Saintes en passant par Roanne, Clermont-Ferrand et Limoges.
Également à l'ouest, la Via Agrippa de l'Océan dont le tracé à la sortie de la ville haute est connu par des textes anciens et par de nombreuses traces archéologiques : carrefour des rue de la Favorite et avenue Barthélemy-Buyer, puis rue Pierre-Audry, rue du Sergent-Michel-Berthet, rue des Tanneurs, place Valmy puis rue de Bourgogne. Les fouilles de la rue de Bourgogne ont permis de dégager la voie sur quarante-trois mètres. À cet endroit, « la rue présente un radier en élévation de 6,60 m de largeur recouvert de galets et encadré de deux fossés très larges (12 et 15 m). Des tombes jalonnaient la voie »,.
Vers le nord, la voie du Rhin descendait de la ville haute par la montée Saint-Barthélemy, franchissait la Saône vers Saint-Vincent, jouxtait l'amphithéâtre des Trois Gaules, et suivait la montée des Carmélites, la rue des Chartreux pour se diriger vers la Dombes.
Au sud, la voie Narbonnaise s'embranche à Choulans ; elle est située sous l'actuel chemin de Fontanières, à la limite entre Lyon et Sainte-Foy-lès-Lyon.
On ajoute à ces quatre voies une cinquième, en direction des Alpes grées : la voie d'Italie. Le franchissement du Rhône n'est pas défini avec exactitude, mais les mausolées retrouvés, notamment rue de l'Université, permettent d'imaginer la voie romaine sous cette rue. Cette voie plus directe vers l'Italie daterait du milieu du premier siècle et implique un franchissement du Rhône et une stabilisation de la Presqu'île.
Cela dit, la découverte récente d'une Porte Monumentale, le début d'une voie romaine, du 1er siècle de notre ère, et d'un fossé de défense du IIème ou IIIè siècle (pouvant être lié à la bataille de 197), lors de fouilles archéologiques au Cimetière de Loyasse (nord-ouest de Lyon) peut changer de façon importante le regard actuel de la cité.

#### Le développement urbanistique
Durant les premières décennies de l'Empire romain, la cité rhodanienne construit un grand nombre d'équipements prestigieux. Ces bâtiments, parmi les plus anciens et les plus grands de Gaule, montrent la place et l'importance de Lyon sous l'Antiquité. La très grande majorité des matériaux sont extraits sur place ou non loin, seuls des marbres prestigieux sont importés.
En quelques décennies, de puissants monuments sont bâtis, symboles de la richesse et de l'importance de la nouvelle cité, théâtre, édifice palatial, sanctuaire des Trois Gaules, premiers aqueducs, etc.

##### Croissance et amélioration
À partir de -20, la ville croît et s'embellit ; des îlots sont reconstruits, des rues sont élargies, un système d'évacuation des eaux est construit et certaines rues sont pavées en granite. Durant les quarante premières années se succèdent sur certains îlots primitifs pas moins de trois phases de construction. La première trame, celle de la colonie d'origine, connaît une extension vers le nord et certains îlots sont reconstruits, notamment un très vaste édifice prestigieux que Desbat identifie comme un prétoire. Une seconde trame se développe sur la pente en dessous de la première, le théâtre se situe entre les deux et ne respecte pas les directions de ces dernières. Une troisième trame est établie à la fin du Ier siècle avant notre ère plus au sud des deux autres, dans le secteur des Minimes et de la rue des Farges. Des terrasses sont construites pour accueillir des maisons et au bout de ce secteur, au niveau de l'actuelle place Abbé-Larue, une portion du mur d'enceinte a été découverte. Le confluent, alors bien plus mouvant et septentrional, se stabilise, même s'il n'y a pas encore d'habitation pérennes à cette époque.
Pour bâtir cette ville nouvelle, des carrières ont été ouvertes dans le granite de la Croix-Rousse et les gneiss de la rive droite de la Saône. À partir du milieu du Ier siècle, l'emploi du choin venu d'Ain et d'Isère se développe. Pour les constructions plus prestigieuses, des marbres ou des granites précieux sont importés de tout l'Empire, et même d'Égypte,.
L'artisanat lyonnais se développe fortement dès les débuts de la cité, notamment de nombreux ateliers de potiers découverts sur les sites de Loyasse, de la rue du Chapeau-Rouge et de la Muette. Ce dernier atelier accueille notamment de -20 à 15 environ une succursale de l'atelier d'Arezzo. De nombreux fonctionnaires impériaux se sont installés à Lugdunum du fait des fonctions administratives importantes regroupées dans la ville.

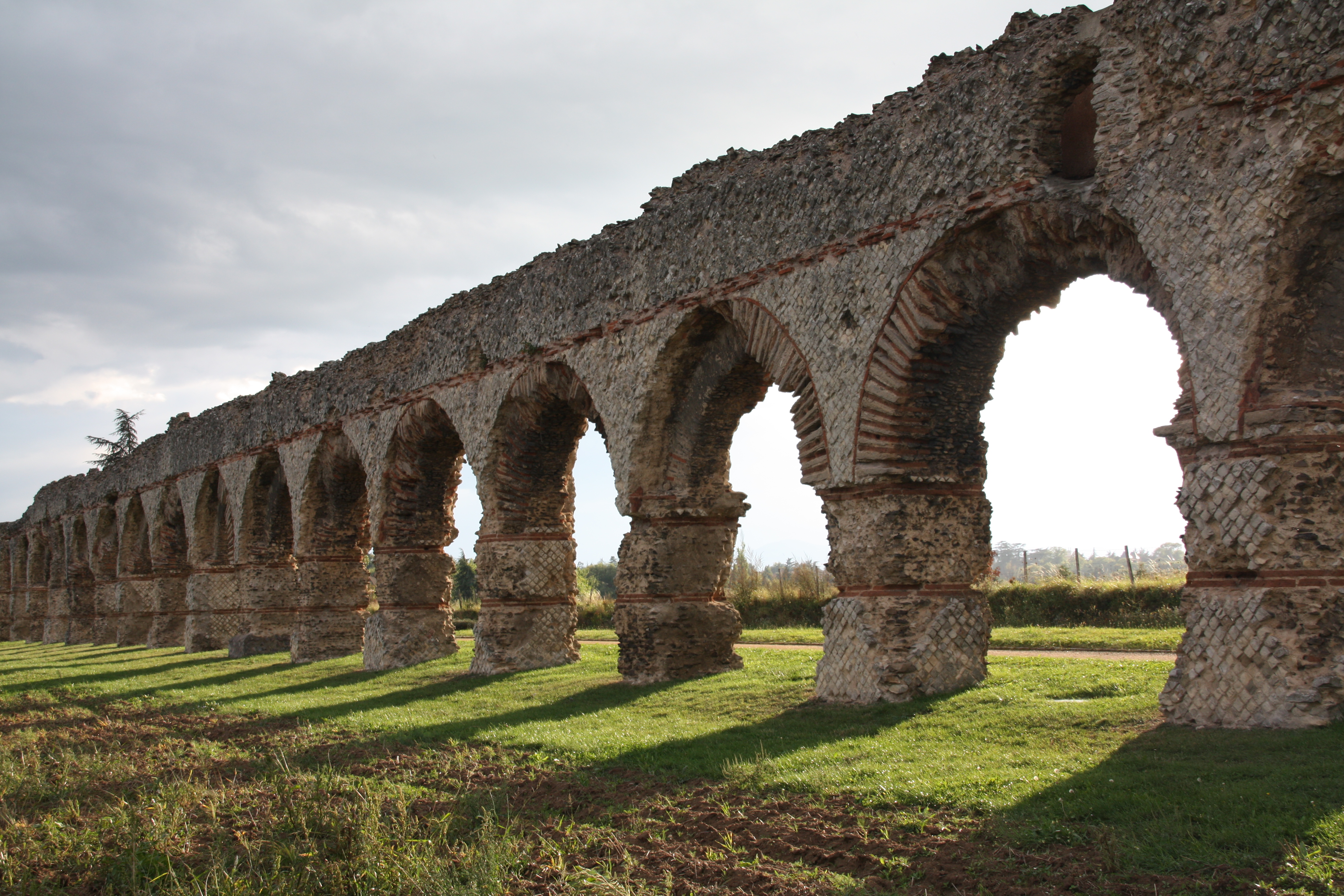
Aqueduc du Gier à Chaponost

L'alimentation en eau de la cité reste délicate à établir tant la datation des aqueducs est difficile. Les aqueducs les plus courts, celui de l'Yzeron et des Monts d'Or, sont supposés avoir été construits les premiers, sans que des preuves archéologiques irréfutables n'aient été découvertes. Henri Hours place la construction du premier aqueduc, celui de l'Yzeron, sous le règne d'Auguste, probablement entre -20 et -10 en partant de l'hypothèse d'un accès au bassin de cette rivière, facilité par le nouveau réseau de voies romaines (dont la voie d'Aquitaine) mis en place par Agrippa. La datation de l'aqueduc du Mont d'Or, cependant, est remise en cause car il ne peut, pas davantage que celui de l'Yzeron, alimenter le noyau initial de la colonie. Récemment, des indices laissent à penser que celui du Gier est également daté de l'époque d'Auguste. Selon Aldo Borlenghi, l'inscription de la fontaine du Verbe-incarnée atteste la construction d'un aqueduc voulu par l'empereur Claude, sans qu'il soit possible de déterminer s'il s'agit de celui du Gier ou de la Brévenne. La construction des thermes de la rue des Farges est un indice supplémentaire d'aménagements liés à l'eau, dans les années de règne de Claude.

##### Les premiers monuments de la capitale de la Lyonnaise

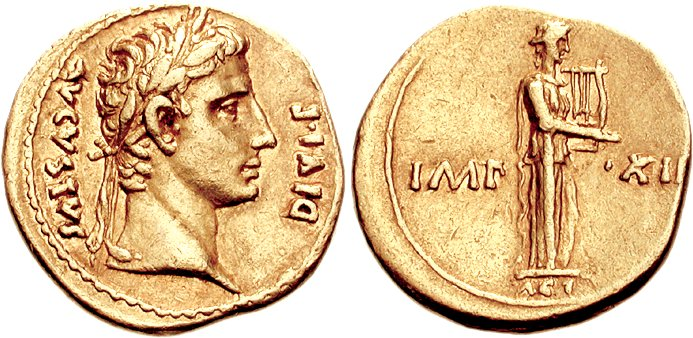
Aureus d'Auguste, émis à Lugdunum, 10 avant notre ère.

Signes de l'importance prise par la cité, très rapidement, de grands monuments sont édifiés.
Le plus ancien des édifices de la ville est le théâtre antique, inauguré entre -16 et -14 sous l'empereur Auguste. Redécouvert à l'occasion d'un vaste chantier archéologique mené dans les années 1930 et 1940, plusieurs hypothèses existent quant à son état originel. Selon l'une, il comporte alors environ 5 000 places, il est à l'origine uniquement composé que de deux volées de gradins, entourées d'une galerie couverte. Dans les années 1980, une seconde hypothèse propose que l'ensemble primitif dispose de trois volées de gradins et d'une galerie supérieure en bois, reconstruite par la suite en pierre.
À la même époque est construit le sanctuaire fédéral des Trois Gaules sur les pentes de La Croix-Rousse, où se rassemblent chaque année les délégués des tribus gauloises pour célébrer le culte de Rome et de l'empereur. Voulu par l'empereur dans un souci de pacification, ce sanctuaire accueille l'assemblée gauloise, le concilium qui désigne le grand prêtre des Gaules. Les premiers sacerdotes (prêtres) du sanctuaire fédéral, dédicacé en -12, sont l'Éduen Caius Julius Vercondaridubnus le 1er août 12 av. J.-C., puis le Cadurque M. Lucterius Sencianus et le Santon Caius Julius Rufus. Cet édifice est suffisamment connu dans l'Empire pour que l'on dispose de mentions littéraires de l'édifice, notamment par Strabon, ce qui est exceptionnel pour un monument provincial. Dion Cassius expose les raisons de sa création :

« Les Sicambres et leurs alliés ayant, à la faveur de l'absence d'Auguste et des efforts des Gaulois pour secouer le joug, recommencé la guerre, il prévint le soulèvement des peuples soumis en mandant les principaux chefs des gaulois sous le prétexte de la fête qu'ils célèbrent encore aujourd'hui à Lyon au pied de l'autel d'Auguste. »

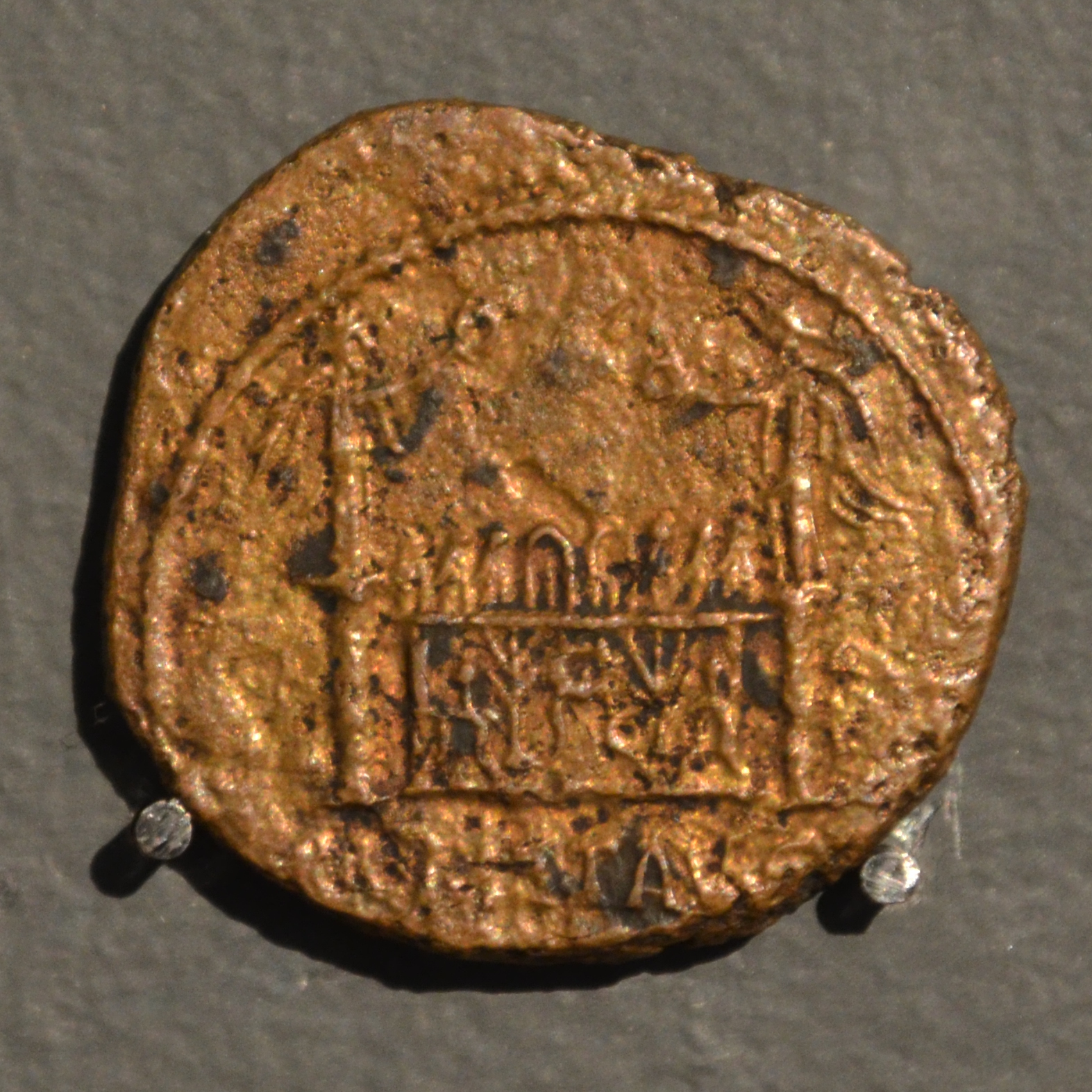
As d'Auguste à l'autel des Trois Gaules. Musée des Beaux-Arts de Lyon.

Même si aucune trace archéologique n'a été retrouvée, le consensus le place sur la colline de la Croix-Rousse, non loin de l'amphithéâtre. La forme exacte du sanctuaire est inconnue et l'autel ne peut être appréhendé que par un monnayage le représentant schématiquement.
L'amphithéâtre sur la Croix-Rousse, ou « amphithéâtre des Trois Gaules », est réalisé autour en 19, c'est alors l'unique amphithéâtre gaulois. Construit grâce à la libéralité d'un sacerdos, Caius Julius Rufus, il est destiné à l'origine aux seuls délégués des nations gauloises. Possédant quatre niveaux de gradins, il pouvait accueillir 1 800 spectateurs. À la même période, un grand temple est érigé sur le site du Verbe Incarné sur Fourvière. Il a longtemps été supposé être un temple municipal du culte impérial mais cette attribution est remise en cause actuellement. Depuis ce temple sont construites une voie en direction de l'actuelle basilique de Fourvière, et une autre selon un axe nord-sud.
Strabon, dont la venue à Lugdunum paraît peu probable, décrit la cité à la fin du règne de l'empereur Auguste (vers 14) :

« La ville même de Lugdunum, qui s'élève adossée à une colline, au confluent de l'Arar et du Rhône, est un établissement romain. Il n'y a pas dans toute la Gaule, à l'exception cependant de Narbonne, de ville plus peuplée, car les Romains en ont fait le centre de leur commerce, et c'est là que leurs préfets font frapper toute la monnaie d'or et d'argent. C'est là aussi qu'on voit ce temple ou édifice sacré, hommage collectif de tous les peuples de la Gaule, érigé en l'honneur de César Auguste : il est placé en avant de la ville, au confluent même des deux cours d'eau, et se compose d'un autel considérable, où sont inscrits les noms de soixante peuples, d'un même nombre de statues, dont chacune représente un de ces peuples, enfin d'un grand naos ou sanctuaire. »

#### Lugdunumet les événements de l'Empire romain
Si les nécessités militaires et politiques impliquèrent que de grands personnages passent par la cité rhodanienne, il n'existe aucune attestation claire ou presque de leur présence effective à Lyon, ni de leur influence directe sur l'évolution de la cité.

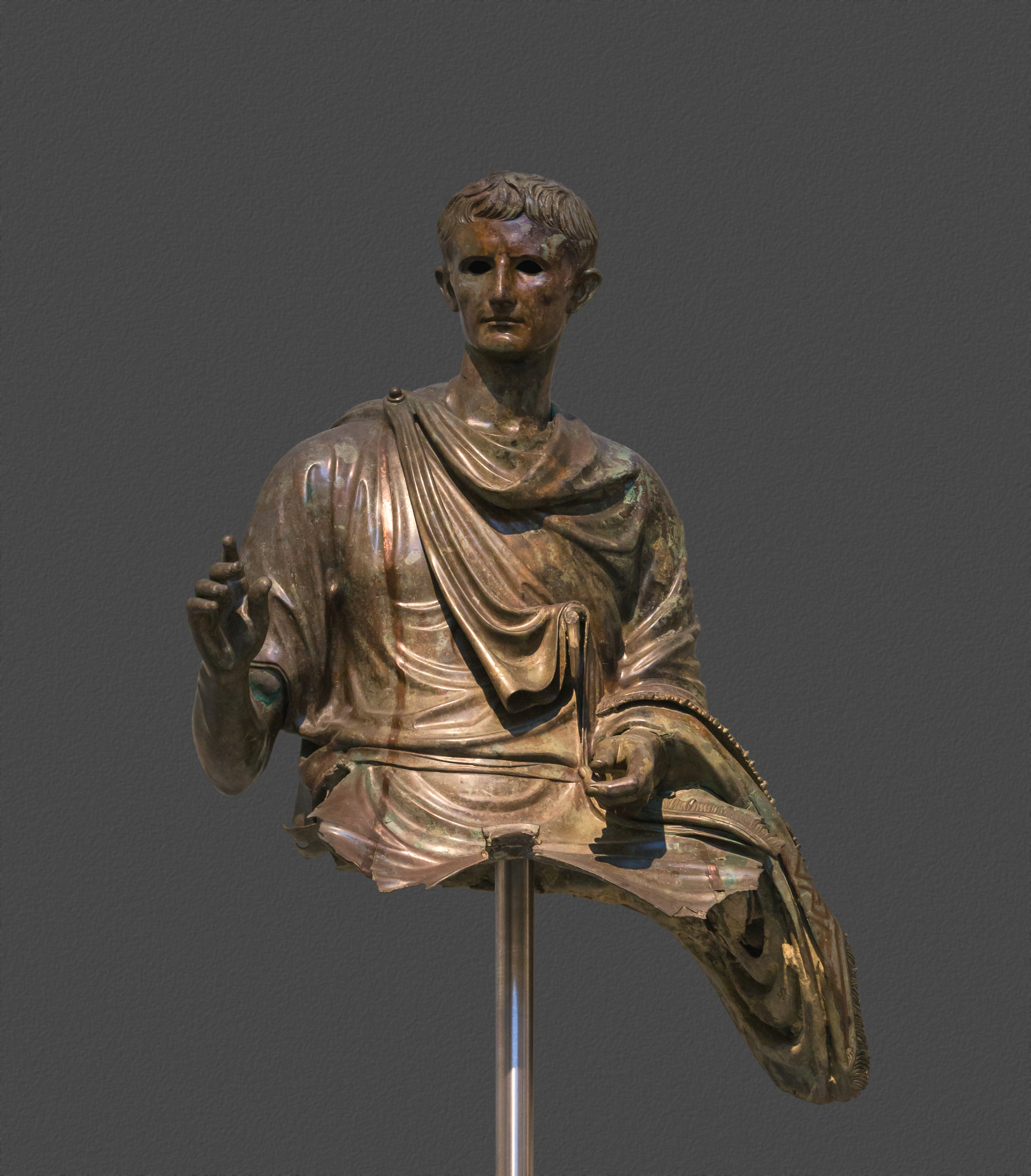
Fragment en bronze d'une statue équestre d'Auguste, musée national archéologique d'Athènes, Grèce.

Aucune source n'éclaire sur la présence d'Auguste à Lyon. Toutefois, les privilèges dont bénéficie sous son autorité la cité, et son voyage en Gaule en -8 peuvent laisser supposer qu'il y soit passé. Ainsi s'installent à Lyon l'administration de la taxe du quarantième des Gaules, les bureaux chargés des mines de fer, l'administration du vingtième des héritages. Le rôle privilégié de Lyon est renforcé par la création en -15 d'un atelier monétaire, destiné à alimenter en numéraire les opérations militaires en Germanie. La décision d'installer cet atelier monétaire, et l'importance qu'il prit dans le monnayage impérial en or et en argent ont certainement influé sur le développement de la cité. Sans qu'il soit possible de l'affirmer, cette décision a dû impliquer la mise en place d'une garnison dans la ville, seule unité militaire permanente en Gaule. « En l'absence de certitude, le plus vraisemblable reste de penser qu'au terme d'un processus diffus et dans un contexte de forte mobilité militaire, une cohorte fut précocement installée à Lugdunum pour remplir diverses tâches de maintien de l'ordre et d'administration, incluant la surveillance de l'atelier monétaire près duquel elle a pu se trouver installée. L'hypothèse traditionnelle place le casernement à hauteur du lycée Saint-Just, mais elle n'est pas assurée. »

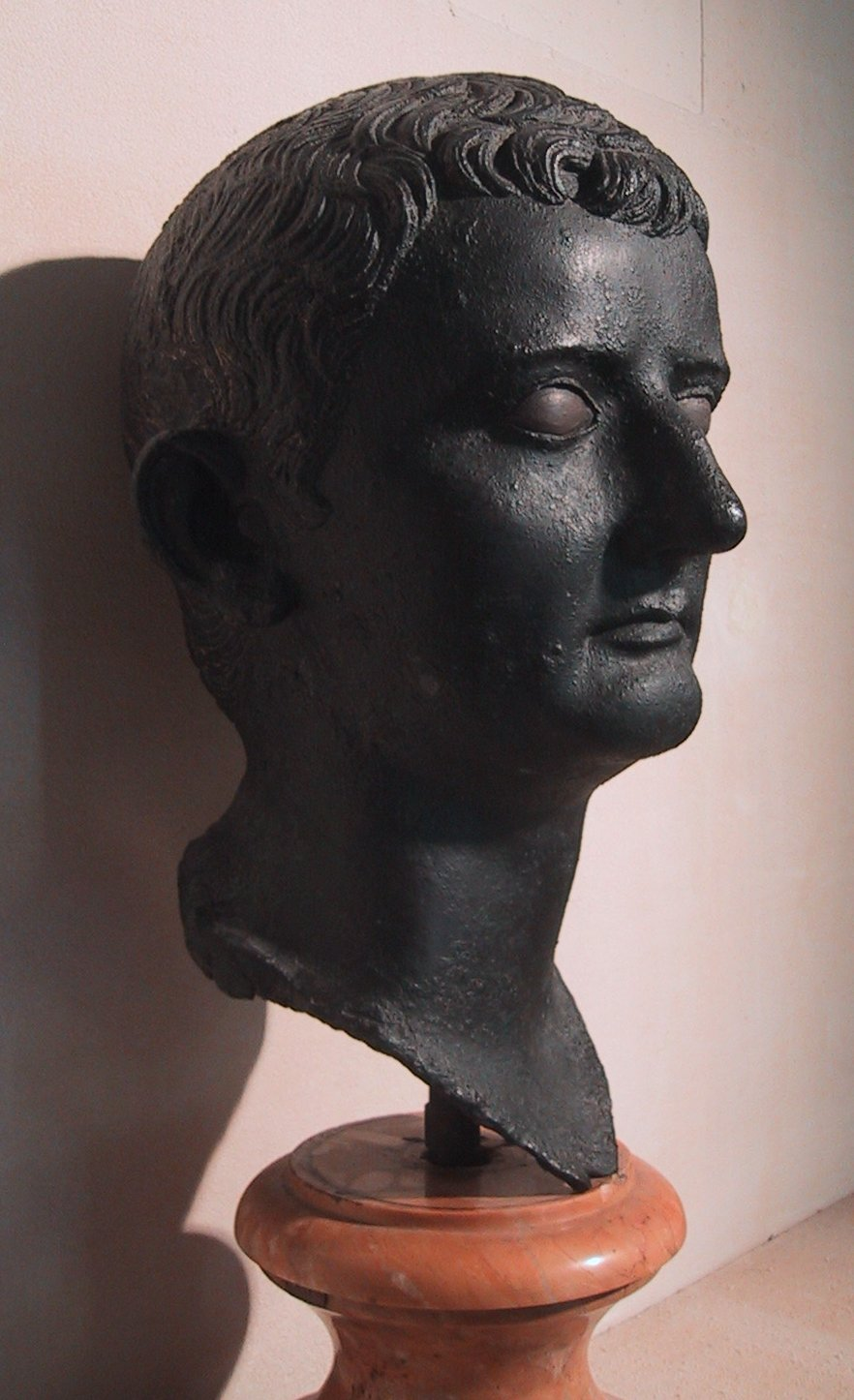
Buste de Tibère, Cabinet des Médailles.

Il n'y a pas de traces littéraires ou épigraphiques du séjour de Tibère à Lyon durant son règne ; même s'il y passe certainement avant : en tant que légat de Gaule en -16 -15, peut être avec Auguste en -8 et entre -5 et -4 lors de sa montée vers le nord,. Durant son règne, Tacite rapporte qu'en 21, les cités gauloises « essayèrent une rébellion dont les plus ardents promoteurs furent, parmi les Trévires, Julius Florus, chez les Éduens, Sacrovir […]. Ils conviennent de soulever, Florus la Belgique, Sacrovir les cités gauloises les plus proches de la sienne. […] Il n'y eut presque pas de cité où ne fussent semés les germes de cette révolte. Les Andécaves furent réduits par le légat Acilius Aviola, qui fit marcher une cohorte tenant garnison à Lyon. » Ces troubles ont pour origine la suppression de privilèges fiscaux pour certaines communautés. Il n'y a pas de traces qu'ils eurent un impact à Lugdunum et le calme fut rapidement rétabli par les légions de Germanie supérieure.

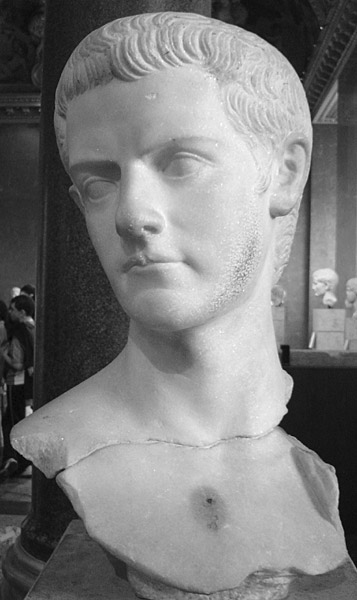
Caligula, musée du Louvre.

Caligula vient en Gaule, d'octobre 39 au printemps 40, afin de préparer l'invasion de la Bretagne, invasion finalement avortée. Pour financer sa campagne, il organise des ventes à l'encan qui ont lieu à Lugdunum, vendant les effets de ses sœurs qui avaient comploté contre lui ; il fait venir de Rome bijoux, meubles et esclaves qu'il met en vente. Selon Suétone, « il ouvrit […] un concours d'éloquence grecque ou latine […]. Quant aux concurrents qui avaient particulièrement déplu, on leur ordonna […] d'effacer leurs écrits avec une éponge ou avec la langue, à moins qu'ils ne préférassent être battus à coups de férule ou précipités dans le fleuve voisin ». Caligula s'entoure à Lugdunum d'une cour de princes hellénisés, Agrippa Ier, Antiochos IV de Commagène et son cousin Ptolémée de Maurétanie, petit-fils de la reine Cléopâtre et de Marc Antoine. Il fait exécuter ce dernier en 40, par jalousie de son titre royal ou de sa richesse selon Suétone et Dion Cassius ; mais plus sûrement par calcul politique, pour intégrer à l'Empire le royaume de Maurétanie et s'assurer ainsi de nouvelles ressources financières. Il n'existe toutefois aucune certitude sur les raisons de cet assassinat.
C'est également sous le règne de Caligula qu'une cité nommée Lugdunum, peut-être l'actuelle Lyon ou bien la Lugdunum des Convènes (Saint-Bertrand-de-Comminges), aurait accueilli l'exil forcé du tétrarque de Galilée et de Pérée, Antipas, beau-frère d'Hérode Agrippa après la fameuse affaire du temple de Jérusalem en 40 (l'érection d'une statue de l'empereur à l'intérieur du temple de Jérusalem en réponse à la révolte des juifs à Jamnia durant l'hiver 39-40.

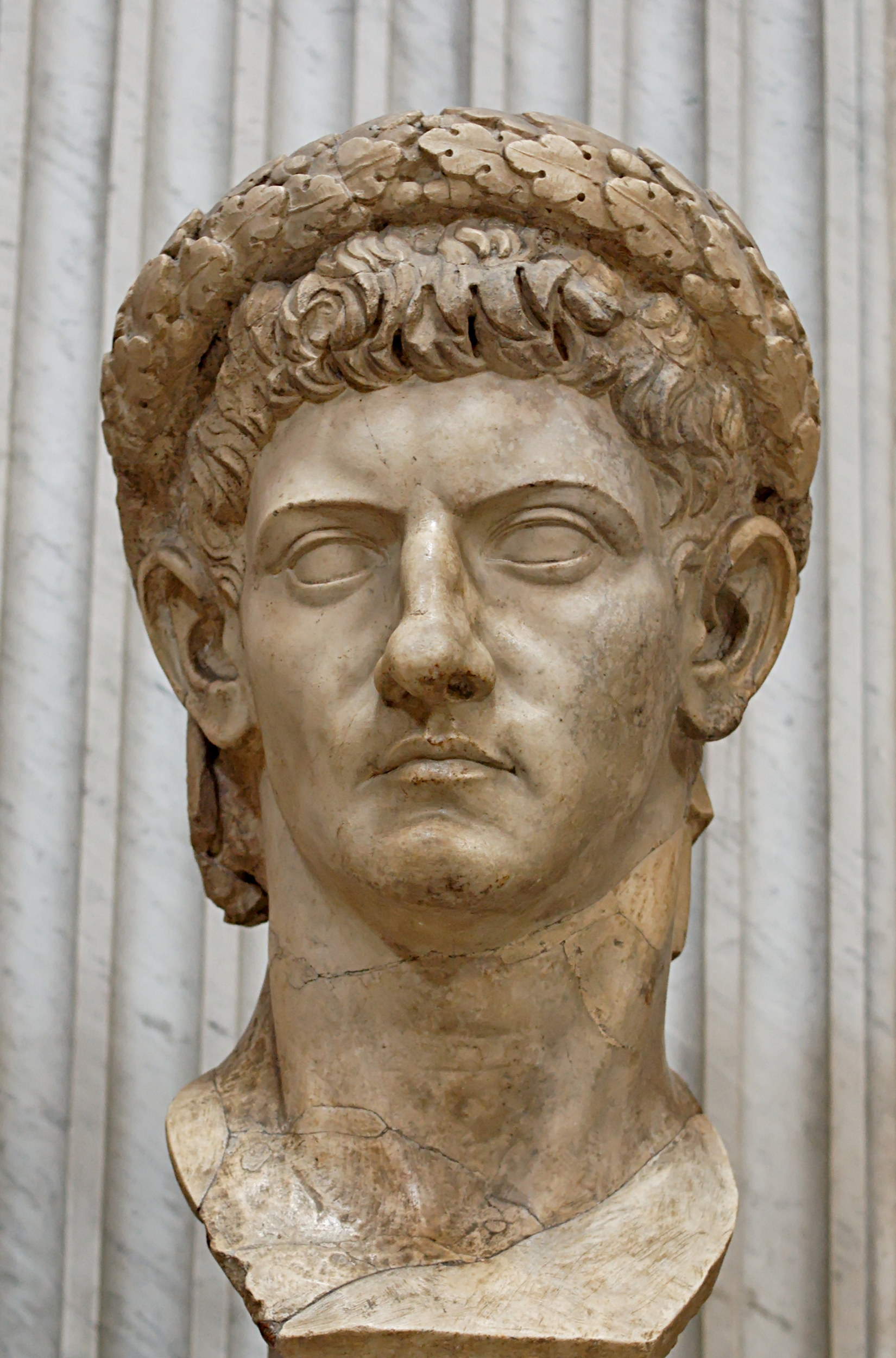
Claude, musées du Vatican.

Claude, succédant à Caligula en 41, s'arrête à Lugdunum, sa ville natale, en 43 et 44 à l'aller et au retour de la conquête de la Bretagne. On lui attribue généralement la construction de l'aqueduc de la Brévenne, grâce au témoignage d'une trentaine de tuyaux de plomb à ses initiales, bien que ces tuyaux puissent avoir fait l'objet d'un réemploi, auquel cas il faudrait reculer cette datation. La plus importante trace que Claude laisse à Lugdunum est le discours qu'il prononce en 48 devant le Sénat et qui accorde aux élites des trois provinces de la « Gaule chevelue » l'accès à la magistrature publique de Rome. Les représentants des peuples gaulois, reconnaissants, font graver le discours sur une plaque de bronze aujourd'hui connue sous le nom de Table claudienne et la placent probablement dans le sanctuaire fédéral des Trois Gaules. Cette table, retrouvée en 1528, se trouve désormais présentée au musée de la Civilisation gallo-romaine dont elle constitue l'un des trésors. Sous Claude, le nom de la cité évolue en Colonia Copia Lugdunum auxquels on ajoute les cognomina d'Augusta et Claudia ; La référence à Munatius Plancus (Munatia) disparaît. Certains historiens proposent de lier ce changement de nom a un éventuel don par Claude du droit italique à la cité rhodanienne, même si la première attestation de ce droit à Lugdunum n’apparaît que sous l'empereur Héliogabale.

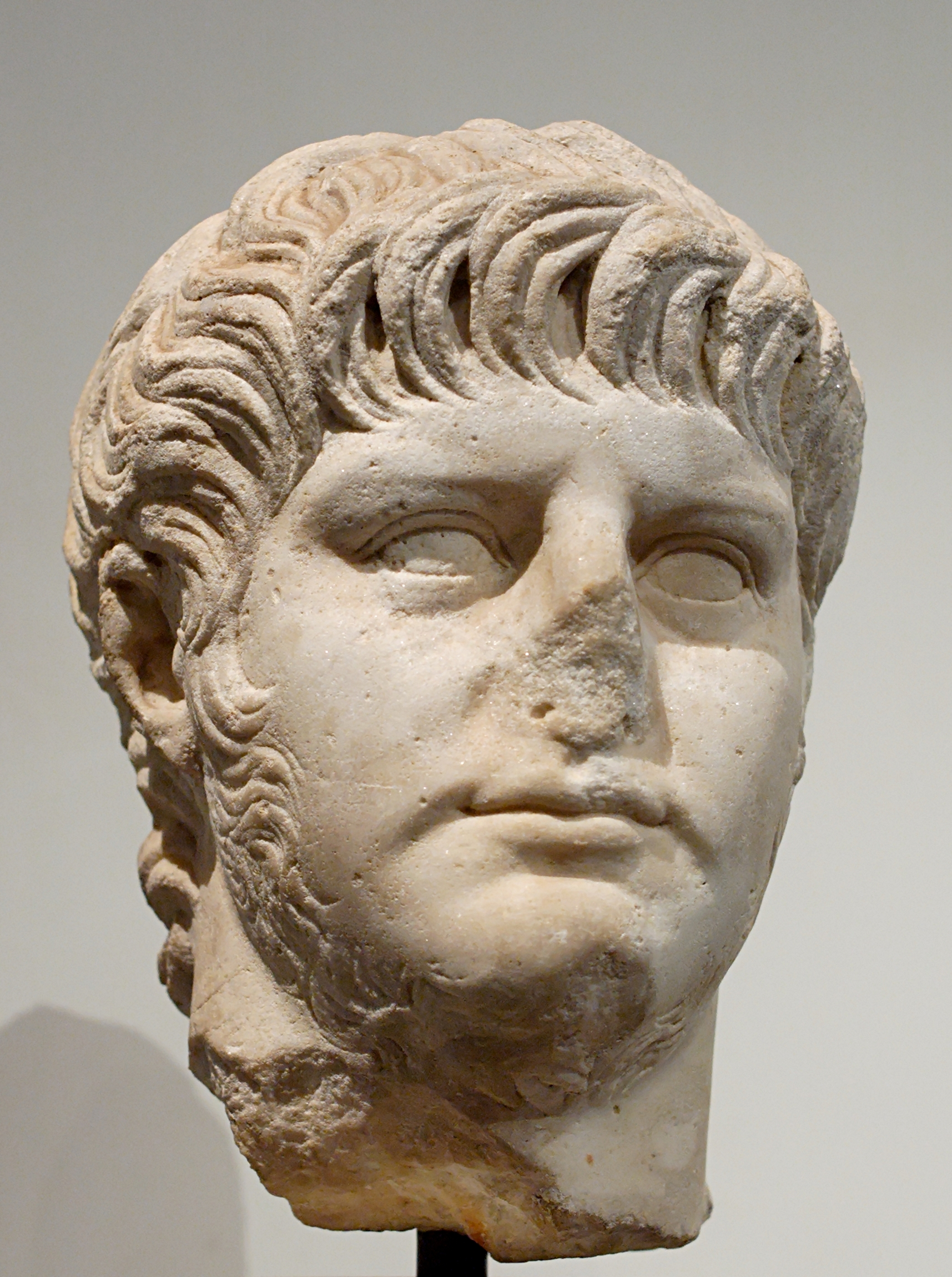
Néron, œuvre en marbre du Ier siècle, musée du Palatin.

Sous le règne de Néron en 64, après l’incendie qui ravage Rome, les notables de Lugdunum envoient quatre millions de sesterces pour la reconstruction. L’année suivante en 65, Lugdunum est victime d’un incendie. Sénèque indique : « Assez souvent on a vu des villes endommagées par le feu, mais jamais tellement qu'il ne restât quelque vestige de ce qu'elles étaient auparavant… […] Lugdunum qu'on avait accoutumé de montrer dans la Gaule comme l'un de ses plus beaux ornements, se cherche aujourd'hui et ne se trouve plus. » Selon Tacite, « le prince (Néron) soulagea le désastre de Lyon par le don de quatre millions de sesterces qu'il fit à la ville pour relever ses ruines ». Toutefois, les fouilles stratigraphiques de la ville haute n'ont montré aucune trace d'incendie, ce qui corroborerait l'hypothèse actuellement majoritaire selon laquelle seules les parties basses de la cité auraient été touchées. Il est possible de comparer cette somme de quatre millions de sesterces aux cent millions que coûta la reconstruction d'une partie du cirque et des maisons particulières détruites par l'incendie de 36 à Rome ou aux dix millions accordés à la colonie de Bologne ruinée par l'incendie de 53. Néron ôte également la frappe des monnaies d'or et d'argent à l'atelier monétaire lyonnais, et ne laisse subsister que la frappe du bronze.

##### La crise successorale de 68-69:Lugdunumet Vienne, cités rivales
En 68, Vindex, légat de la Gaule lyonnaise, pousse à la révolte contre Néron les délégués des Trois Gaules. L’armée de Germanie supérieure met fin à sa tentative en le battant à Besançon,. Puis en Espagne Galba s’insurge à son tour. Lors de ces événements, des dissensions entre Lyon et Vienne se révèlent : Lugdunum reste fidèle à Néron, tandis que Vienne soutient Galba et vient assiéger la cité rhodanienne. L'origine de cette dissension n'est pas connue. Elle remonte peut-être à l'origine des colons qui ont fondé Lugdunum ou peut-être simplement à une compétition entre deux cités proches et dynamiques. Les Viennois ne parviennent pas à prendre Lugdunum. La mort de Néron et l’arrivée au pouvoir de Galba marquent une pause dans ce conflit. En représailles, Galba confisque la rente que les Viennois versaient aux habitants de Lugdunum depuis -43 au profit du fisc impérial. Mais l’année suivante, en 69, l’armée du Rhin de Vitellius, marche vers l’Italie contre Othon, assassin de Galba. Julius Blaesus, légat de la Gaule lyonnaise, prend le parti de Vitellius et accueille son armée conduite par Fabius Valens.
Selon Tacite, Les habitants de Lugdunum profitent de la présence de ces troupes et leur proposent de piller Vienne. Cependant, Fabius Valens dissuade ses troupes de ravager Vienne, « toutefois, la cité dut livrer ses armes, et les habitants fournirent chacun aux soldats toute sorte de provisions »,.

### Second développement et apogée - milieu duIeretIIesiècle

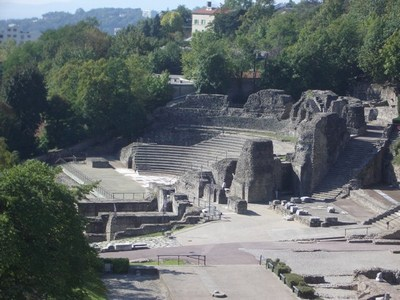
Odéon de Lyon sur la colline de Fourvière.

Sous les Flaviens (de 69 à 96), à la suite de l'incendie de la cité en 65 sous Néron, puis sous les Antonins (de 96 à 192) Lugdunum prospère et connaît la paix romaine à l'instar du monde romain.
Durant cette période, de nouveaux monuments prestigieux sont bâtis, aboutissant à l'extension maximale de la cité dans l'Antiquité. Ce développement est dû à la situation de la ville au sein d'un empire globalement pacifié et prospère. La population de Lugdunum progresse et elle tient une place notable au sein de l'Empire romain. Profitant pleinement de la pax romana, Lyon ne connaît pas de soubresauts importants et cette période s'achève avec la bataille de Lyon de 197.

#### Apogée urbain

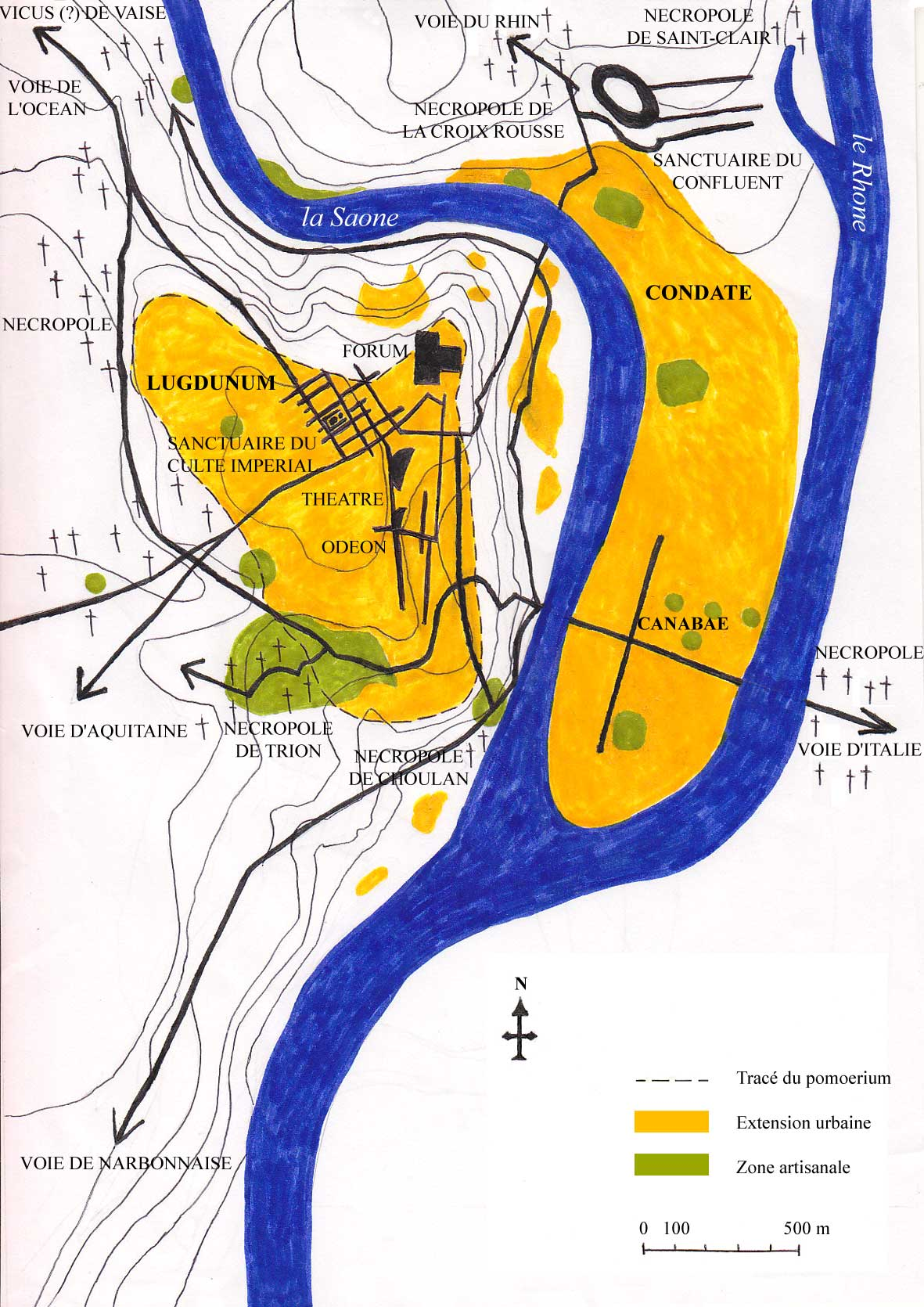
Schéma de Lugdunum.

Durant cette période faste, plusieurs monuments nouveaux sont construits, d'autres sont agrandis et la ville atteint son extension antique maximale.

##### Nouveaux développements urbains
L'importance et la puissance de Lyon à cette époque se mesurent au travers de deux monuments rarement réalisés au sein de l'Empire romain : l'odéon et le cirque. Le premier souligne l'importance de la culture gréco-latine dans la cité, importance dont on a plusieurs autres traces avec le concours d'éloquence organisé par Caligula ou la mention de nombreux libraires en ville dans la correspondance de Pline le Jeune. Ces deux monuments semblent avoir été bâtis à la fin du premier siècle ou au début du second. Le cirque n'est connu que par des indices indirects, et les derniers travaux estiment son emplacement sur le plateau de Loyasse.
D'autres monuments sont transformés. Le théâtre est agrandi, et un nymphée monumental a peut-être été bâti entre le théâtre et l'odéon ; l'amphithéâtre de la Croix-Rousse a également été agrandi. Toutefois, il n'existe aucune trace archéologique pour dater avec précision ces travaux. La construction des aqueducs est achevée également au milieu du second siècle. De nouveaux thermes sont réalisées au niveau de la rue des Farges sur la même période.
Toutes ces réalisations ont été probablement promues, et peut-être financièrement soutenues, par certains empereurs, mais l'essentiel des sommes réunies pour ces travaux proviennent de ressources locales, des associations professionnelles ou des notables évergètes.

##### Lyon antique à son apogée

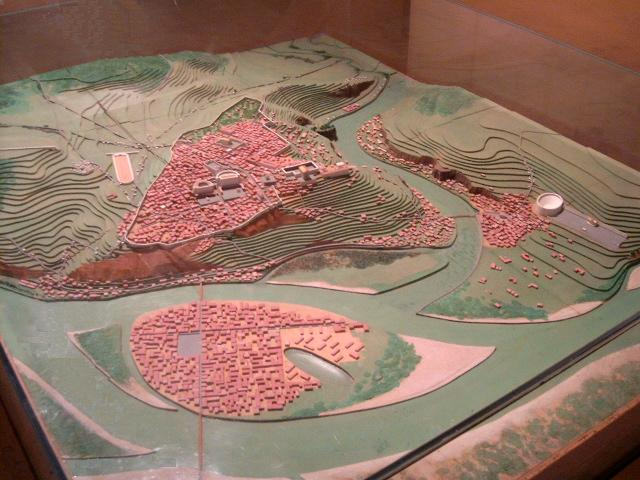
La cité vue vers le nord-ouest. Au premier plan, le quartier des Canabæ, imaginé sur une île. À l'arrière-plan, la ville haute, le théâtre et l'odéon côte à côte, le cirque à l'extérieur. À droite, l'amphithéâtre et le Sanctuaire fédéral. Maquette du musée gallo-romain de Fourvière.

Au cours du IIe siècle, la topographie lyonnaise se stabilise dans son extension maximale sous l'Antiquité. À l'égal de Vienne, elle possède alors l'ensemble des édifices de spectacles traditionnels romains, cirque, amphithéâtre, théâtre, odéon, avec de surcroit l'autel de Rome et Auguste. « Dans ses formes, l'architecture publique emprunte au répertoire classique de l'art gréco-romain (dieux et mythes, par exemple, très présents dans l'habitat privé également), combiné avec des thèmes promus par l'idéologie impériale (empereur, victoire, abondance, paix... ».
L'urbanisation se situe sur trois ensembles principaux : la ville haute avec Lugdunum, les canabæ et la rive droite de la Saône en contrebas de la ville haute, le bourg celtique de Condate, auquel il faut ajouter la petite agglomération de Vaise. Ces zones sont connectées entre elles par des voies structurantes, la montée Saint-Barthélémy relie déjà le haut de la colline à la rivière. À cette urbanisation s'ajoutent les nécropoles situées le long des voies d'accès à la cité et les aqueducs.

###### La ville haute

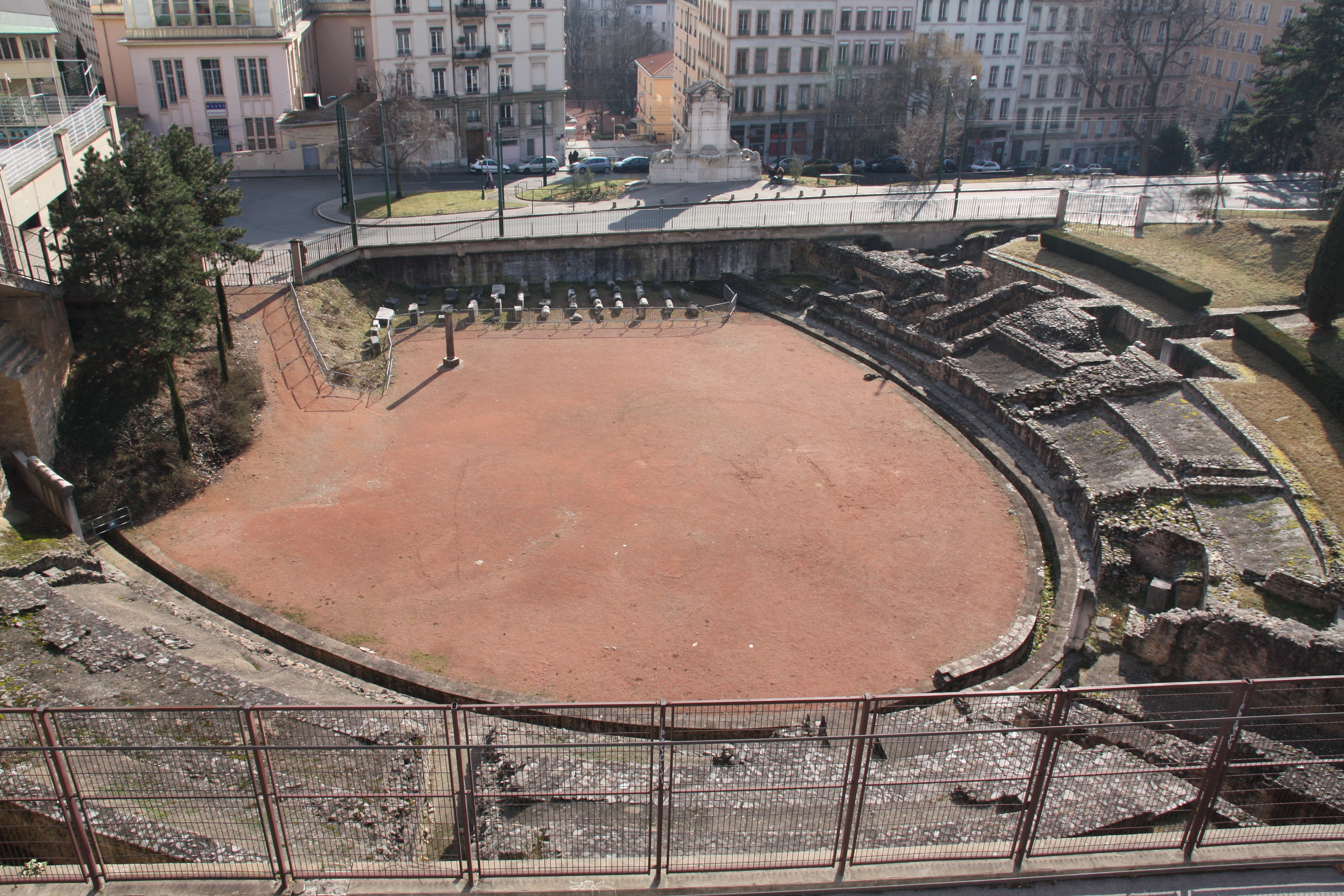
L'amphithéâtre des Trois Gaules.

Beaucoup d'inconnues subsistent quant à la forme exacte de la colonie lyonnaise à son apogée. Certains quartiers sont relativement bien connus (de Saint-Just à l'Antiquaille, la rue des Farges ou au Verbe-Incarné) et certains monuments également (le théâtre, l'odéon), mais plusieurs autres éléments urbains restent encore à l'état de conjecture (forum, temple capitolin ou cirque). Son enceinte, récemment attestée, n'est pas connue avec exactitude sur l'ensemble de son tracé.
- L'enceinte

L'existence de l'enceinte est attestée de façon lacunaire depuis les fouilles archéologiques exécutées en 2015. Son érection reste un privilège accordé à une cité par l'empereur romain, phénomène plutôt rare en Gaule. L'apport archéologique est plutôt réduit : en 1957, des travaux à l'est de la place Abbé-Larue dans le 5e arrondissement mettent au jour un élément de mur et la base d'une tour, et en 1968, dans la partie nord de cette place, à proximité de la rue des Farges, sont dégagés des restes d'un mur antique rectiligne, large d'1,80 m et long de 41 m. Amable Audin interprète ces restes comme étant ceux de l'enceinte romaine : « Le cardo [...] monte [...] jusqu'au mur d'enceinte qu'il traverse. » Toutefois, aucune épigraphe ou aucun texte ne corroborent cette hypothèse et il peut tout aussi bien s'agir d'un mur de soutènement. Les fouilles de 2014 sous la résidence universitaire de la place Abbé-Larue attestent la présence d'une section de muraille romaine comportant une tour circulaire. 
En 2023, est découverte une portion de l'enceinte antique, au bastion 5 de l'enceinte de Fourvière. Plus au nord, en 2024, est découvert à l'emplacement de l'ancien jardin cinéraire du cimetière de Loyasse, une partie d'une porte de l'enceinte romaine. Cette découverte permet de confirmer que l'enceinte romaine entourait tout le plateau de Fourvière et qu'elle a été édifié dans la première moitié du Ier siècle.
Les textes littéraires mentionnant l'enceinte sont au nombre de trois et ne donnent que très peu d'indications. Il y a une mention des murailles qui empêchent le pillage de la ville par des lètes en 357, une simple mention de son existence par Sidoine Apollinaire et enfin le fait qu'elle soit dégradée par une crue en 580 par Grégoire de Tours.
- Les quartiers les mieux connus

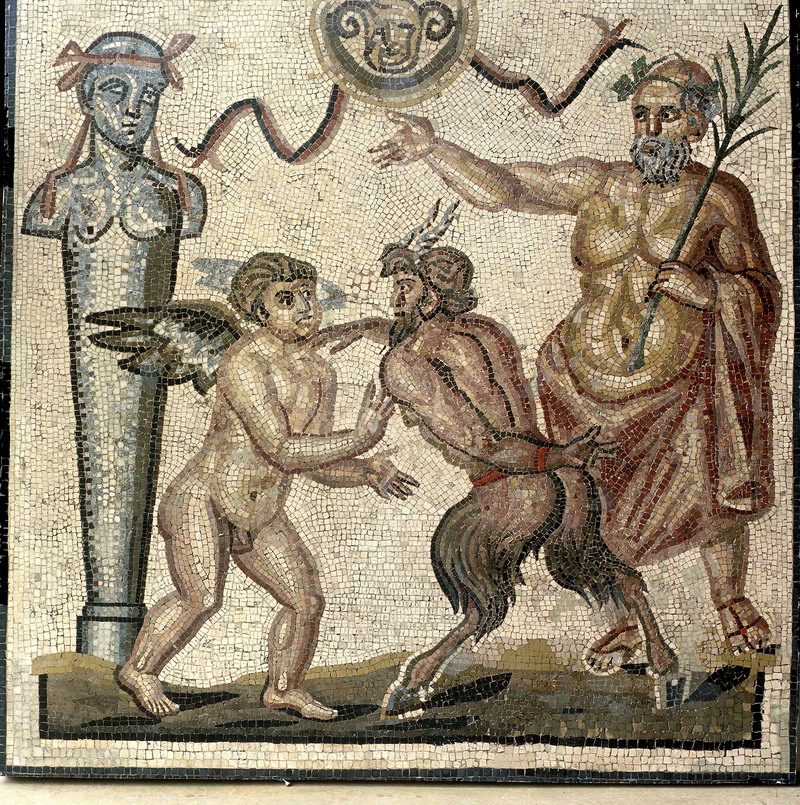
Détail de la mosaïque du combat de l'Amour et de Pan - conservée au musée Lugdunum.

  - Le quartier allant de l'Antiquaille à Saint-Just contenait essentiellement des ilots réguliers d'habitations établis sur des terrasses. Certaines recelaient de magnifiques mosaïques dont celles du combat de l'Amour et de Pan, montrant la richesse des habitants des lieux. Une hypothèse ancienne y place la cohorte urbaine, dont la grotte Bérelle serait la citerne[b 3].
  - Le quartier de la rue des Farges est connu depuis les fouilles ayant eu lieu entre 1973 et 1981, plusieurs ensembles de construction ont été identifiés. Une maison à atrium, à péristyle ou, plus simples, des boutiques et des thermes se présentent le long de deux rues et sur trois séries de terrasses. Les fouilles archéologiques de cette zone, outre l'identification de nombreuses habitations et équipements, ont permis de bien mieux connaître les techniques de construction, essentiellement en terre[b 4].
  - Le quartier du Verbe-Incarné connaît au cours de la seconde moitié du premier siècle des travaux d'embellissement destinés à élargir les rues, installer de vastes collecteurs en dessous et mettre en valeur les grands bâtiments qui le composent. Le plus prestigieux d'entre eux pourrait être le sanctuaire municipal du culte impérial, construit en remplacement de quatre îlots d'habitation[44]. Les collecteurs accueillent les eaux de l'aqueduc du Gier. Ce quartier semble avoir été habité de manière continue sans nouvelles transformations par la suite. Ce quartier s'étend vers le nord, en direction du plateau de la Sarra, avec un découpage en îlots et des ateliers de céramique. Les dernières théories y placent le cirque, le long de la rue Jaricot[b 5].

- Les monuments bien connus 

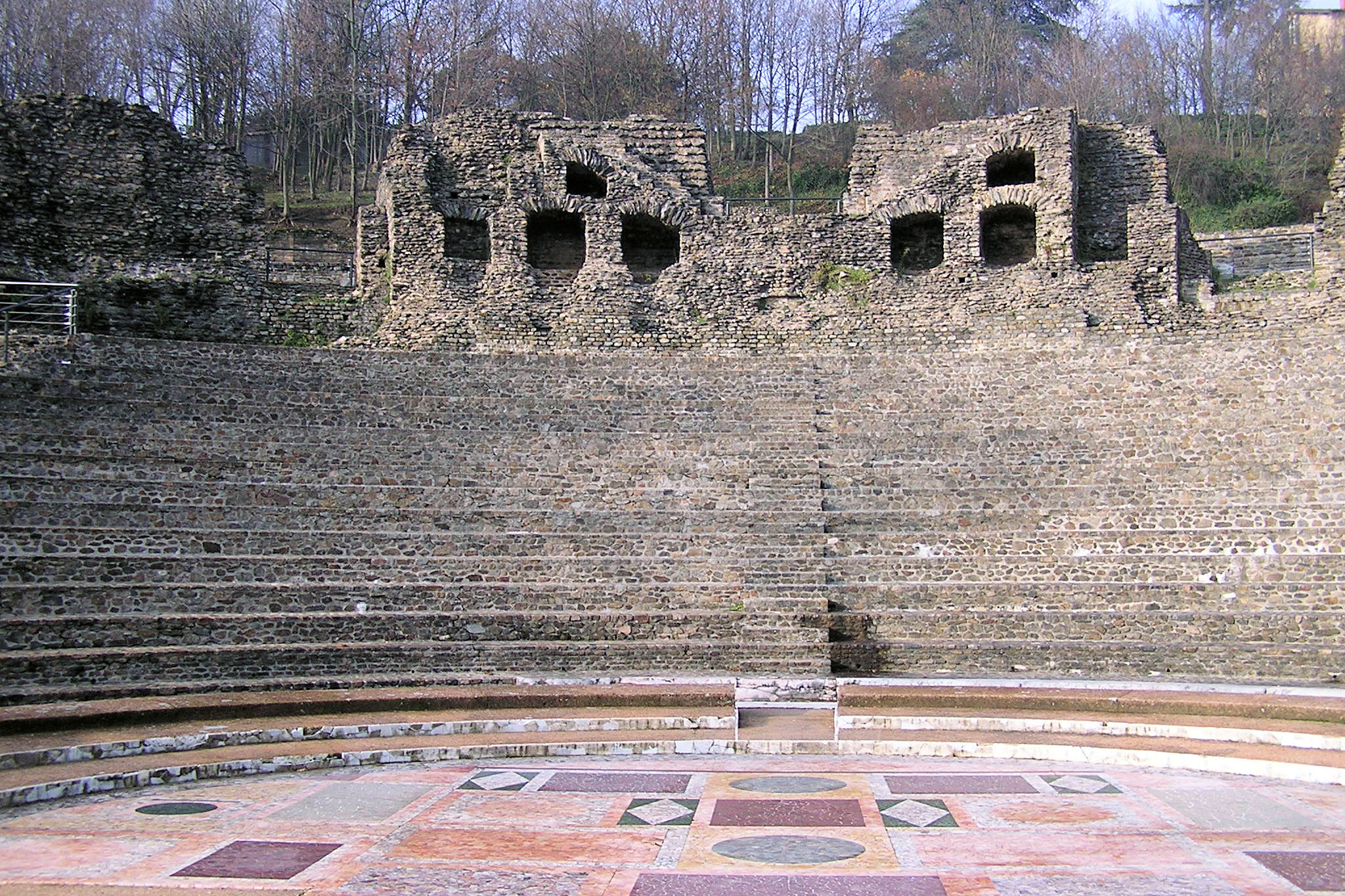
L'odéon et son dallage de marbre.

  - Le théâtre, d'un diamètre extérieur de 108 mètres, est initialement composé de deux séries de gradins, la première portée par une maçonnerie massive et la seconde par des voûtes. Une troisième série de gradins remplace un promenoir lors d'un agrandissement daté, selon la tradition, de l'époque d'Hadrien ; pour porter sa capacité à 10 500 places[m 6]. « Un muret en cipolin vert séparait la cavea de l’orchestra. Celle-ci, de 25.50 mètres de diamètre, comprenait à l'extérieur quatre gradins bas réservés aux notables. Un pavement de grandes dalles de cipolin, de brèche et de granit décorait l'orchestra, qui était desservie par deux grands couloirs latéraux, aux murs plaqués de marbre[b 6]. »
  - À la fin du Ier siècle ou au début du second, un odéon de 3 000 places, consacré à la musique, à des spectacles lyriques ou rhétoriques est bâti aux côtés du théâtre, peut-être séparé de ce dernier par un nymphée monumental[c 26]. Avec une cavea de 73 mètres de diamètre, il est l'un des plus imposants de l'Empire romain et son orchestra était pavée de marbres et porphyres importés de toute la Méditerranée[b 7],[m 7].

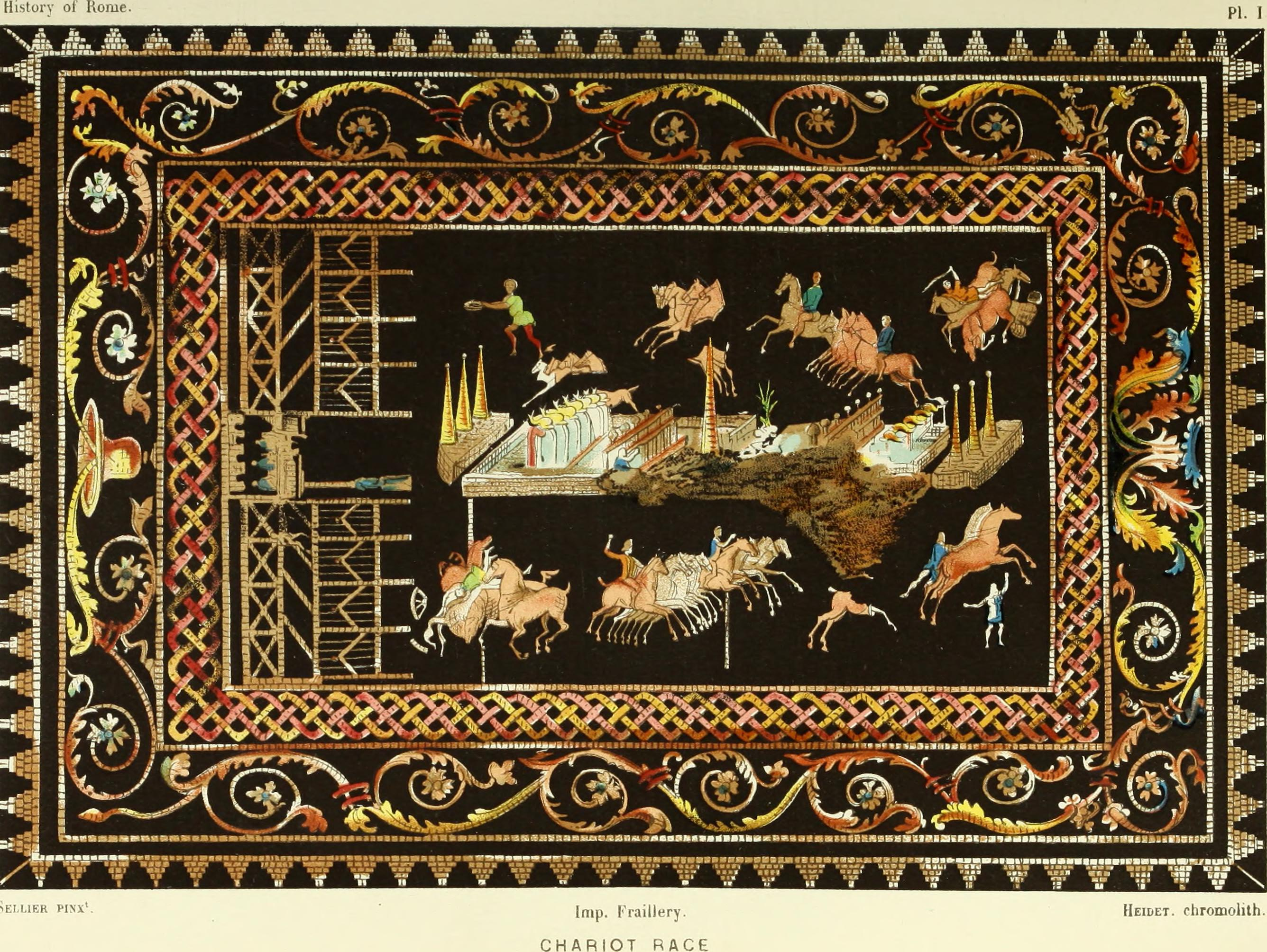
Mosaïque retrouvée à Lyon, représentant probablement le cirque local.

- - Le cirque s'étendrait sur le plateau de Fourvière, à l'ouest de la rue Pauline Jaricot, pourrait aller au nord jusqu'aux fortifications modernes, au sud en bordure de l'aqueduc du Gier. Les structures découvertes par Amable Audin rue Henri Le Châtelier[45] porteraient les gradins[o 1].
- Les monuments hypothétiques
  - Le forum est une des grandes inconnues de l'archéologie lyonnaise. L'hypothèse traditionnelle le situant au niveau de la basilique de Fourvière est abandonnée depuis de nombreuses années. Les éléments l'étayant étaient légers et surtout sa localisation très décentrée par rapport aux constructions primitives est très peu crédible. L'hypothèse d'un éventuel second forum construit par Trajan au niveau du plateau de la Sarra a été contredite par les fouilles du Verbe incarné[m 8].
  - Le palais impérial serait, selon la tradition, situé à l'extrémité nord-est du plateau, au nord de la basilique, à proximité de la tour métallique de télécommunication. De fortes subductions y sont repérées mais les archéologues n'attestent sur cet emplacement plus que des maisons d'habitants fortunés, comme l'attestent les mosaïques et les vastes citernes retrouvées[b 8].

###### La ville près des rivières
La confluence entre le tumultueux Rhône et la Saône tranquille se réalise sous l'Antiquité au sud de l'actuelle abbaye d'Ainay. La Presqu'île connaît encore plusieurs flots allant du Rhône vers la Saône, qui sont en cours de maîtrise et de comblement. Mais l'hypothèse d'un véritable bras du Rhône traversant la Presqu'île est abandonnée, les dernières dépressions n'étant remplies d'eau que lors des crues. À de nombreux endroits, il a été retrouvé des dépôts d'amphores réalisant l'assèchement du site, achevé probablement aux alentours de l'an 100.
L'occupation humaine de la Presqu'île intervient au cours du Ier siècle, mais n'élabore alors pas de véritable réseau viaire, laissant un espace semi-urbanisé, un peu plus dense dans la zone entre Bellecour et Perrache, les canabae et au pied de la colline, le quartier de Condate. Les éventuels ponts entre les deux rives de la Saône n'ont pas reçu d'éléments archéologiques ou épigraphiques permettant de renforcer telle ou telle hypothèse.
- Condate

Ce bourg situé sur les pentes et le pied de la Croix-Rousse ne fait pas partie de la colonie. Ses zones les plus anciennement peuplées sont le quartier Saint-Vincent et le sanctuaire des Trois Gaules. Mais aux Ier et IIe siècles, la zone la plus densément urbanisée se situe au nord-ouest de la place des Terreaux, entre la rue Constantine et la rue du Jardin-des-Plantes. Des fouilles ont permis de retrouver le pavage de certaines rues, et une hypothèse propose que la rue du Sergent-Blandan soit l'axe principal de ce bourg.

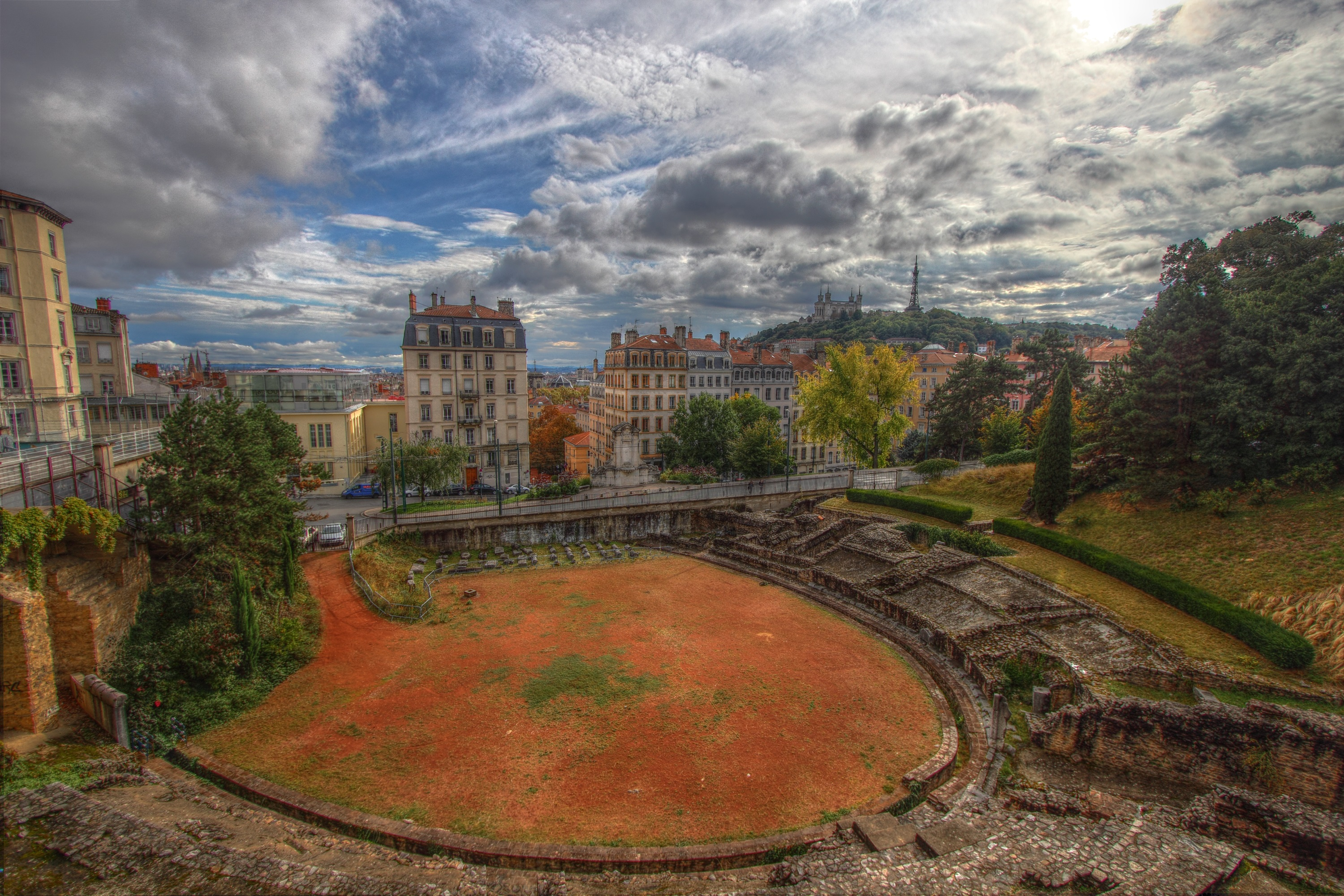
Amphithéâtre des Trois Gaules, Lyon.

Le sanctuaire de l'autel fédéral des Trois Gaules est très mal connu. Son organisation et ses limites font l'objet de débats sans que des preuves archéologiques puissent trancher dans un sens ou dans l'autre. L'une d'entre elles postule que la limite sud de cet espace sacré pourrait s'étendre jusqu'au sud de la place des Terreaux, tandis qu'une autre propose qu'il s'arrête à l'ouest avant la Montée de la Grande-Côte. Situé dans le bourg de Condate qui est indépendant tout à la fois de la colonie comme des Ségusiaves, il appartient aux soixante cités gauloises représentées. La localisation de l'autel de Rome et d'Auguste n'est pas connue et l'hypothèse actuelle le situe près de l'église Saint-Polycarpe. La tradition présente également les piliers en granite remployés dans l'église d'Ainay pour soutenir la coupole comme les piliers qui entouraient l'autel fédéral. Comme ces piliers proviennent d'une carrière qui n'était pas en activité lors de la création du sanctuaire, les historiens lyonnais supposent qu'il s'agissait d'un enrichissement ultérieur de l'autel. Il n'existe aucune preuve archéologique ou littéraire appuyant cette hypothèse.
L'amphithéâtre des Trois Gaules est agrandi durant l'apogée de la cité, sans qu'il soit possible de dater le passage d'une capacité de 3 000 places à environ 26 000 places ; l'hypothèse d'Audin basée sur un fragment d'inscription a été démentie par Caldelli. Les quelques gradins de bois font place à un nouvel édifice mesurant 143 × 117 m avec une arène mesurant 68 × 42 m. La première dimension modeste de l'édifice suppose un usage limité, peut-être réservé aux délégués des peuples des Trois Gaules lors de la réunion annuelle. Son agrandissement permit d'accueillir des spectacles de grande ampleur, comme le mentionne Suétone ou des exécutions publiques telles celle de l'insurgé Mariccus ou des chrétiens en 177,.
- Les canabae

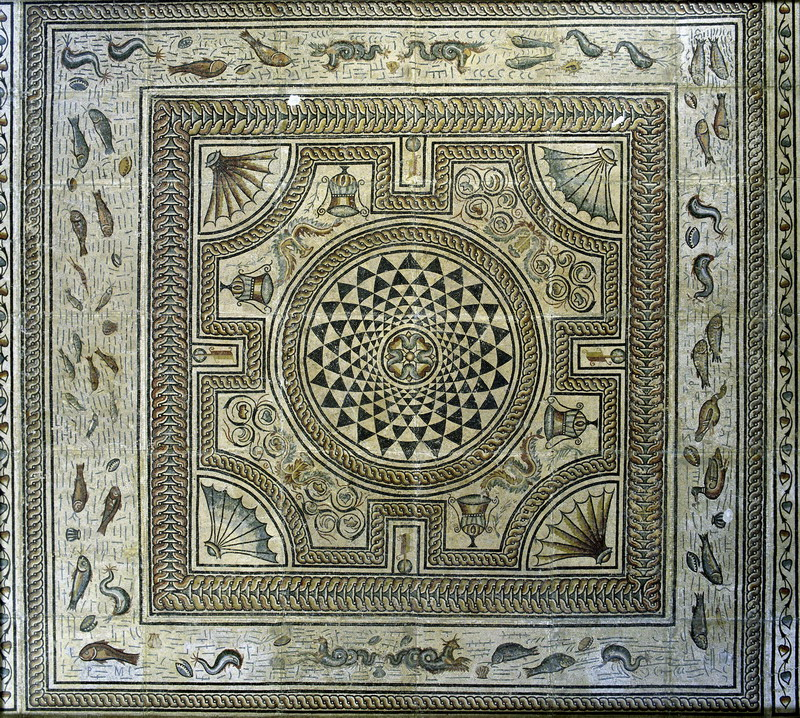
Mosaïque des poissons retrouvée sous la rue Jarente.

Ce terme désigne habituellement les espaces réservés à la population civile situés à l'extérieur des casernements militaires ; traduit par « baraques » ou « entrepôt », il est connu à Lyon par plusieurs épigraphes. Le lieu ainsi désigné est situé aux alentours de la place Bellecour et jusqu'au quartier d'Ainay. Les archéologues réfutent actuellement l'idée depuis longtemps propagée qu'il s'agissait d'une île. Le confluent, à cette époque, devait probablement se situer au sud de la place Bellecour. Les récentes fouilles géomorphologiques montrent l'existence de zones déprimées, envahies par les eaux lors de crues. C'est notamment le cas de l'actuelle place des Célestins qui fait l'objet de drainage et qui subit d'importants remblais à partir du Ier siècle jusqu'au IIIe siècle. Dès le milieu du Ier sièclesont réalisés des aménagements importants menant à un urbanisme régulier, que l'on peut mettre en relation avec la création du compendium entre Lyon et Vienne, attribué à l'empereur Claude,.
Ce quartier comporte de nombreuses résidences (attestées par de très nombreuses mosaïques découvertes lors des percements du métro et des parkings souterrains), principalement situées entre les places Bellecour et Carnot, et des entrepôts pour le commerce du vin, de l'huile et d'autres denrées. Ces entrepôts sont matérialisés par des bases de piliers et des trames serrées de murs, des vides sanitaires faits d'amphores retournées, traces généralement interprétées comme étant celles de zones de stockage. Les negotiatores vinarii résident à cet endroit et non à Lugdunum même, les voies commerciales se recoupant là. Même si les zones économiques et résidentielles sont entremêlées, la plupart des résidences particulières sont situées au sud de la rue Sainte-Hélène et la plus grande partie des établissements commerciaux et industriels sont au nord. Ce lieu connaît un développement important, avec notamment des villas luxueuses, il est probablement connecté à la rive droite de la Saône via des ponts permanents ou non, des barges ou des passages à gué. Ce commerce florissant attire un certain nombre d'étrangers qui s'installent en ville et y prennent une place notable. Si la plupart proviennent des Trois Gaules, les inscriptions nous renseignent sur l'installation d'immigrés de Narbonnaise, de Carthage ou de Syrie par exemple.
- La rive droite de la Saône

L'actuel quartier du Vieux Lyon est un espace mal défini du point de vue archéologique. On peut cependant dégager quelques idées grâce aux campagnes de fouilles sur plusieurs îlots d'habitations ou bien lors du percement du métro, du tunnel de Fourvière ou de l'avenue Adolphe-Max.
Entre la fin du Ier siècle av. J.-C. et le début du siècle suivant, le tracé de la Saône se stabilise sur son tracé actuel tout en conservant encore un bras entre les pentes de la colline et une île désignée sous le terme d'« île Saint-Jean » dont la pointe sud est située sous l'actuel parking Saint-Georges. Sur cette zone sont connus les premiers restes d'une activité portuaire, datés de 77-78. De cette même période est conservée une embarcation probablement destinée à la traversée de la rivière en bac. Au milieu du IIe siècle, l'activité portuaire s'étend alors que le bras de la Saône se comble progressivement, l'île étant rattachée à la terre ferme au milieu du IIIe siècle. Cette activité portuaire était autant une activité commerciale que destinée à la pêche.
Un appontement[Où ?] est découvert lors d'une fouille au pied de la colline de Fourvière : le laboratoire Archeolabs fournit une datation dendrochronologique de -27 à 18. Parallèlement, un second bras de la Saône se met en place 150 m plus à l'est. Dans le troisième quart du IIe siècle, un habitat gallo-romain existe sur la partie ouest de l'île que délimitent ces deux bras d'eau. Constitué d'une maçonnerie de petits moellons (opus incertum) brut de granite, schiste et calcaire des monts d'Or et lié d'un mortier jaune, un petit bâtiment abrite deux bassins dont l'étanchéité est assurée par un mortier de tuileau.

###### Les aménagements périphériques
- Vaise et les bords de Saône

Un ensemble urbain existe durant toute la période antique au cœur du quartier actuel de Vaise, sans que les spécialistes aient établi avec certitude s'il s'agissait d'un quartier suburbain de Lugdunum ou d'une agglomération secondaire. Certains postulent qu'il s'agissait probablement d'un vicus.
Établi au carrefour de plusieurs voies importantes et traversé par la voie de l'Océan, cet ensemble urbain possède des fonctions artisanales, commerciales, avec une zone de déchargement et de transfert de marchandises au niveau de la rue Pierre-Audry en direction du sommet de Fourvière. Si l'occupation se maintient jusqu'au IVe siècle, certaines zones, telle celle de la place Valmy, sont abandonnées dès le IIe siècle pour être remplacées par des nécropoles, comme au niveau de la rue de Bourgogne,.
L'urbanisation s'étend de manière plus diffuse en direction du débouché du vallon de Gorge-de-Loup, avec des habitations de type plus urbain que rural, telle la maison aux xenia de Saint-Pierre-de-Vaise. Au sein du défilé de Pierre-Scize, des installations artisanales, des ateliers de potiers, de verre et de bronze sont présentes des deux côtés de la rivière. Des carrières de gneiss sur la rive droite et de granite sur la rive gauche ont également été retrouvées.
- Les nécropoles

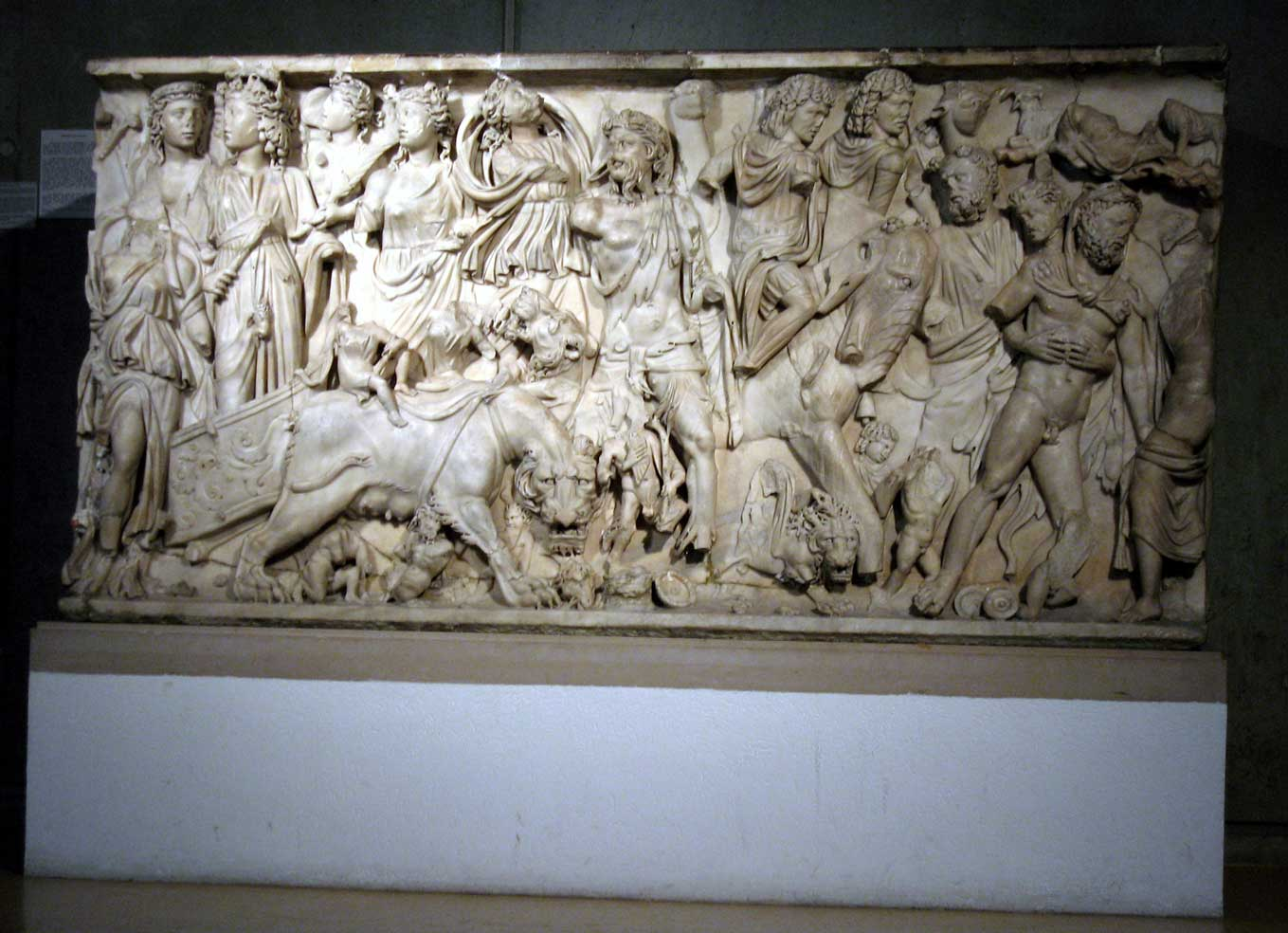
Triomphe de Bacchus, sarcophage romain, musée Lugdunum.

À l'époque de l'apogée de la cité lyonnaise, la principale nécropole est également la plus ancienne, celle du Trion. À cette époque, son centre se situe dans le quadrilatère délimité par la rue de Trion, la montée de Choulans, la rue de la Favorite et la rue Commandant-Charcot suivi de la montée des Génofévains. Initialement composé de plusieurs nécropoles distinctes, l'ensemble devient une vaste et unique nécropole lorsque chacune grandit suffisamment pour rejoindre les autres, ce qui est réalisé au IIe siècle. Mais dès cette époque, des extensions s'éloignent de ce centre pour suivre de manière plus lâche Choulans en direction du sud ou le vallon de Gorge-de-Loup pour rejoindre la voie de l'Océan.
Il existe alors quelques autres nécropoles plus modestes. Celle de Champvert, particulièrement éloignée du pomerium, semble n'être utilisée que jusqu'à la fin du Ier siècle. Celle du quai Arloing est constituée à la fin du Ier siècle près d'un espace d'habitation et d'artisanat. Une autre le long de la voie du Rhin sur un versant de la Croix-Rousse et quelques tombes ont entamé à cette époque la nécropole située de l'autre côté du Rhône, probablement le long du compendium entre Lyon et Vienne.
- Les aqueducs

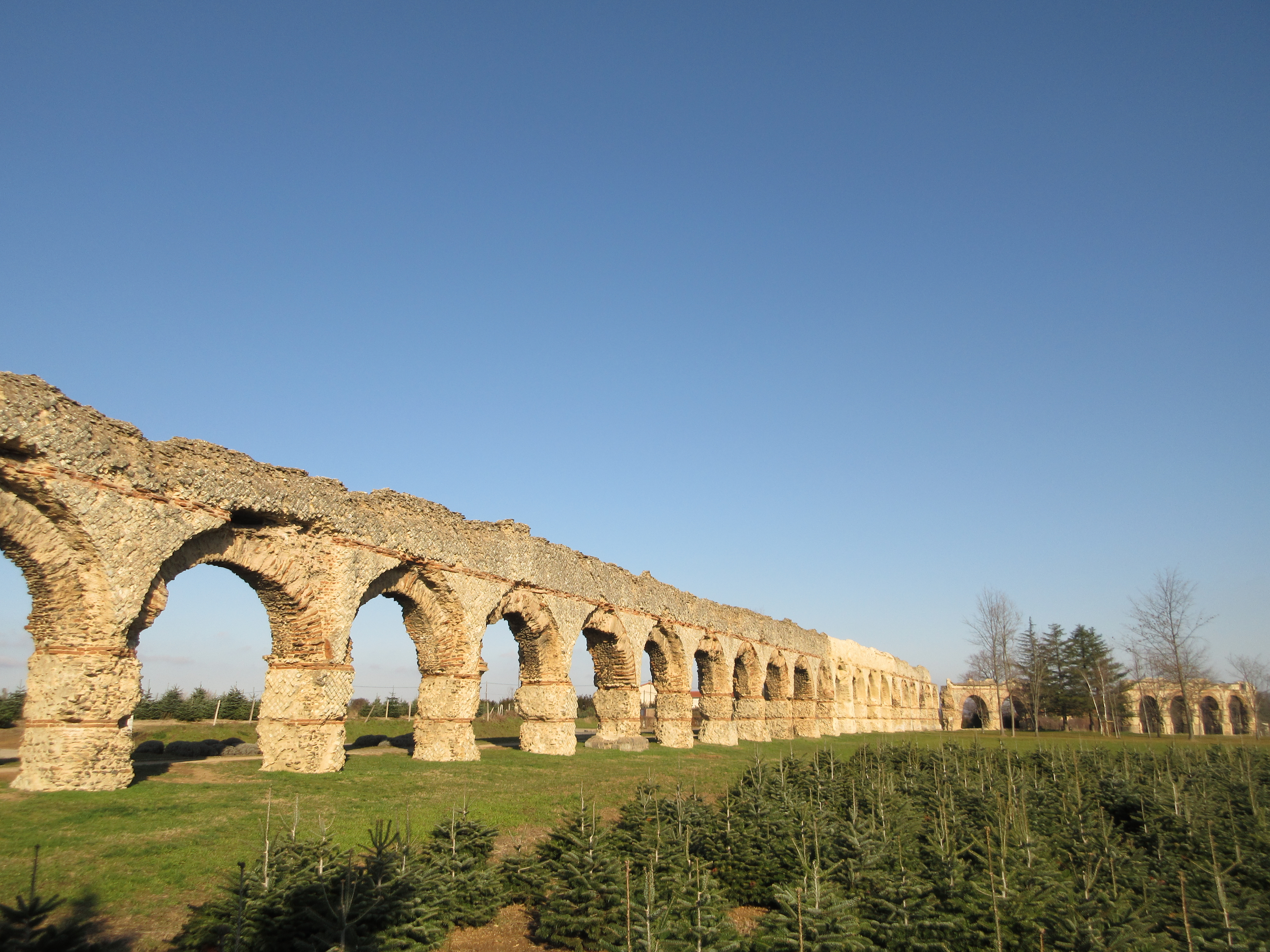
Vestiges de l'aqueduc romain du Gier à Chaponost.

L'aqueduc des monts d'Or, l'aqueduc de l'Yzeron, l'aqueduc de la Brévenne et l'aqueduc du Gier sont les quatre aqueducs qui desservent la cité. Longs respectivement de 26, 27, 70 et 85 kilomètres, ils sont tous actifs et entretenus durant l'apogée de Lugdunum. Ceux des monts d'Or et d'Yzeron aboutissent dans le quartier des Minimes, ceux de la Brévenne et du Gier près des théâtres, le réservoir terminal de ce dernier restant encore visible sous la forme de deux des quatre cuves de décantation à l'ouest de l'insula basilicale. L'aqueduc du Gier est le seul à arriver suffisamment haut pour alimenter toute la ville, les autres aboutissent entre quinze et quarante mètres plus bas. Ils sont actifs et entretenus durant le IIe siècle.

#### Lyon au sein de l'Empire

Carte de l'Empire romain en 125, sous l'empereur Hadrien.

Lyon, au sein de l'Empire, est une cité de moyenne dimension qui jouit d'une place importante économiquement au sein des Gaules. Cela lui fournit une prospérité notable, mais cette période voit son importance au sein de l'Empire se réduire. Avec le déplacement des zones de conflit fin du Ier siècle plus loin du Rhin, Lyon n'est plus une place stratégique et bien que Strabon la désigne comme une « acropole », elle reste vue comme suffisamment provinciale pour que Pline le Jeune s'étonne d'y trouver des libraires.

##### Démographie et population

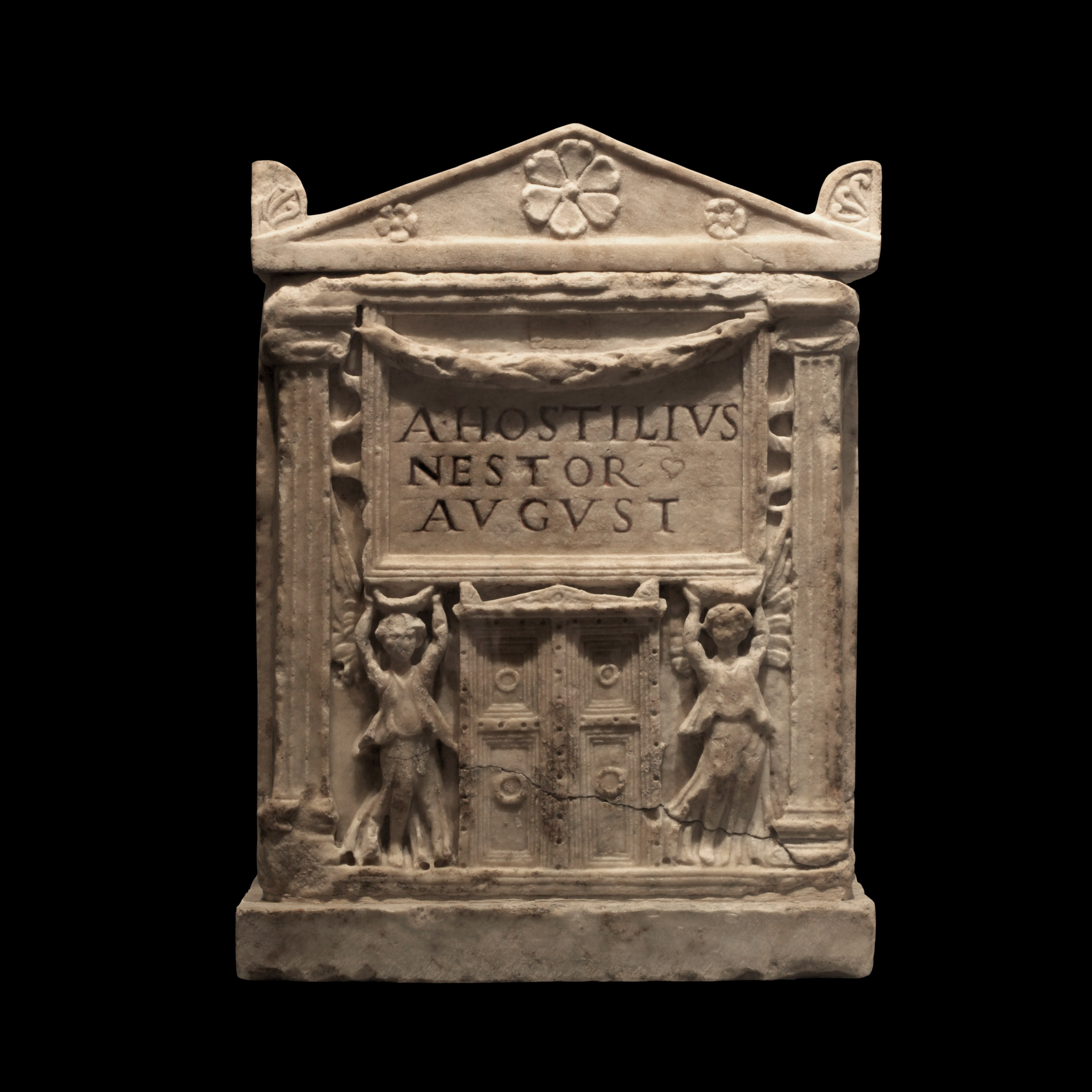
Urne funéraire en forme de temple portant l'inscription A(ulus) Hostilius / Nestor / August(alis) ; CIL XII *00299.

Il n'existe aucune source permettant d'estimer correctement la population de l'espace urbain lyonnais. Les chiffres les plus vraisemblables se situent entre 25 000 et 40 000 habitants. Si cette population en fait une agglomération importante à l'échelle des Trois Gaules, c'est finalement peu vis-à-vis des grandes métropoles antiques tel Alexandrie ou Antioche qui devaient abriter à cette époque 500 000 habitants ou bien sûr Rome qui atteignait un million d'habitants. Lyon devait avoir environ autant d'habitants que Narbonne, Tarragone ou Mérida, mais bien moins que Carthage avec ses 70 000 habitants.
L'étude de l'épigraphie permet de définir la proportion de Grecs à Lugdunum durant cette période. Sur un total de 522 épitaphes, on trouve 243 noms grecs sur 1 116 : de 19 % au début du Ier siècle, ils sont 24 % au milieu du IIe siècle et 30 % à la fin du siècle. Cette nombreuse population se compose des esclaves et des affranchis des riches notables de la ville haute. Le tombeau de Turpio révèle l'existence de cinq affranchis dont deux portent des noms grecs. Le fléchissement de la proportion de noms grecs au cours du IIe siècle s'explique par le discrédit qui frappe une origine modeste ou servile. La tendance s'accentue au cours du IIIe siècle où les noms grecs ne représentent plus que 18 %. Amable Audin explique le phénomène, non pas par une diminution de la population d'origine orientale (qui constitue jusqu'à 35 % des habitants du quartier des Minimes, quartier qu'il désigne comme le cœur administratif de la cité), mais par une latinisation des noms. Ce phénomène est également constaté chez les Celtes du bourg de Condate (autour de l'amphithéâtre), mais le faible nombre d'épitaphes limite l'interprétation.

##### Structures sociales et économiques
Cette prospérité est visible par l'embellissement de la ville haute et par les échanges commerciaux et artisanaux dont les traces sont nombreuses. Les communautés commerciales s'enrichissent : les bateliers (ou nautes) du Rhône et de la Saône, les négociants en vin, les utriculaires (des fabricants d'outres, ou des nautes utilisant des radeaux dont les flotteurs sont des outres), les artistes stucateurs, les potiers. Ces communautés de marchands ou d'habitants possèdent leur siège, leur conseil, leurs dignitaires et bien souvent leur cimetière. Les dernières campagnes de fouilles de l'insula basilicale attribuent l'un des stades du bâtiment au siège d'une de ces importantes communautés, peut-être celle des nautes.
Lyon est ainsi au centre d'un commerce international qu'elle irrigue via son artisanat important (poterie, céramique, verrerie, métallurgie, orfèvrerie, textile, parfumerie), mais également en participant au grand commerce. L'épigraphie permet d'identifier trois corporations d'armateurs, les nautes, l'une exploitant le Rhône, une seconde la Saône et une troisième issue du Rhône et naviguant sur la Saône. Les négociants les plus importants sont ceux faisant commerce du vin, les negotiatories vinarii, ou d'huile, les diffusores olearii. Ce commerce connecte Lyon tout à la fois à l'ensemble de la Méditerranée, au monde danubien, la Germanie et la Bretagne.

##### Lyon et les grands événements de l'Empire

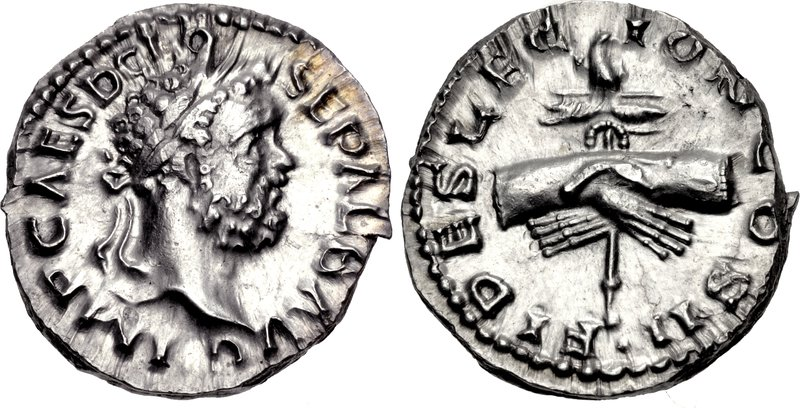
Monnaie de Clodius Albinus frappée à Lyon.

Entre l'année des quatre empereurs et la fin du IIe siècle, Lyon n'a pas connu d'événements majeurs liés au destin de l'Empire.
Il semble que peu d'empereurs ont arrêté leurs pas dans la colonie lyonnaise. Domitien y fait un bref séjour en 70 et peut-être en tant qu'empereur pour aller en Germanie. C'est à cette époque que l'atelier monétaire est fermé. La garnison qui le gardait semble avoir été maintenue sous la forme d'une cohorte urbaine, la cohors I urbana Flavia,, qui permute au début du IIe siècle avec la cohors XIII urbana qui stationnait à Carthage. En 121, il est probable, sans qu'il n'existe de preuve, qu'Hadrien soit passé par Lyon lors de son premier grand voyage dans l'Empire.
Lyon est l'une des premières cités occidentales de l'Empire à accueillir des communautés chrétiennes. Au début du IIe siècle déjà, elle fait partie des villes qui comptent un grand nombre de chrétiens. La persécution de 177 est exceptionnellement connue grâce à un témoignage direct anonyme, retranscrit dans l'Histoire ecclésiastique d'Eusèbe de Césarée un siècle plus tard. Elle décrit un groupe déjà bien établi, composé de profils sociaux variés, des citoyens comme des esclaves, des Lyonnais comme des étrangers venant d'Asie. Cette persécution ne semble pas avoir de lien avec une vague antichrétienne particulière, n'a pas eu d'écho ailleurs, et sa raison réelle ne peut faire l'objet que de suppositions. Il s'agit probablement d'une poussée de violence locale et ponctuelle. En effet, l’évêque Irénée, à Rome à ce moment, vient ensuite pour prendre la succession de Pothin et y réalise une carrière pastorale et théologique sans encombre connue jusqu'au règne de Septime Sévère.

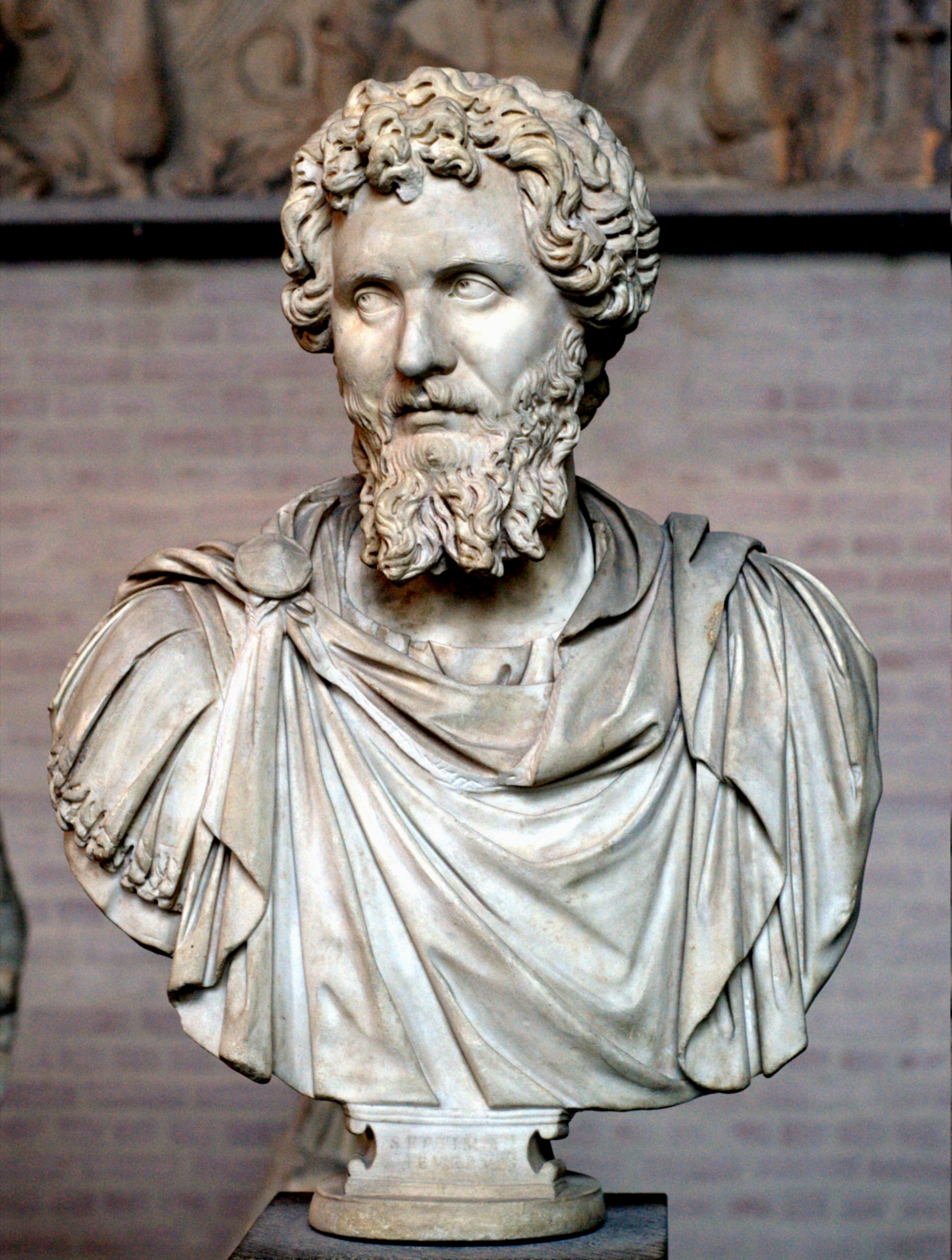
Buste de Septime Sévère, Glyptothèque de Munich.

Enfin, cette période se clôt sur un conflit, la bataille de Lyon entre Septime Sévère et Albinus en 197. Septime Sévère fut gouverneur de la Gaule lyonnaise, son fils Caracalla y était né, il venait de passer quatre années à consolider son pouvoir sur le Danube, en Orient et à Rome, il entendait vaincre le dernier usurpateur qui le défiait. Albinus établit son quartier général à Lyon après avoir été proclamé empereur. Il crée un fugace atelier de frappe monétaire. Le combat entre les deux se solde par la victoire de Septime Sévère, non loin de Lyon. Si l'historiographie traditionnelle considère ce combat comme le point de départ du déclin de la ville, avec comme preuve le témoignage d'Hérodien qui narre sa destruction par les troupes sévèriennes, les historiens et archéologues actuels considèrent que les ravages de la colonie furent limités, les traces de prospérité étant encore nombreux après cette date. Si quelques notables lyonnais trop proches d'Albinus subirent de probables confiscations, la cité semble connaître le même niveau de vie par la suite.

### Lyon durant l'antiquité tardiveIIIesiècle-Vesiècle
De nombreux signes indiquent un déclin de la cité romaine à partir du IIIe siècle dans la topographie. L'abandon des aqueducs indique un déplacement de la majorité de la population du site originel de la colonie vers les rives des cours d'eau. Les archéologues notent également une rétraction générale de la superficie de l'aire urbaine. Un autre indice fort de cette évolution est le déclin rapide et marqué de la pratique épigraphique. Lors de la fin de l'Antiquité, la ville connaît une christianisation monumentale, avec les premiers temples et monuments funéraires de la nouvelle religion.
Les raisons de ce déclin peuvent être recherchés dans les évolutions politiques et économiques de l'Empire romain. Les lieux de pouvoir quittent la ville et s'éloignent, entraînant une dégradation de l'image de la ville auprès des penseurs et érudits romains. Lyon suit également la christianisation progressive de l'Empire romain, les évêques deviennent les maîtres spirituels de la ville.

#### Lyon d'une colonie romaine à une ville chrétienne
Lyon suit une évolution générale des structures urbaines de la Gaule romaine, qui voit de nombreuses cités se rétracter, telles les voisines Vienne et Arles. De même, l'édification d'une muraille autour d'un espace réduit reste visible dans plusieurs cités d'un Empire en proie à de nombreuses guerres contre des forces extérieures.
L'abandon de la colline de Fourvière s'amorce dès la fin du IIe siècle et s'achève au IVe siècle, même si le théâtre et l'odéon ont peut-être encore servi. La cité se regroupe donc sur les berges de la Saône et sur la Presqu'île, laquelle, vu la topographie qu'elle présente, devait accueillir un castrum et être entourée de murailles.
De nombreuses traces d'activités liées au culte chrétien apparaissent très tôt à Lyon. L'archéologie, l'épigraphie et des sources littéraires indiquent la mise en place d'une société chrétienne à partir du IVe siècle.

##### Le déplacement de la cité

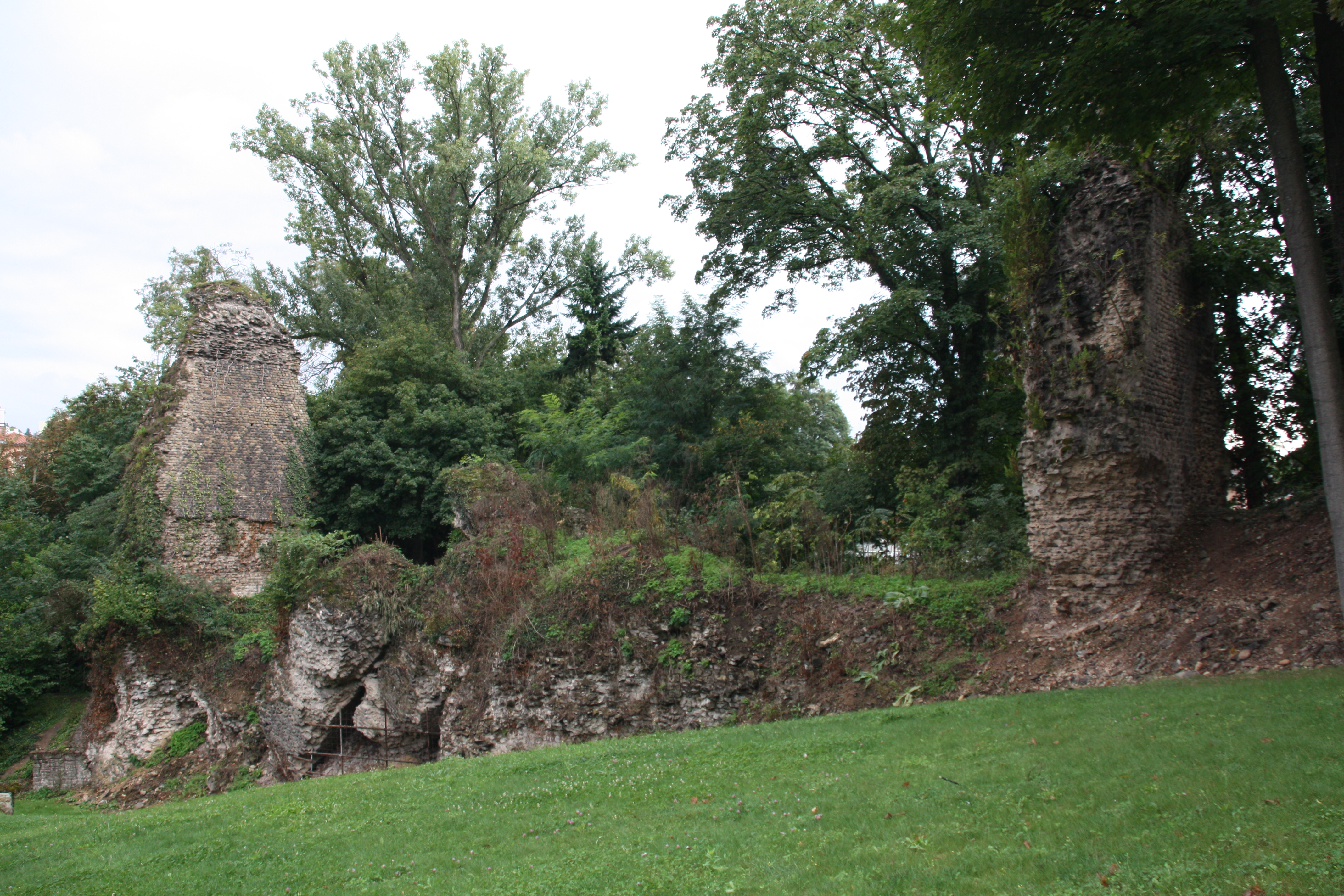
Ruines d'un pont-siphon de l'aqueduc de la Brévenne, à Écully.

La marque la plus forte de la désertification des hauteurs de Lugdunum est l'arrêt de l'utilisation des aqueducs. Ces ouvrages demandant un entretien considérable, la perte de moyens de la cité a nécessairement conduit à l'abandon de ces ouvrages d'art, et de l'eau qu'ils amènent. Il n'est pas possible de préciser la date de l'assèchement du plateau de Fourvière (car il restait cependant des citernes pluviales). Ce secteur n'est pas abandonné mais il perd progressivement son caractère central, dont les fonctions de commandement. Il est tout autant impossible de dater à partir de quand les divers monuments commencèrent à servir de carrières de remploi pour d'autres édifices.
Le recentrage de la cité sur les bords de Saône semble s'achever au IVe siècle, après l'assèchement au IIIe siècle du bras de Saône qui créait une île, au niveau de Saint-Jean. Autour de ce nouvel ensemble urbain, des murailles ont été élevées pour protéger le noyau urbain, en cohérence avec un castrum édifié près de l'actuelle place des Terreaux. La localisation précise de cette muraille et celle du castrum sont encore en débat, vu les rares découvertes archéologiques de ces édifices. Seules deux fouilles ont permis de découvrir des éléments significatifs, celle de l'îlot Vieille-monnaie sur la montée de la Grande-Côte et celle près de la cathédrale Saint-Jean.
« Cette rétractation urbaine ne fut pas propre à Lugdunum, puisqu'elle affecta nombre de villes occidentales à partir du milieu du IIIe siècle environ. [...] Tout en relevant de ce schéma général, l'évolution urbaine de Lyon obéit à des caractéristiques propres. Sans nier son rapport avec les difficultés du temps et avec le repli de Lugdunum à l'échelle impériale, la concentration de la vie urbaine en bord de Saône paraît aussi souligner le rôle crucial de la voie fluviale et des activités économiques dans l'histoire de Lyon. Une fois rentrée dans le rang sur le plan administratif et officiel, et faute de volonté ou de moyens pour entretenir le centre monumental de Fourvière, la ville se concentra sur la cause la plus profonde et la plus durable de sa prospérité. Vue de la sorte, la translation du centre urbain de Fourvière à Saint-Jean prend aussi la forme d'un ajustement pragmatique à la situation, soulignant le rôle de la ville basse dans le développement de longue durée de Lugdunum. »

##### Apparition des traces historiques et archéologiques chrétiennes
Dès le IVe siècle, et surtout au Ve siècle, des inscriptions épigraphiques chrétiennes sont réalisées, permettant de découvrir des aspects de la société chrétienne qui se met en place à cette époque.
Les premières églises sont construites au Ve siècle en remplacement de mausolées ayant recueilli les restes des saints martyrs et confesseurs. Il s'agit des premières églises Saint-Irénée et Saint-Just.

#### Lyon au sein des événements de l'Empire romain tardif

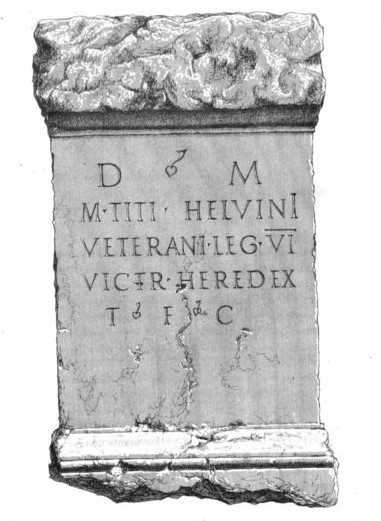
Autel funéraire de Marcus titus Helvinius, vétéran de la sixième légion.

Les trois derniers siècles de l'Empire romain voient la puissance politique et les armées s'éloigner de Rome et se concentrer sur un axe allant de la Grande-Bretagne à l'Orient en passant par le Rhin, le Danube et les détroits. Trêves et Milan deviennent les nouvelles capitales impériales. Lyon ne se situe plus vraiment à proximité des lieux vitaux pour l'Empire et s'éloigne ainsi de la grande Histoire. De même, les combats réguliers dans le secteur de la Germanie ont dû affecter fortement un des axes commercial passant par Lugdunum, et affaiblir son économie.
La cité perd une partie de son importance politique avec les réformes de Dioclétien et Constantin. Au sein d'un vaste diocèse dont la capitale est à Trèves, Lyon devient le chef-lieu d'une province très réduite, la Lyonnaise I, qui fut à nouveau divisée en deux. Lyon perd toute autorité militaire et n'a de pouvoirs civils que pour gérer la perception des impôts. L'atelier monétaire fonctionne de manière réduite et intermittente, comme complément de celui de Trêves.
Toutefois, l'épiscopat lyonnais, investi en grande partie par l'aristocratie locale, semble exercer une certaine influence et disposer d'un certain prestige. S'ils n'ont un statut particulier que vis-à-vis des autres évêques de la Lyonnaise première, au travers du titre de « métropolitain », certains évêques lyonnais ont une action à une échelle plus large.

##### LeIIIesiècle
Les Sévères ne marquent pas la ville de leur empreinte, à l'exception d'Héliogabale auquel les habitants offrent vers 220 une statue dont la base a été retrouvée parmi les pierres qui constituent le pont de la Guillotière détruit en 1953.

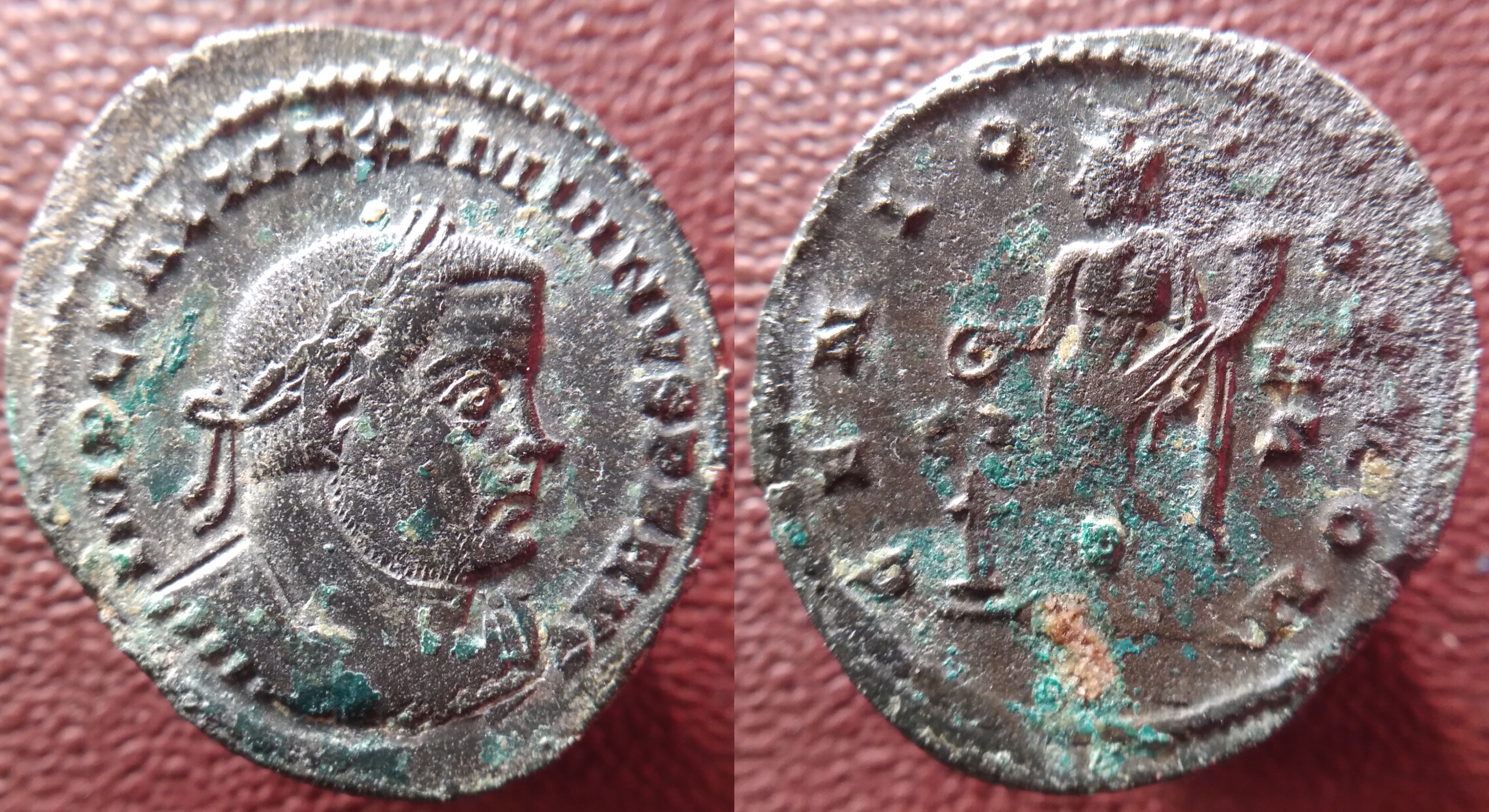
Follis de Maximien Hercule frappé à Lyon.

En 235, le dernier des empereurs sévériens, Sévère Alexandre, est assassiné après avoir traversé Lugdunum pour rejoindre les légions du Rhin.
En 254, Faustin se fait porte-parole de l'épiscopat gaulois pour faire pression, avec Cyprien de Carthage, sur le pape Étienne pour faire destituer Marcien d'Arles qui avait embrassé la doctrine de Novatien. Il estime également que Marcianus est trop sévère avec les lapsi, les chrétiens qui, sous la menace du martyres, acceptent de composer avec les obligations civiques de la religion officielle.
Les raids alamans de 259 déferlent sur une partie de l'Empire et dans la vallée du Rhône. Il n'y a pas de trace de destruction dans la ville, mais deux découvertes archéologiques semblent datées de cette époque.
- Le trésor de Vaise : un habitant a enseveli ses biens les plus précieux, mais n'est jamais revenu les récupérer. Ce trésor comporte une riche vaisselle d'argent, des bijoux, des pièces de monnaie et des statuettes religieuses. Il est exposé au musée Lugdunum[61]. Ce trésor est néanmoins daté avec peu de certitudes[c 38].
- L'équipement et le pécule d'un militaire : lors des fouilles de l'avenue Adolphe Max sont retrouvés un coffre de bois contenant des éléments d'armement (cotte de mailles, glaive, fibule, boucle de ceinture), ainsi qu'une bourse de cuir contenant 182 antoniniens d'argent. Ces éléments permettent une datation vers 259-260, contemporaine des raids germaniques[h 2] ; il est cependant étonnant qu'un militaire ait enterré son trésor dans ce contexte.

Entre 260 et 274, la période dite de l’Empire des Gaules, avec ses capitales à Trèves et Cologne, annonce un recentrage politique dans cette partie de l’Empire, au détriment de Lugdunum, trop éloigné du front rhénan,.

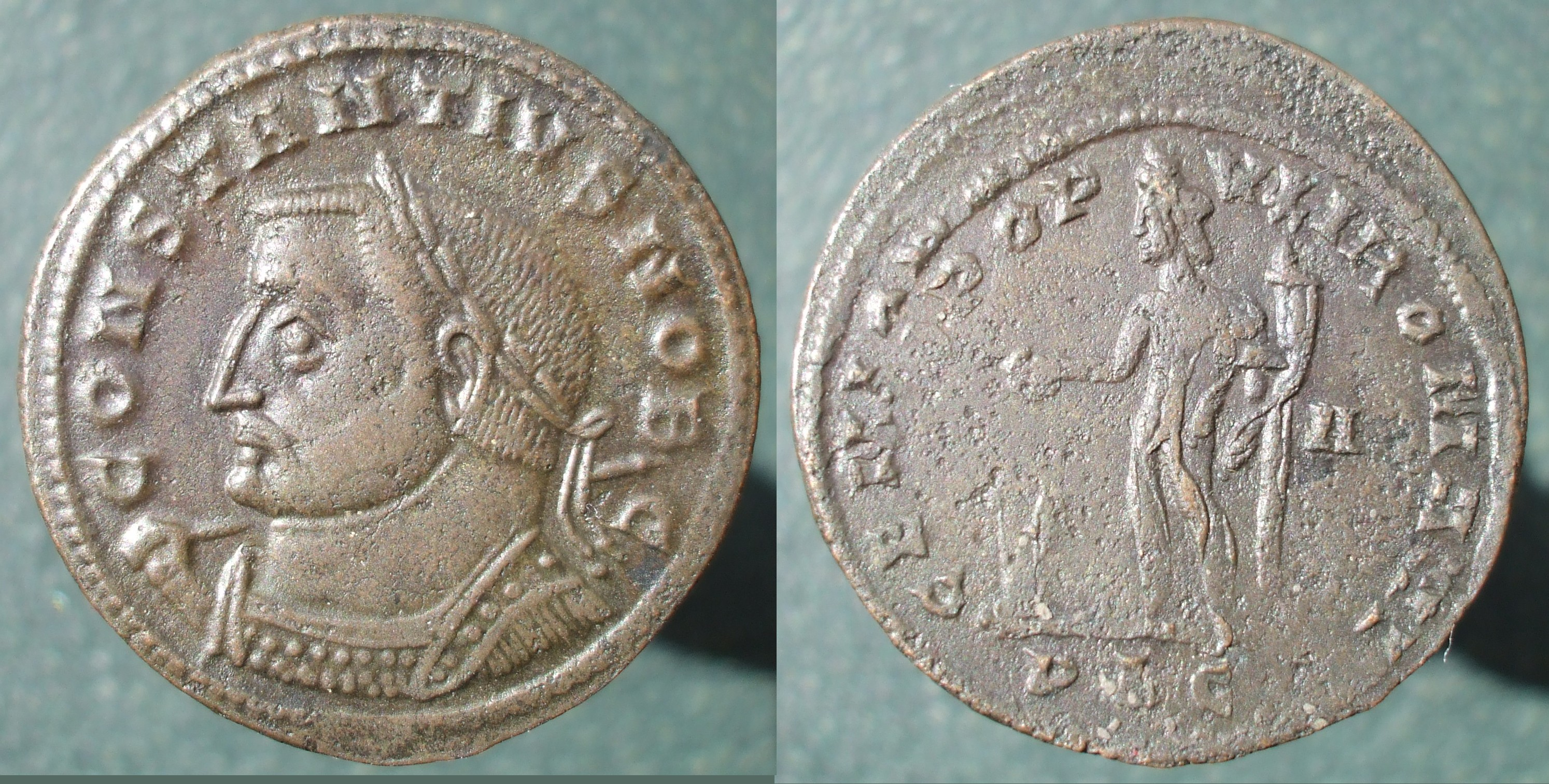
Follis de Constance Chlore césar frappé à Lyon ; le revers au Génie du Peuple Romain a subi une double frappe.

Aurélien, l'unificateur de l'Empire, gagne sa victoire décisive en 274 après être passé par Lyon dont il obtient le ralliement pour affronter Tetricus dans la région des Catalauni. Il restaure l'atelier monétaire de Lyon en 274 dans le cadre de sa réforme monétaire destinée à réévaluer les monnaies en circulation. Pendant quelques années, des aurelianus sont ainsi diffusés depuis Lyon. Dès l'année suivante, en 275, Marcus Claudius Tacite, son successeur, y fait frapper une importante émission d'or pour la distribution d'un donativum aux soldats de Gaule après son accession au pouvoir. L'importance de ce nouvel atelier est toutefois bien moindre que celle du premier, il est rapidement concurrencé par la création de celui de Trêves en 294 et n'est plus par la suite qu'un établissement de complément qui perdure toutefois jusqu'au début du Ve siècle,. Sa production est discontinue et se concentre exclusivement sur la frappe de monnaie de faible valeur, des follis.
Il n'existe pas de traces ni de témoignages qui indiquent que Lugdunum aurait été affectée par les difficultés de l'Empire romain des années 230 - 270, nulle destruction ou incendie n'ont été retrouvés datant de cette époque.
À la fin du IIIe siècle, lors des réorganisations de la Tétrarchie, Lugdunum perd son rang de capitale de province. La Gaule lyonnaise est divisée en deux provinces en 297 puis en quatre sous Constantin ; la cité n'est plus que le siège administratif de la petite province de Lyonnaise première, incluse dans le diocèse des Gaules dirigé depuis Trèves. Au terme de l'évolution, Lyon se retrouve à la tête d'un espace qui ne comprend que Autun, Langres, Chalon-sur-Saône, Mâcon et Feurs. À cette époque, preuve de la perte d'importance de la ville, le conseil des Trois Gaules semble avoir cessé toute activité,.
Selon l’Histoire Auguste, vers 280 ou 281, les habitants de Lugdunum auraient soutenu l'usurpation de Proculus, vite éliminé par l'empereur légitime Probus,,.

##### LeIVesiècle
Si le gouverneur de la Lyonnaise I porte toujours le titre de consularis, ce qui indique le maintien d'une importance notable à cette province, la réforme de l'Empire au IIIe siècle exclut complètement Lyon du nouveau dispositif militaire mis en place, qui crée une armée de campagne en arrière d'une armée de frontière. Parmi les fonctionnaires d'une certaine importance qui subsistent à Lyon il y a un chef des trésors et un procurateur de la monnaie.
Si Lugdunum a perdu sa prééminence en Gaule, elle reste une étape obligée dans les déplacements d’armée lors des conflits intérieurs. En 353, l'usurpateur Magnence, qui s’est replié en Gaule après sa défaite contre Constance II, se suicide à Lugdunum.
En 357, la ville repousse l'assaut de Lètes installés en Franche-comté et qui tentent un coup de force durant les troubles liés au passage de l'armée de Julien l'apostat vers les Alamans d'Alsace,.
Le 25 août 383, les troupes de Magnus Maximus rattrapent l'empereur Gratien en fuite à Lugdunum et l’exécutent.
Vocius est présent au concile d'Arles de 314, Verissimus à celui de Sardique de 343, Justus à ceux de Valence de 374 et d'Aquilée de 381.
À la fin du IVe siècle, la vision des érudits gallo-romains sur l'état de l'Empire est sévère pour Lyon. Vienne et Arles, par exemple, ont réussi à devenir des sièges de diocèses, de préfectures de prétoire ou des résidences impériales. En 390, dans son Classement des villes célèbres, le lettré bordelais Ausone dresse un choix subjectif  des cités les plus importantes du monde romain, il privilégie les villes gauloises sans mentionner Lyon, alors qu'il cite Trêves, jugée la plus prestigieuse, Arles qualifiée de « Rome des Gaules »,Toulouse, Narbonne et Bordeaux.

##### LeVesiècle- l'entrée dans le royaume des Burgondes

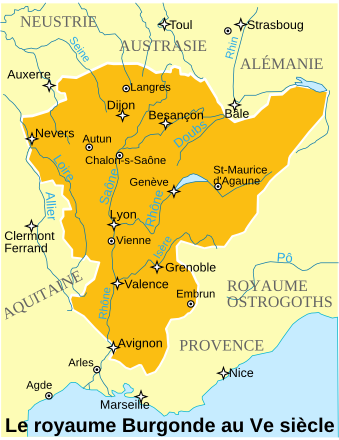
Le royaume Burgonde au Ve siècle.

En 406, des groupes de Vandales, Alains, Suèves et Burgondes passent en masse le Rhin et déferlent à travers la Gaule, et « la Lyonnaise est dévastée ». En 437, les Burgondes sont installés comme peuple fédéré par le patrice Aetius sur le territoire de la Lyonnaise première, en Savoie et Romandie. Ils combattent pour la défense de l'Empire, mais revenant d'Espagne en 457, ils s'emparent de la Lyonnaise première. Le maître des milices Ægidius, envoyé par l'empereur Majorien, leur reprend provisoirement Lugdunum. Ils y reviennent à une date incertaine, vers 461 ou 470-474, et ils en font avec Genève la capitale de leur royaume. Le 4 septembre 476 marque la fin de l'Empire romain d'Occident, avec l'abdication de l'empereur Romulus Augustule.
Eucher participe au concile d'Orange de 441. Patient, qui dirige l'église de Lyon durant une longue période, règle des questions de discipline et d'élection épiscopale ; en 471, il fait venir du grain pour aider des pauvres lors d'une famine .
Dans son royaume, le roi Gondebaud (vers 480-516) établit l'égalité de condition des Burgondes et des Gallo-romains, par la loi Gombette . Sur le plan religieux, les rois burgondes Chilpéric II et Gondebaud, adeptes de l'arianisme, entretiennent de bonnes relations avec les évêques catholiques de Lugdunum qui obtiennent la conversion de Sigismond, fils de Gondebaud.

## Vie quotidienne

### Organisation administrative
La cité se dirige en théorie de manière autonome, mais en cas de problème, elle peut recevoir du pouvoir central un curateur de cité (curator) destiné à l'aider à contrôler ses finances. Un curateur est attesté pour Lyon durant le règne de Marc Aurèle, il s'agit du sénateur Fulvius Æmilianus. Il supervise notamment la réfection de cinq cents places du cirque aux frais du collège des centonniers. La cité conserve des liens étroits avec la famille de ce puissant personnage, un de ses descendants fut sans doute patron de la ville, et peut-être aussi curateur, sous Alexandre Sévère.

### Communautés
La vie quotidienne est rythmée par l'activité des corpora, ou communautés de métiers, qui sont nombreuses et clairement identifiées sur le site de la ville antique. Les archéologues estiment que l'un des stades de l'édifice longtemps désigné comme étant le sanctuaire de Cybèle pourrait finalement être le siège d'une de ces communautés. Il faut citer les negotiatiores vinarii (les puissants négociants en vin, dont la présence est attestée dans le quartier des canabae), les fabrii tignari (artisans de la construction de bâtiments), l'administration de la capitale des Trois Gaules (que Amable Audin situe dans l'actuel quartier des Minimes, à proximité des théâtres), les nautes du Rhône, de la Saône, et ceux du Rhône naviguant sur la Saône. On peut encore citer Minthatius Vitalis, patron des utriculaires et des nautes. Ces utriculaires sont des fabricants d'outres ou bien des bateliers fonctionnant à l'aide de bateaux ou de radeaux dont les flotteurs sont des outres. Il faut encore mentionner les centonaires (ou chiffonniers), des fabricants d'étoffes et de lainages.

### Artisanat

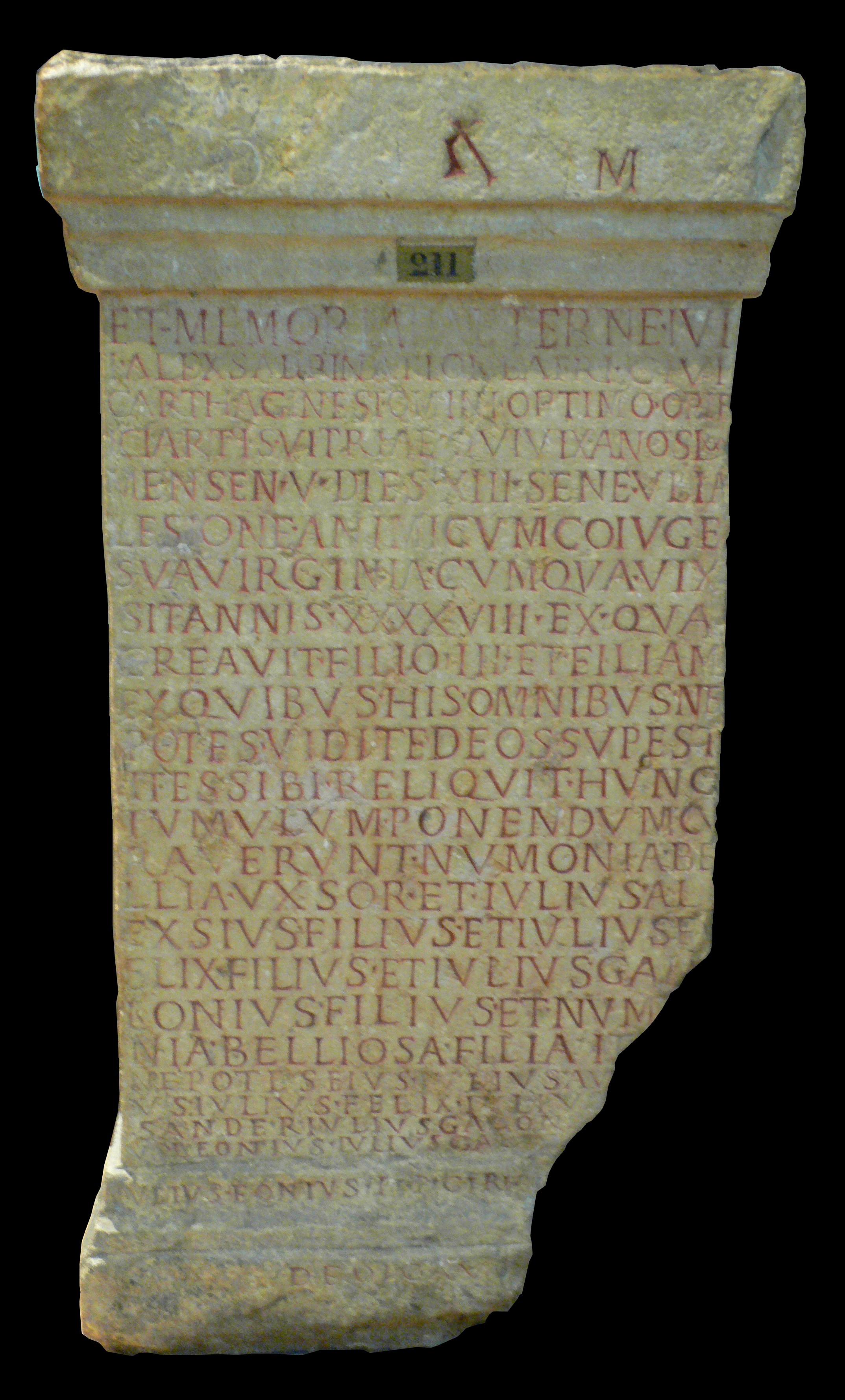
Stèle funéraire du verrier carthaginois Julius Alexander - Musée gallo-romain de Fourvière

- La poterie : c'est l'artisanat qui a laissé le plus de traces bien que les ateliers ne semblent avoir été en activité qu'au Ier siècle. Ces ateliers ont produit toutes les catégories de poteries : amphores, mortiers, céramiques communes à pâte calcaire et culinaires à pâtes siliceuses, sigillée, imitation de sigillée, céramiques en parois fines (de l'atelier du Chapeau Rouge découvert en 2000, dans un état de conservation remarquable à Vaise), gobelets d'Aco (atelier de Loyasse découvert en 1967[66]) et lampes à huile. Aucun atelier de tuiles ou de briques n'a encore été mis au jour. Les sites de production semblent avoir privilégié les bords de la Saône. On trouve notamment sur sa rive gauche, l'atelier de la Muette, le seul à avoir produit des sigillées de type italique, étant une succursale de l'atelier d'Arezzo (comme le démontre la découverte de moules importés et d'estampilles italiques)[m 20] et l'atelier Saint-Vincent, le plus ancien, qui daterait du début de la colonie[67].
- Le verre : l'artisanat du verre est attesté, notamment par la stèle de Julius Alexander, verrier carthaginois[CIL 5]. Des fours de verrier sont connus sur la rive gauche de la Saône et les pentes de la Croix-Rousse[m 21]. Il s'agit pas d'ateliers primaires, mais d'ateliers de transformation utilisant du verre importé. Les ateliers ont été trouvés sur les sites suivants : La Butte, Les Subsistances, La Muette et quai Saint-Vincent. Les artisans ont produit de nombreux objets différents, balsamaires, flacons, cruches, bâtonnets à cosmétiques[k 1]...
- La métallurgie du fer : bien que disséminés, les sites sont nombreux. On peut citer les ateliers des Hauts de Saint-Just, de la rue des Farges et du site du Verbe-Incarné. Une seule inscription évoque un forgeron[CIL 6].
- La métallurgie du plomb : bien qu'aucun atelier n'ait été identifié, de nombreux tuyaux de plomb sont signés L.F. ou LVG. FAC., Lugdunum fecit (fait à Lyon). On connaît une quinzaine de ces artisans. Leur activité, quoique mal datée, est variée : fabrication de tuyaux, d'urnes cinéraires, de sarcophages[68] et des chaudières pour les thermes[m 22].
- Le textile : la découverte de poids pour le tissage atteste l'existence de cet artisanat sans pouvoir affirmer qu'il ait dépassé le cadre domestique. On connaît toutefois l'existence d'un fabricant de toiles[CIL 7] et de centonaires[CIL 8]. Bien que les fouilles du parking Saint-Georges aient livré des amphores à alun des îles Lipari qui supposent l'existence de fullonica (ateliers de foulage du tissu), on n'a trouvé nulle trace d'ateliers comme à Saint-Romain-en-Gal[69].
- La tabletterie (travail de l'os et de l'ivoire) : cet artisanat est attesté par la découverte de « chutes » de fabrication[m 22].
- Les métiers du bâtiment : une communauté de fabrii tignari est attestée par plusieurs inscriptions, des dendrophores (bûcherons et marchands de bois), artistes stucateurs, fabricants de poix (pour le poissage des amphores), de savon, de radeaux, d'outres…
- l'architecturale navale est attestée par la découverte d'un ensemble exceptionnel de six grands navires de commerce lors des fouilles du parc Saint-Georges. Ces bateaux à fond plat construits en chêne et sapin ont été assemblés à l'aide de clous en fer et colmatés avec du tissu. Il y avait aussi des objets liés à la batellerie : pièces de bois pour les voiles, crocs de mariniers, ancres en métal ou en calcaire. Ces bateaux sont datés du premier ou second siècle de notre ère[k 2].

### Lettres
Dans sa lettre à Géminus, Pline le Jeune (vers 100) s'étonne de la présence de nombreuses librairies à Lugdunum et de la vente de ses livres qui remportent le même succès à l'« étranger » qu'à Rome.

### Commerce

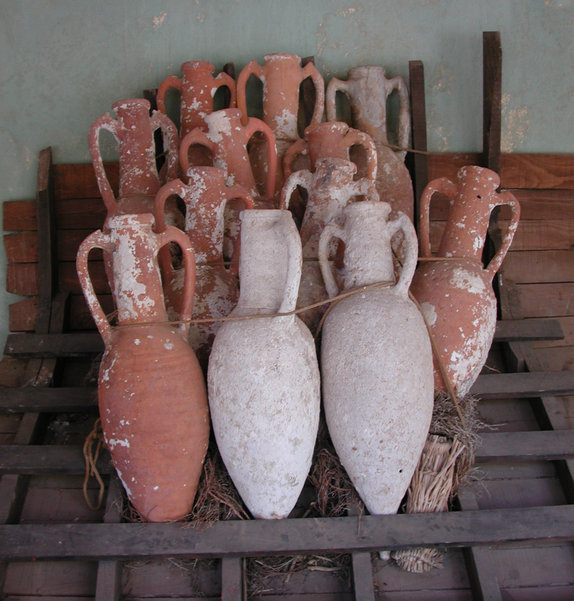
Amphores

Les artisans de Lugdunum fabriquent des amphores qui ne sont pas utilisées pour la production agricole locale, mais pour le conditionnement de denrées arrivées en vrac par bateaux dans des dolia ou des tonneaux. On retrouve des inscriptions mentionnant muria hispana ou garum hispanum (saumure et garum d'Espagne). Les études menées lors des fouilles du parking Saint-Georges sur de très nombreuses amphores ont permis de préciser les denrées importées à Lyon.
- L'huile et la saumure : L'huile est d'abord importée de Brindisi et de Tripolitaine. Ensuite, comme la saumure, l'importation vient de Bétique dans le sud de l'Espagne actuelle (région d'origine de très nombreuses amphores globulaires, type Dressel 20, trouvées dans les fouilles lyonnaises). Au IIIe siècle, les saumures proviennent essentiellement des côtes africaines[r 4].
- Le vin : Le commerce du vin est connu bien avant l'arrivée des colons romains dans la région : l'existence d'un commerce au IIe siècle av. J.-C., contrôlé par des Italiques ou des Massaliotes installés dans un emporium, est attesté dans la plaine alluviale de Vaise, légèrement au nord de la future colonie romaine. Des vins italiques de la côte tyrrhénienne parviennent à Lyon à une époque antérieure à la fondation (attestés par la présence de nombreuses amphores type Dressel 1)[m 23]. Avec la fondation en -43, une nouvelle population romaine aux goûts nettement méditerranéens amène de nouveaux produits et de nouvelles habitudes. Les vins d'Italie cèdent la place aux vins grecs, vins de Rhodes, de Cnide, de Cos, le vin de Chios est réputé pour être le plus cher et le plus luxueux. Le rang de capitale qu'Auguste confère à Lyon renforce le pouvoir économique de la cité. Les vins accompagnés d'olives de Bétique (Andalousie) et les vins de Tarraconnaise sont appréciés (attestés par la présence d'amphores de type Haltern 70 et Pascual 1), ainsi que ceux du sud de la Gaule, ou encore ceux d'Italie (désormais conditionnés dans des amphores Dressel 2/4). Au cours du Ier siècle, la provenance des vins s'élargit (Crète, côte levantine), mais va bientôt être majoritairement gauloise : les amphores à fond plat du sud de la Gaule représentent jusqu'à 80 % des approvisionnements (amphores type gaulois 4) à la fin du IIIe siècle. Parallèlement, le vin des provinces africaines fait son apparition à la fin du IIe siècle (Maurétanie césarienne et Afrique, l'actuelle Tunisie). On trouve enfin au cours des IVe siècle et Ve siècle, des vins orientaux (notamment des amphores de Gaza[m 23].
- Un commerce important de vaisselle est également attesté, en provenance de la vallée du Rhône, de Trèves ou d'Afrique du nord[k 3].
- Plusieurs produits bruts, destinés pour une partie à être utilisés sur place. Ainsi, des blocs de verre arrivaient à Lugdunum pour être retravaillés, de même que de l'alun, provenant des îles Lipari, du soufre ou du marbre[k 2],[r 5].

Ces conjectures sont toutefois établies à l'aide des fouilles et du nombre d'amphores retrouvées, ce qui exclut de façon notoire les autres formes d'approvisionnement (dolia et tonneaux). Les vins méditerranéens ne semblent pas représenter une grande part de la consommation de Lugdunum.

### Numismatique

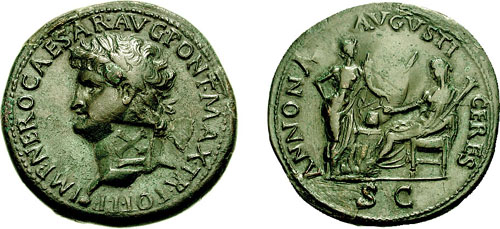
Sesterce de Néron, émis à Lugdunum, 66.
Au revers de la pièce, Annona (debout à droite) tient une corne d'abondance, face à Cérès (assis à gauche).

L'atelier monétaire de Lugdunum fonctionne jusqu'en 78. Durant les règnes de Tibère, Claude et Néron, il est le seul à frapper l'or et l'argent jusqu'à la réforme monétaire de 64. L'atelier rouvre quelques mois à la fin de l'année 196 et ferme début 197 pour ne rouvrir qu'à la réforme monétaire de 274. Il ferme définitivement en 413. On trouve notamment l'image de l'autel du sanctuaire fédéral des Trois Gaules, frappé sur les sesterces d'Auguste (de 10 à 14) et sur les as de Tibère (vers 10).

## Religion
Malgré les très nombreux vestiges et objets archéologiques liés aux différents cultes présents à Lugdunum depuis sa fondation jusqu'à la domination du christianisme, peu de travaux ont porté spécifiquement sur la question du fait religieux lyonnais durant l'antiquité. Pendant longtemps, les synthèses en sont restées aux articles de Bruhl et Turcan, avant que Nicolas Laubry ne reprenne la question.
La présence de divinités gallo-romaines montrent que le culte impérial est particulièrement représenté dans la cité. De même, plusieurs divinités orientales ont également été adorées à Lyon. Enfin, Lugdunum est l'une des premières cités des Gaules où le christianisme est apparu, une persécution a eu lieu en 177.

### Cultes romains
Comme toutes les cités romaines, Lyon, aux premiers temps de son existence, participe aux cultes officiels de la cité et de l'empereur. Contrairement à d'autres, le culte impérial semble avoir ici une importance nettement supérieure aux autres formes cultuelles. Sur l'ensemble du IIe siècle, il n'y a mention que de trois flamines, pour soixante-dix sévirs augustaux, qui forment même une fratres augustales. Les sévirs jouissent à Lyon d'une position sociale prestigieuse, au même rang que les chevaliers, juste après les décurions.

#### Divinités romaines
Le culte de Mercure est le plus répandu à Lyon. Outre de nombreuses statues de bronze, de multiples inscriptions ou médaillons d'applique, trois sanctuaires dédiés nous sont connus. Le premier a été bâti par un affranchi, Marcus Herennius, dans l'actuel quartier Saint-Just. Le sanctuaire abritait une statue du dieu, accompagnée d'une autre de Maia et d'un portrait de Tibère. Les deux autres lieux de culte se trouvaient dans les quartiers actuels de la Sarra et de Choulans. Mercure est fréquemment associé à la divinité Maia, mère et parèdre. On le voit sur un beau relief retrouvé en 1959 à la Duchère où il est représenté avec un coq en compagnie de la déesse qui tient une corne d'abondance.
Mars est une divinité romaine honorée à Lyon ; elle est la seule à avoir un prêtre particulier dédié à son culte, portant le titre de Flamine de Mars. Toutefois, aucun temple dédié n'a été localisé et les traces archéologiques se référant à ce dieu sont peu nombreuses
Apollon est également un dieu important à Lugdunum, on a trouvé à Vaise, son sanctuaire et un établissement thermal sous son patronage. Cinq dédicaces à son nom ont été identifiées. Diane possédait un autel établi à Condate. Jupiter est bien représenté par de nombreuses dédicaces, où il est quelquefois qualifié de depulsor ou associés aux Numina augustorum. Toutefois, aucun temple capitolin n'a été retrouvé. Les divinités Sylvanus et Fortuna ont également des dédicaces.

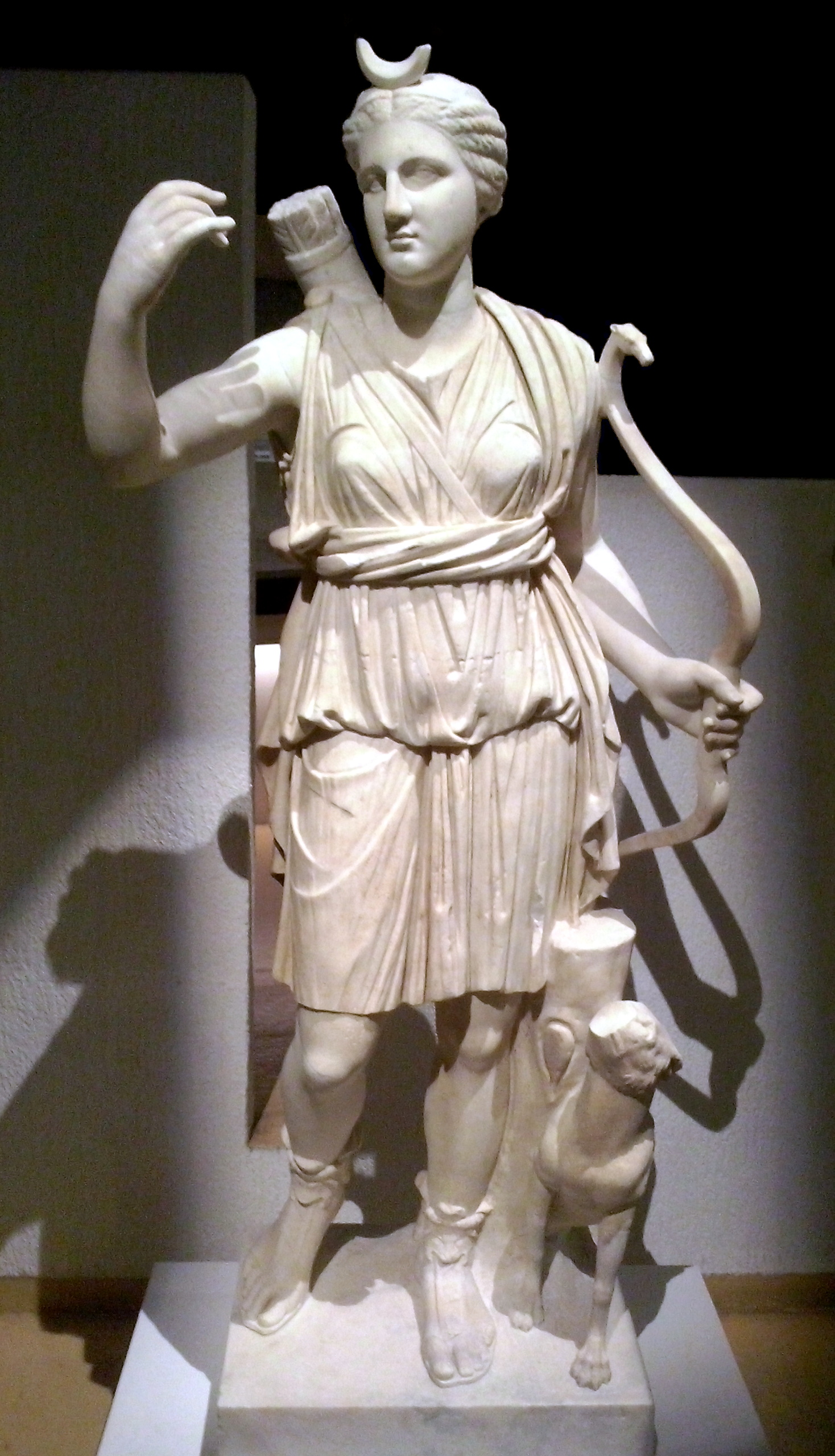
Diane
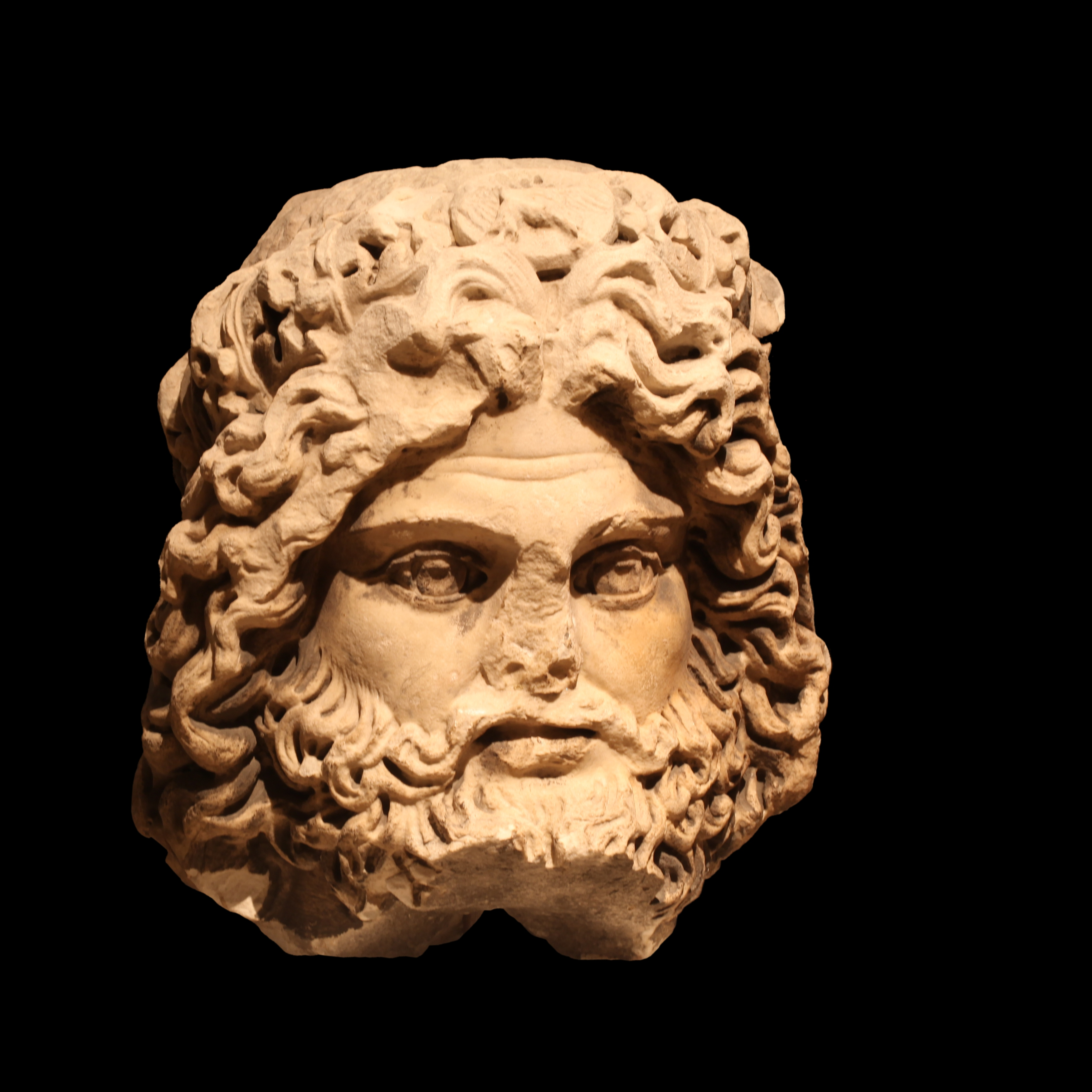
Tête de Jupiter
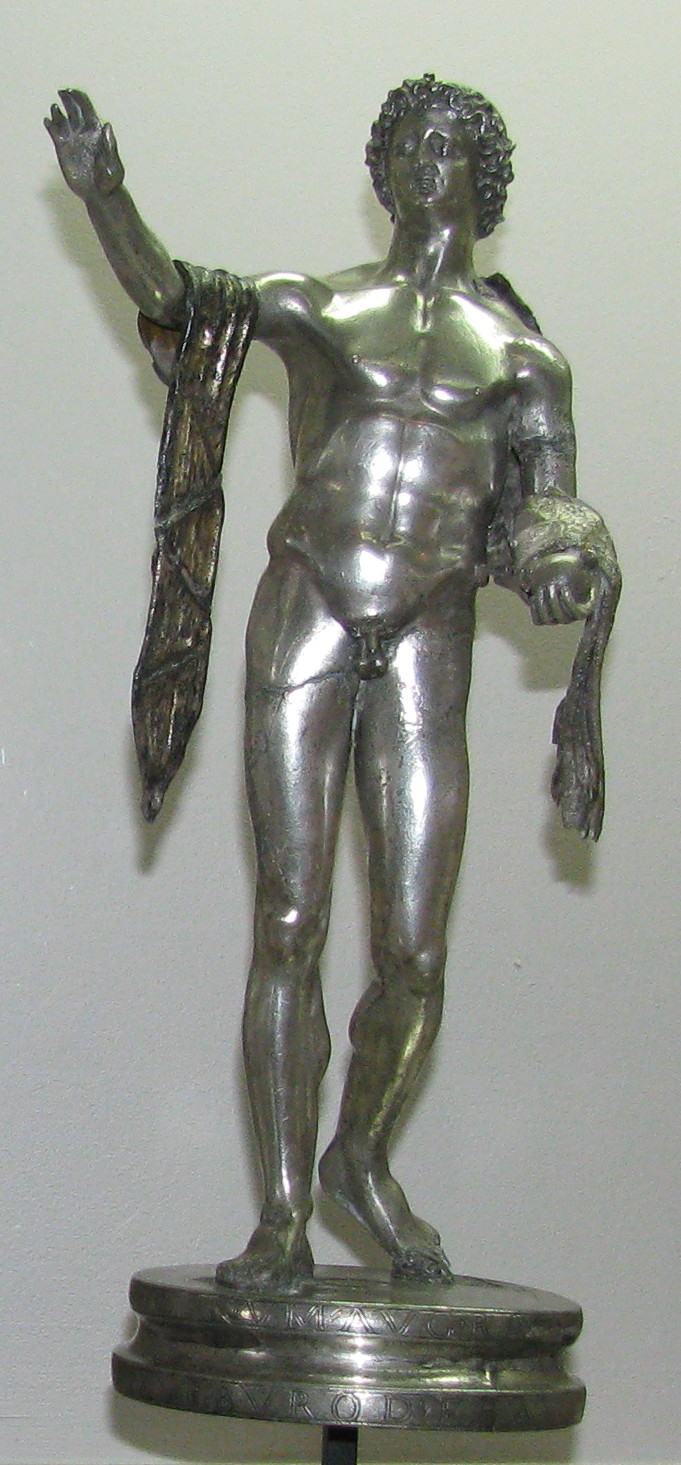
Apollon
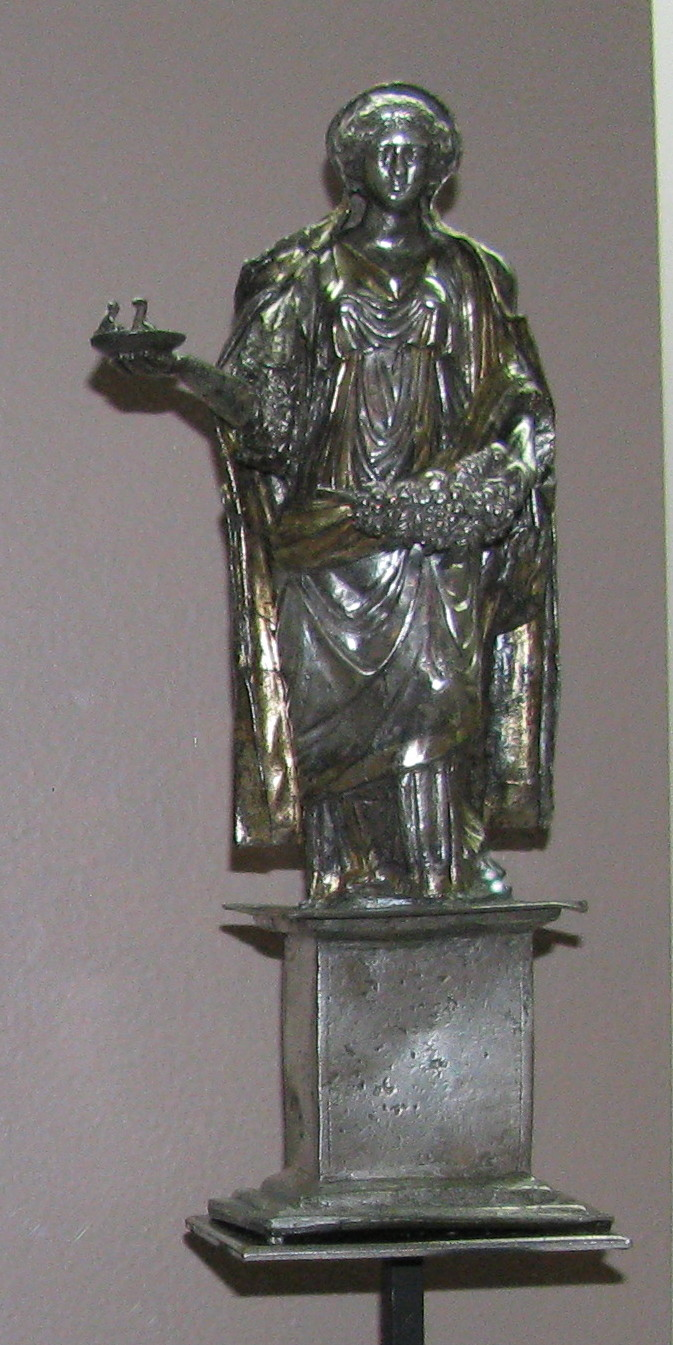
déesse de la Fortune
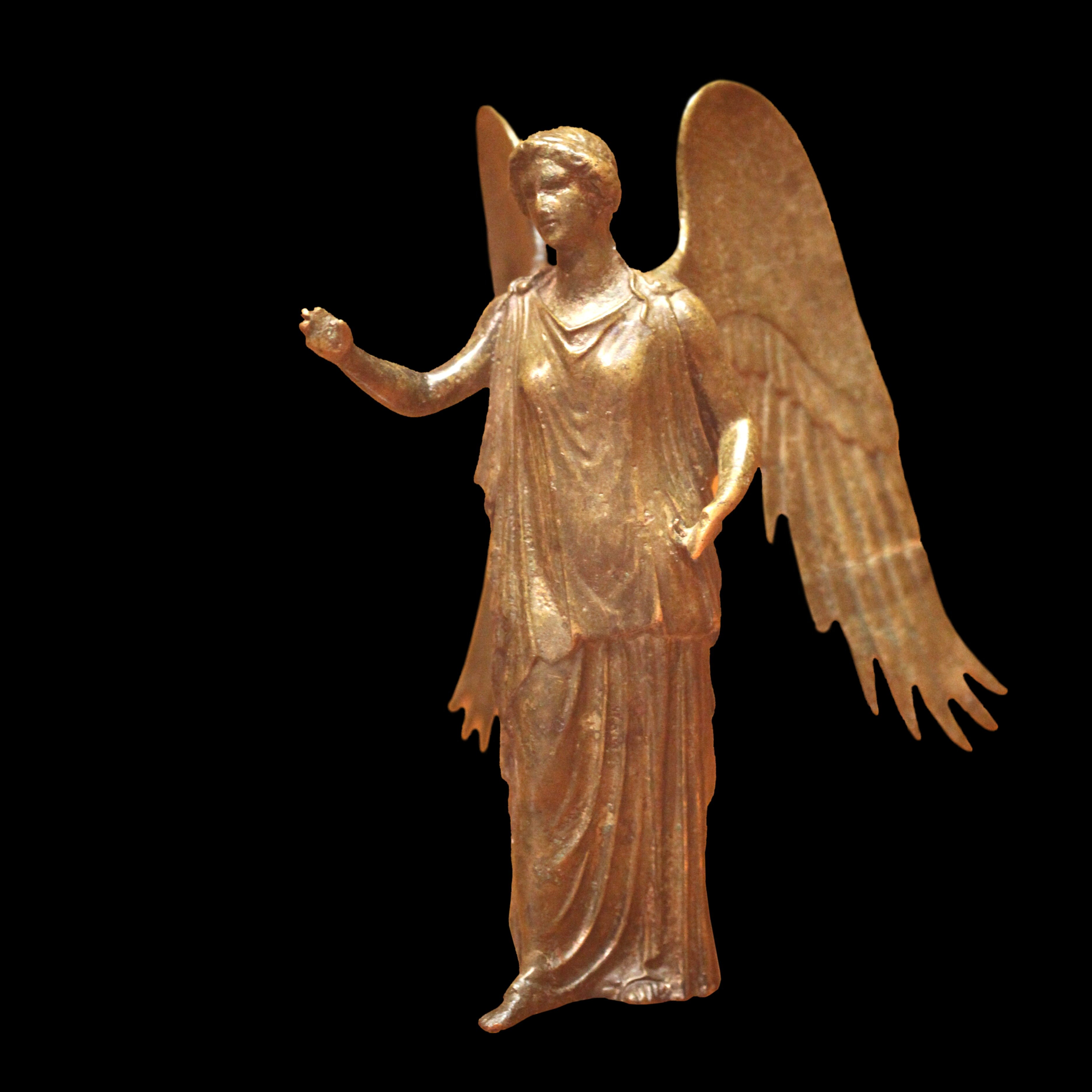
Victoire de l'autel des Trois Gaules

#### Divinités orientales

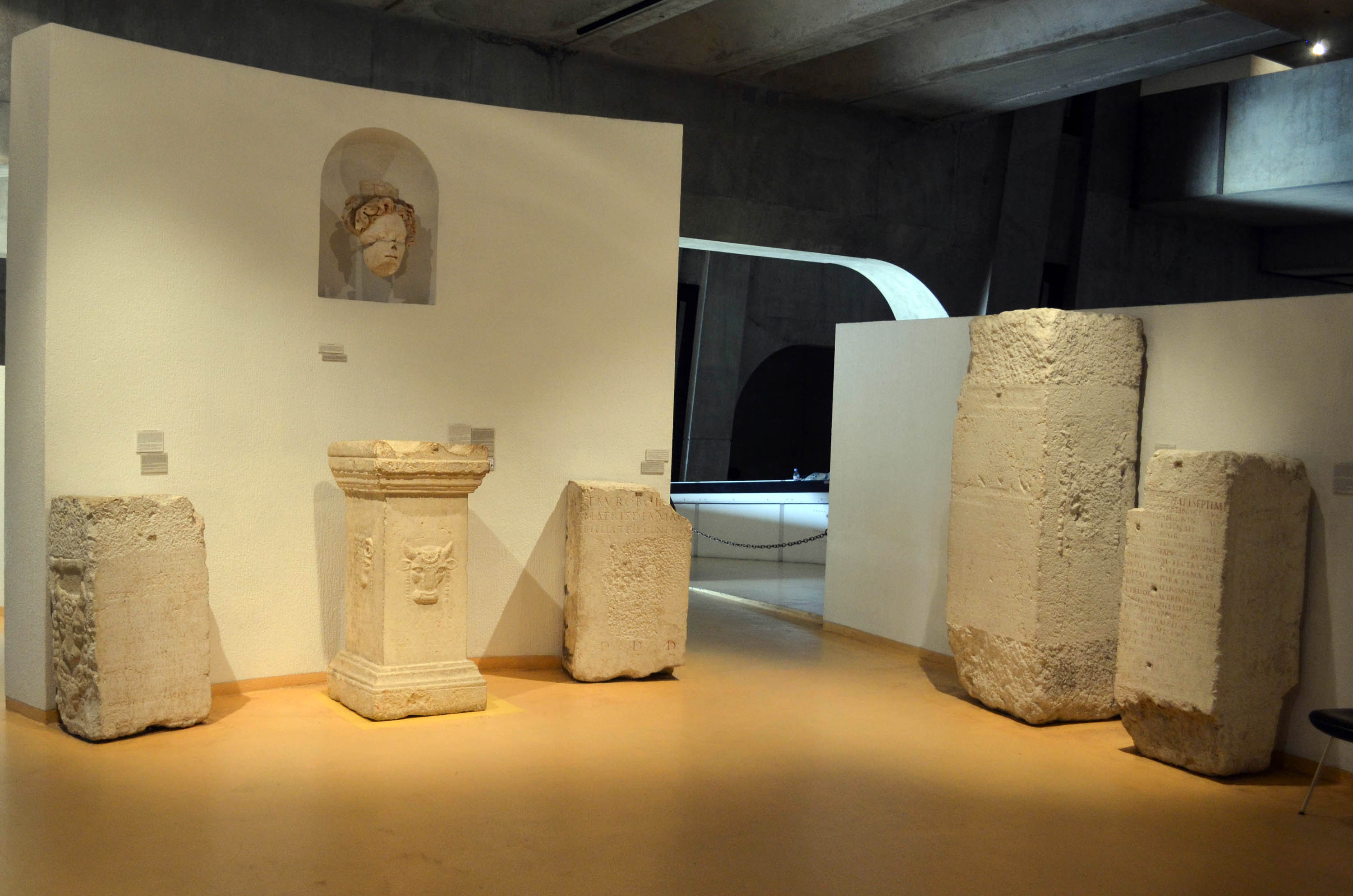
Autel taurobolique, musée Lugdunum de Lyon.

Plusieurs cultes orientaux sont attestés à Lyon.
Le culte oriental le plus important est celui dédié à Cybèle. Son culte métroaque est représenté par un grand nombre d'autels tauroboliques. Il a existé un temple dont l'emplacement n'a pas été identifié qui a été inauguré en 160 ; même s'il est probable que le culte existe auparavant. On a retrouvé une attestation datant de 184 d'un culte organisé, composé d'un archigalle, d'une prêtresse, d'un ordonnateur et d'un joueur de flute, citoyens romains ou ingénus. Le culte est soutenu par la corporation lyonnaise des dendrophores, bucherons et marchands de bois,.
Des figures d'Isis ont également été retrouvées.

#### Culte municipal
Lugdunum possède une divinité protectrice propre, comme toutes les villes romaines, la Tutelle. Cette divinité est connue par un petit bronze où elle est coiffée d'une couronne tourelée et d'un buste sur médaillon d'applique.

#### Culte impérial
Le culte impérial a été fondé par Drusus en -12. Il est attesté en particulier par la découverte en 1979 lors des fouilles du quartier du Verbe-Incarné d'un temple consacré à ce culte, plus grand édifice de ce type découvert en Gaule. Ce culte était auparavant connu grâce à une soixantaine d'inscriptions mentionnant un important groupe de sévirs augustaux. Le temple contenait entre autres des statues de Tibère, de Caligula flanqué de Claude, et de Néron.
Le Conseil des Gaules a pour fonction de gérer ce culte, il est intimement lié à la réunion annuelle des délégués des soixante cités gauloises, son rôle est probablement de fédérer les élites et de renforcer leur loyauté à l'empereur. Le dirigeant de l'assemblée a le titre de Prêtre de Rome et d'Auguste, le culte est tenu par des sévirs et des flamines.
Au cours du IIe siècle, le culte de l'empereur régnant semble avoir été remplacé par celui des empereurs défunts et divinisés.

#### Structure des cultes
Les collèges de prêtres de Lugdunum sont ceux des pontifes et des augures. Leurs membres sont désignés par les décurions. Quelques-uns des membres de ces collèges sont connus ; ils font partie de l'élite décuriale et cumulent souvent des fonctions religieuses et administratives.
Le culte impérial est tenu par le flamine, dont au moins cinq titulaires, de grands personnages locaux, sont connus. Le culte de l'impératrice est tenu par une flaminique.
Les sévirs augustaux représentent une élite sociale, juste derrière les décurions et les chevaliers. Les patrons de ce collège sont tous de grands personnages. Le collège est dirigé au quotidien par un curateur, qui gère les finances.

### Cultes gallo-romains

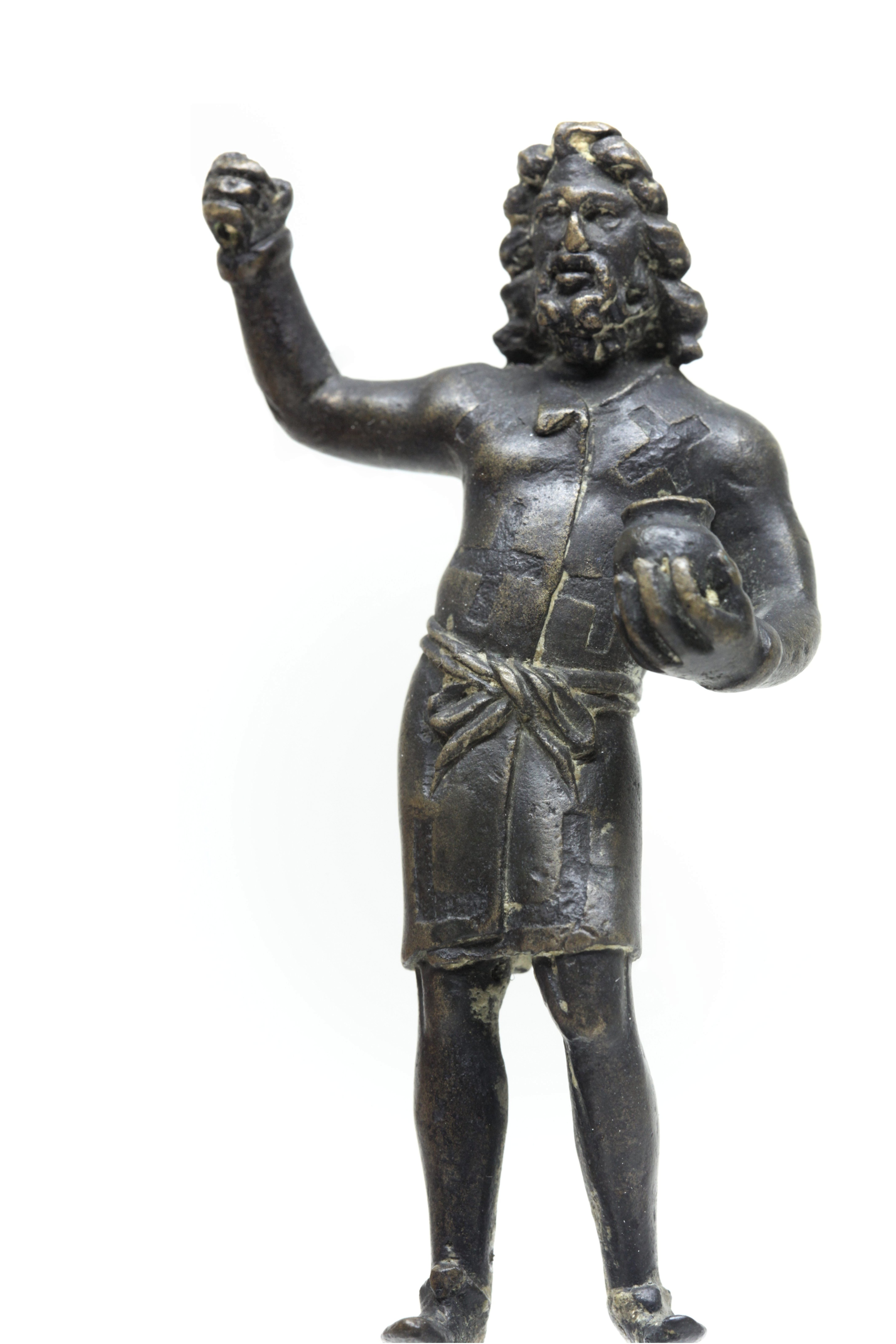
Sucellos, Musée Lugdunum.

Il existe un certain nombre d'artefacts qui indiquent l'adoration de divinités gauloises à Lugdunum à l'époque romaine. Un certain nombre sont liés à Sucellos, le dieu au maillet. Plusieurs autres aux déesses-mères, nommées Matrae et souvent qualifiées d'Augustes. Plusieurs reliefs les présentent par groupe de trois, portant fruits et corne d'abondance.
Le plus bel objet retrouvé lié au culte de divinités gauloises est un bol en argent retrouvé en 1929 rue Sala. Il représente notamment Teutatès et Cernunnos, ce dernier paré d'un torque gaulois tient une corne d'abondance.

### Rites funéraires
Situées comme le veut la tradition en dehors du pomerium et le long des axes de communication principaux comme plus secondaires, les nécropoles pouvaient être regroupées dans des endroits isolés ou bien proches d'habitation ou de zones artisanales. Avec la romanisation, les inhumations deviennent de moins en moins fréquentes et laissent place aux incinérations. Celles-ci sont majoritaires jusqu'au IIIe siècle, hormis pour les enfants morts en bas âge. On retrouve à Lyon l'ensemble des édifices funéraires connus, des modestes tertres recueillant le dépôt d'une crémation, des stèles, des autels jusqu'aux enclos réservés aux tombes des communautés (utriculaires, nautes, centonaires) et aux vastes mausolées. Parmi les ensembles les plus notables, de nombreux sarcophages richement gravés ont été retrouvés.
Le rite de l’ascia, un outil en fer, est très implanté en Gaule, spécialement à Lugdunum et dans la vallée du Rhône, et en Dalmatie, comme l'attestent les nombreuses découvertes de stèles marquées du signe de cet outil ou inscrites sub ascia dedicavit. Selon certains, il serait né en Dalmatie au tournant du Ier siècle ou en Orient. Militaire par son origine (les légionnaires de la VIIe et IXe Claudia en Dalmatie), le rite passe à l'administration hellénophone de Lugdunum, puis à tous les habitants de la cité. Amable Audin tente une histoire de l'implantation de ce rite dans la cité en étudiant la proportion de tombes à ascia sur l'ensemble des sépultures. Il établit que seules quelques rares tombes portent la marque de l’ascia, de l'origine de la fondation jusqu'en 115 environ (3 sur 135), mais le mouvement va en s'intensifiant : le rite prend pied au début du IIe siècle. La période de 115 à 140 livre 37 tombes à ascia sur 45 (soit 85 %), de 140 à 240, 147 tombes sur 153 (soit 92 %) et enfin de 240 à 310, 95 tombes à ascia sur 96. Ces données brutes montrent l'importance de l'inhumation chez les Celtes et les Asiatiques hellénophones qui rejettent la crémation en usage dans l'Empire romain.

### Christianisation
- Expansion du christianisme en 325.
- Expansion du christianisme en 600

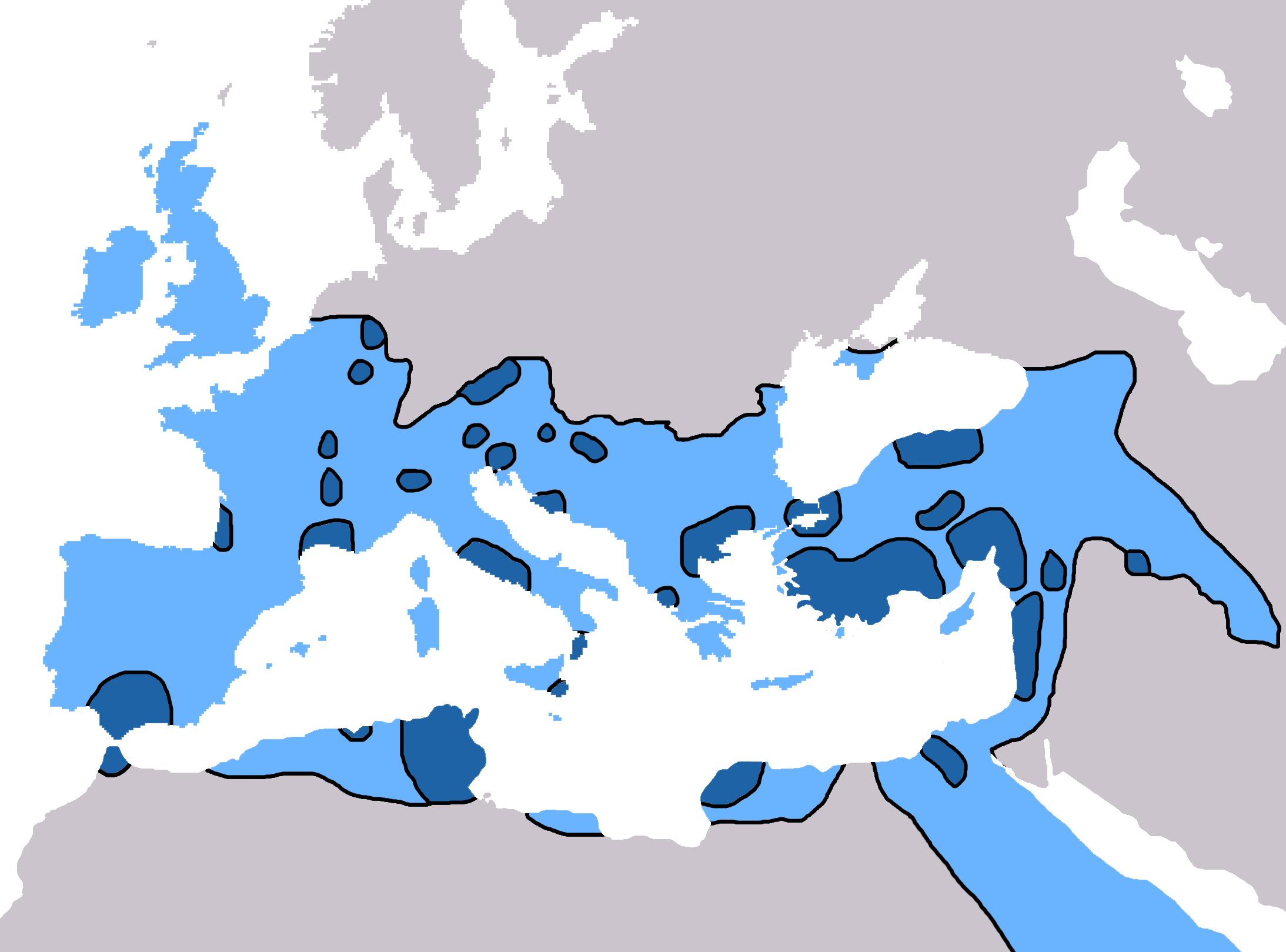
Expansion du christianisme en 325.
Expansion du christianisme en 600.

Au IVe siècle, la religion chrétienne prend une importance particulière au sein de l'Empire, après la conversion de Constantin qui renforce la position et le rôle social des évêques. Reprenant les limites des divisions administratives civiles, les diocèses chrétiens sont issus des limites des cités romaines et les provinces ecclésiastiques des provinces civiles. Dans cet organigramme, l'évêque de Lyon reçoit le titre de « métropolitain » et donc l'autorité sur les évêques de la Lyonnaise première.
Les premiers siècles du christianisme lyonnais sont extrêmement obscurs. Rares sont les documents et témoignages qui permettent de connaître avec précision la naissance et le développement de la religion chrétienne à Lyon. Le document le plus important est la lettre reprise par Eusèbe de Césarée dans son Histoire ecclésiastique décrivant la persécution subie par les chrétiens lyonnais en 177. Pour compléter les connaissances sur ce milieu, l'archéologie est précieuse. Même s'il n'a pas été possible de dater la construction des premiers monuments chrétiens, les premières tombes indubitablement chrétiennes remontent au IVe siècle. Les traces historiques et archéologiques de la subsistance du paganisme deviennent quasi-absentes à partir de ce moment-là, comme si les traditions qui avaient porté la société lyonnaise durant des siècles s'étaient « rapidement » effacées devant la nouvelle religion. Ces lacunes empêchent en tout cas d'avoir accès à la place du paganisme et de ses résistances éventuelles durant la fin de l'Antiquité lyonnaise.

#### Des martyrs de 177 à Irénée

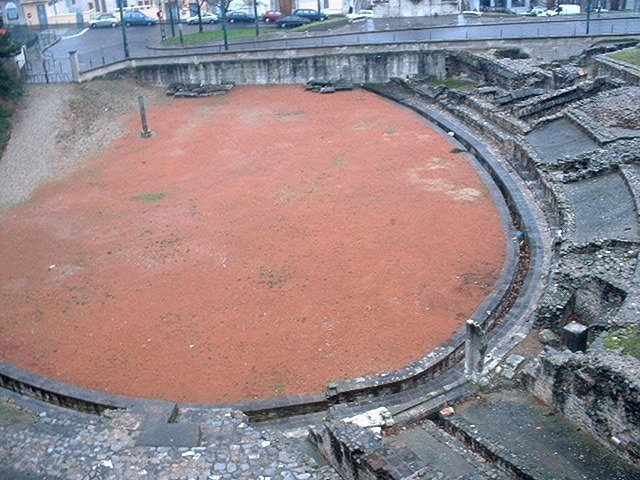
L'amphithéâtre des trois Gaules, avec au fond le poteau évocateur des martyrs de Lyon en 177.

Dans le cadre de l’expansion du christianisme, c’est à Lyon qu’est attestée la première communauté chrétienne de Gaule. La position géographique de Lyon, son importance démographique, économique et commerciale expliquent la présence de populations variées et aux origines lointaines. Toutefois, les lacunes dans la documentation ne permettent pas d'affirmer que la ville accueillit la première communauté chrétienne de Gaule, comme les chrétiens lyonnais ont pu le dire.
Ce sont les martyrs de 177 qui nous la font connaître, à travers le récit d’Eusèbe de Césarée. La communauté chrétienne apparaît comme diverse, structurée autour de la figure de son vieil évêque, Pothin, mais composée pour l’essentiel de croyants venus de la partie hellénophone de l’Empire romain, en particulier de Phrygie : les textes relatant la persécution sont en effet adressés par « les serviteurs du Christ, qui pérégrinent à Vienne et à Lyon en Gaule aux frères de l’Asie et de la Phrygie qui ont la même foi et la même espérance que nous en la rédemption ». Beaucoup de martyrs portent un nom hellénique, mais un nombre important possède la citoyenneté romaine, le groupe compte des « gens en vue » comme Vettius Epagathus, mais aussi des esclaves comme Blandine.
La cause exacte de la flambée de persécutions qui les toucha a été discutée, les difficultés propres au règne de Marc Aurèle (la peste, les invasions barbares) ont pu accentuer l’hostilité envers les chrétiens, jugés coupables de ne pas honorer les dieux de la cité et de Rome, et de se mettre hors de la communauté civique. Il est probable que des facteurs locaux aient joué sans qu'il soit possible de déterminer lesquels avec les sources disponibles.

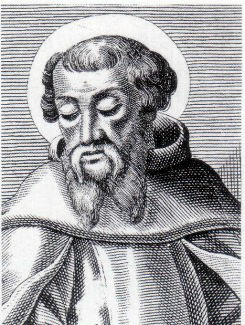
Saint Irénée, évêque à partir de 177.

Irénée succède à Pothin. Comme lui, il vient de Smyrne et est lié à Polycarpe. Il est l'un des premiers théologiens chrétiens de langue grecque et se préoccupe de lutter contre les hérésies qui menaçaient l’unité de la petite communauté chrétienne, ou lui faisait concurrence. Son ouvrage Contre les hérésies témoigne ainsi des menées d’un certain Marc d’Égypte dans la région lyonnaise, professant le gnosticisme. Marc est décrit comme un personnage séducteur, corrompant les femmes honnêtes en les incitant au plaisir des sens. Irénée développe également une vaste réflexion sur la vie de l'Église, les moyens du salut dans le Christ ou la dignité de l'homme. À Rome, il participe avec l'évêque Victor Ier aux discussions pour fixer la date de célébration de la Résurrection; cette question divise les chrétiens d'Orient et d'Occident. À cette occasion, il est décrit comme s'exprimant « au nom de ses frères de Gaule », ce qui est quelquefois interprété comme la preuve qu'il est le seul évêque des Gaules.

#### LeIIIesiècle- les temps obscurs de la chrétienté lyonnaise
Avec le IIIe siècle, la communauté chrétienne entre dans une époque troublée mais décisive, entre les persécutions de Dèce et celles de la Tétrarchie, dont l'impact est mal connu à Lyon. La petite paix de l'Église permet aux communautés chrétiennes de l'Empire de se développer plus posément, sans que l'on ait d'informations ou d'indices concernant la communauté lyonnaise.
Durant cette période émergent plusieurs épiscopats en Gaule, mais on ne connaît rien de leur naissance ni de leur lien éventuel avec la communauté lyonnaise. La seule source documentaire émane de la lettre 68 de Cyprien de Carthage. Elle expose le message adressé par l'évêque Faustin à l'évêque de Rome Étienne pour l'avertir de la pratique schismatique de l'évêque d'Arles Marcien qui s'oppose à la réconciliation des lapsi ayant été faibles durant la persécution de Dèce.

#### L'évêque, figure nouvelle dans la cité
Entre le IVe siècle et le VIe siècle, sans avoir de supériorité particulière, l'Église de Lyon a probablement une certaine influence sur une fraction de la Gaule. La province de la Lyonnaise première, devenue également une province ecclésiastique, a à sa tête un évêque métropolitain qui a autorité sur les autres de sa province. Ainsi, les évêchés d'Autun, de Langres et Chalon dès le IVe siècle, puis celui de Mâcon au VIe sièclesont rattachés à l'évêché lyonnais. Durant le Ve siècle, dans des conditions très obscures, la province ecclésiastique s'étend au nord en annexant la province Maxima Sequanorum, Besançon ne retrouvant son titre de métropole qu'au VIIe siècle, et vers la Bresse et le sud du Jura, c'est-à-dire le territoire de la Civitas Vesontiensium.

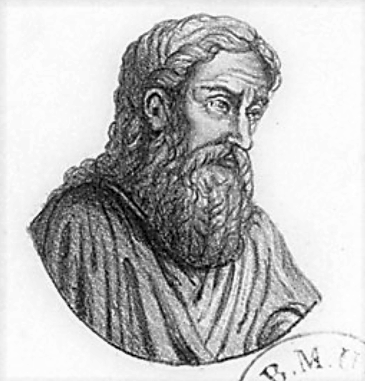
Sidoine Apollinaire, estampe de G. Mercier.

La charge épiscopale prend également un prestige particulier puisque les grandes familles nobiliaires y placent des leurs à plusieurs reprises, tels Eucher et ses deux fils qui deviennent évêques de Genève et de Vence, ou Sidoine Apollinaire, membre de l'aristocratie lyonnaise qui devient évêque de Clermont en 471. L’évêque passe pour un personnage essentiel de la cité. L’évêque Patiens par exemple, dans la seconde moitié du Ve siècle témoigne de cette évolution : devenu évêque après une carrière civile, il exerce une autorité morale dans la ville et un rôle charitable important, grâce à sa fortune personnelle. Les lettres de Sidoine Apollinaire décrivent la construction de la cathédrale durant l’épiscopat de Patiens et relatent sa dédicace. Entourée de portiques, la cathédrale est ornée de matières précieuses – marbre, feuilles d’or – et de poèmes, sa dédicace est l’occasion d’une semaine de fêtes et de célébrations. Son rôle religieux et culturel est plus important encore. Il assure « la promotion du martyr local ou de ses saints prédécesseurs (Irénée, Just […]) » avant de servir à son tour d’exemple proposé aux croyants ou de susciter d’autres récits : c’est à la déposition du corps de Patiens que fut rédigée une vie de saint Germain selon le Martyrologe d’Adon de Vienne et Florus de Lyon.
Les évêques lyonnais sont fréquemment partie prenante de conciles rythmant la vie de l'église chrétienne. Durant le IVe siècle, ce sont quatre conciles où sont mentionnés la participation d'un évêque lyonnais.

#### La première société chrétienne et ses monuments

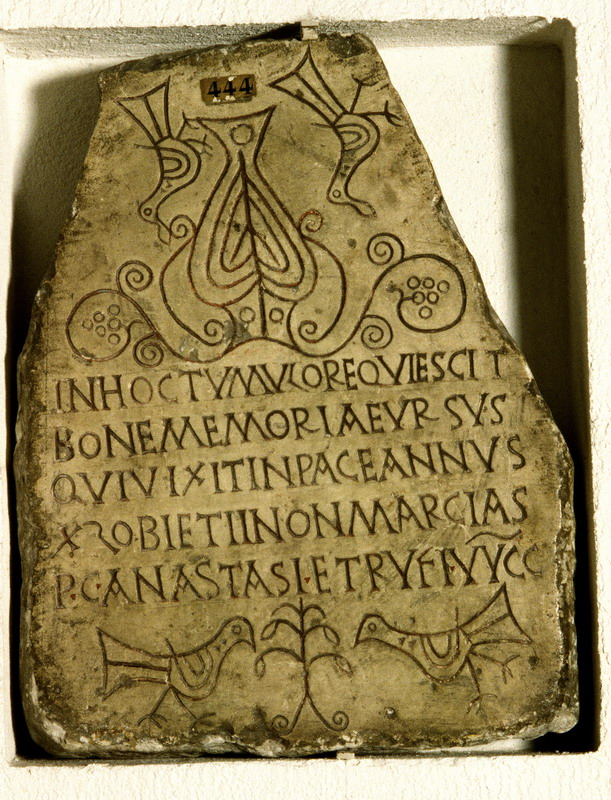
Épitaphe chrétienne lyonnaise datant du Ve siècle, dédiée à Ursus

La société chrétienne semble constituée au Ve siècle. Les sources identifient clairement une organisation ecclésiale avec une hiérarchie composée d'un évêque, de prêtres, de diacres, sous-diacres, lecteurs et acolytes. Cette structure est composée autant de personnes issues de l'élite aristocratique locale que de personnes modestes. La population chrétienne lyonnaise compte d'un nombre important de personnes portant un nom grec. Du IVe au VIe siècle, les inscriptions chrétiennes, dont plus de cent cinquante sont connues (particulièrement les épitaphes), offrent un autre regard sur la communauté chrétienne de Lyon à la fin de l’Antiquité. Ensuite il y en a de plus en plus, la longueur du texte augmente, insistant sur les qualités du défunt, à l'image du négociant Agapus « assidu aux tombeaux des saints et zélé pour l'aumône et la prière ». Encore rares au IVe siècle, les épitaphes sont nombreuses au Ve siècle et encore davantage au VIe siècle.
La cité antique s’est transformée : ses temples païens ont fermé, ou bien ils ont été détruits avant la fin du IVe siècle. Sur la rive de la Saône un centre épiscopal se développe. À cette époque, l'église, ecclesia, est unique et n'est adjointe d'aucun nom. Ce que les contemporains nomment l'église est le groupe épiscopal formé de plusieurs édifices de culte et d'un baptistère, qu'ils séparent nettement des basiliques funéraires basilicae ou des monastères, minasteria ou oratoria. Dans aucun texte de Sidoine Apollinaire, ou de Grégoire de Tours, l'église ne porte le nom d'un saint patron. La première mention d'une dédicace à saint Étienne date du VIIIe siècle. Ce groupe épiscopal est né autour d'un baptistère. Ce centre épiscopal comprend outre le baptistère du IVe siècle dans un monument dédié, l'église cathédrale, une seconde église, Saint-Étienne et une résidence épiscopale, l'ensemble est actif au Ve siècle.
Sur Fourvière, à l'emplacement de nécropoles romaines, deux basiliques funéraires sont élevées. La première est dédiée aux Macchabées et bâtie à la fin du IVe siècle et la seconde à Jean bâtie durant la seconde moitié du Ve siècle ; elles sont ensuite renommées en l'honneur de Saint-Just et Saint-Irénée. Leur élévation est liée au développement de la pratique de l'inhumation ad sanctum, c'est-à-dire l'enterrement près des saints, martyrs ou personnages prestigieux, pour bénéficier de leur protection. Sur les tombes chrétiennes apparaissent les symboles nouveaux (chrisme, colombes, vignes) et des formules propres (« ici repose en paix »),.
Les sacrifices ont été interdits, et les messes et les processions ont remplacé les célébrations religieuses polythéistes, les églises ont animé une nouvelle géographie urbaine : les voyageurs de passage font « le tour des lieux saints de la ville de Lyon ». Sidoine Apollinaire témoigne ainsi pour l'année 469 de célébrations de toute la communauté en l'honneur de Saint-Just le 2 septembre.
De nombreuses traditions supposent l'existence de culte des martyrs dès les premiers temps de l'église lyonnaise. Les données littéraires ou archéologiques sont très légères sur ce point. Grégoire de Tours indique que les cendres des martyrs furent miraculeusement retrouvées et qu'à l'endroit de leur découverte, une basilique fut édifiée pour leur rendre hommage. Des indices indirects permettent de supposer qu'il s'agit de l'église Saint-Nizier, même si Grégoire de Tours indique que le lieu se nomme Athanaco et que ce nom ne réapparaît nulle part. Grégoire de Tours mentionne également la vénération d'Épipoy et Alexandre, déposés de part et d'autre de Saint-Irénée dans sa crypte. Les premiers textes sur ces cultes sont deux homélies attribuées à Fauste de Riez du Ve siècle.

## Recherches archéologiques: des découvertes fortuites à l’archéologie préventive
Les connaissances du passé antique de la ville de Lyon ont longtemps été accumulées par de seules découvertes fortuites et l'appui des quelques sources littéraires disponibles. De la Renaissance à la Révolution française, seuls quelques érudits collectent des traces, des inscriptions ou recopient ce qu'ils voient sans souci institutionnel de conservation ou d'étude.
Avec la création du musée de Lyon au sortir de la Révolution française, son premier directeur François Artaud s'attache à récupérer et accumuler l'ensemble des pièces archéologiques qui apparaissent en ville. Des institutions privées ou universitaires se créent et s'emploient à les étudier pour renouveler la connaissance de l'antiquité lyonnaise.
Au cours du XXe siècle, une structure municipale est créée pour étudier spécifiquement les antiquités découvertes et, à la fin du siècle, des mesures sont prises pour organiser l'archéologie préventive et étudier au mieux les restes du passé antique lors de travaux d'aménagements.

### Disparition des traces antiques
La cité gallo-romaine tombe dans l'oubli total après le XIIe siècle. Le forum s'est définitivement écroulé au IXe siècle, la ville antique sert de carrière de pierres dès le XIe siècle. Par ailleurs, l'érosion naturelle recouvre lentement les ruines romaines. La colline, comme la quasi-totalité des coteaux à l'ouest de l’axe Rhône-Saône, se couvre de vignes et de quelques cultures.

### Renaissance

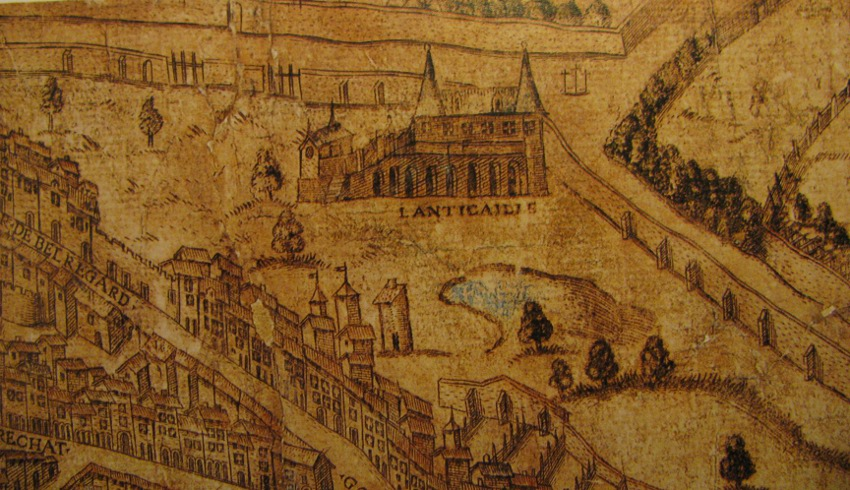
L'Antiquaille sur le plan scénographique de Lyon, vers 1550.

À la Renaissance, de nombreux érudits s'intéressent au passé antique de leur ville. Ils collectionnent les vestiges et publient des descriptions des inscriptions et des découvertes réalisées fortuitement. Parmi les plus notables, Claude Bellièvre collectionne les inscriptions, organise l'achat par la municipalité de la Table claudienne découverte en 1528 et rédige de nombreuses transcriptions d'inscriptions. Pierre Sala, bourgeois de Lyon, acquiert une parcelle de vignes pour y construire une maison de campagne. Il la nomme Antiquaille à cause des vestiges gallo-romains qu'il découvre abondamment. Se référant aux auteurs antiques, seuls documents dont ils disposent, lui et ses amis érudits identifient à tort l'Antiquaille comme le palais de Septime Sévère, un temps gouverneur de Lugdunum. Il y a également Gabriel Syméoni qui dessine plusieurs vestiges ou Guillaume Paradin qui rédige la première histoire de Lyon en fournissant également quelques inscriptions.
Le plan scénographique de 1550 laisse apparaître quelques voûtes de soutènement du dernier maenianum (volée de gradins) de l'odéon. Le site réel de l'amphithéâtre nommé « Corbeille de la Déserte » est identifié par quelques arches et une cuvette naturelle à l’emplacement de l’arène.

### Époque moderne

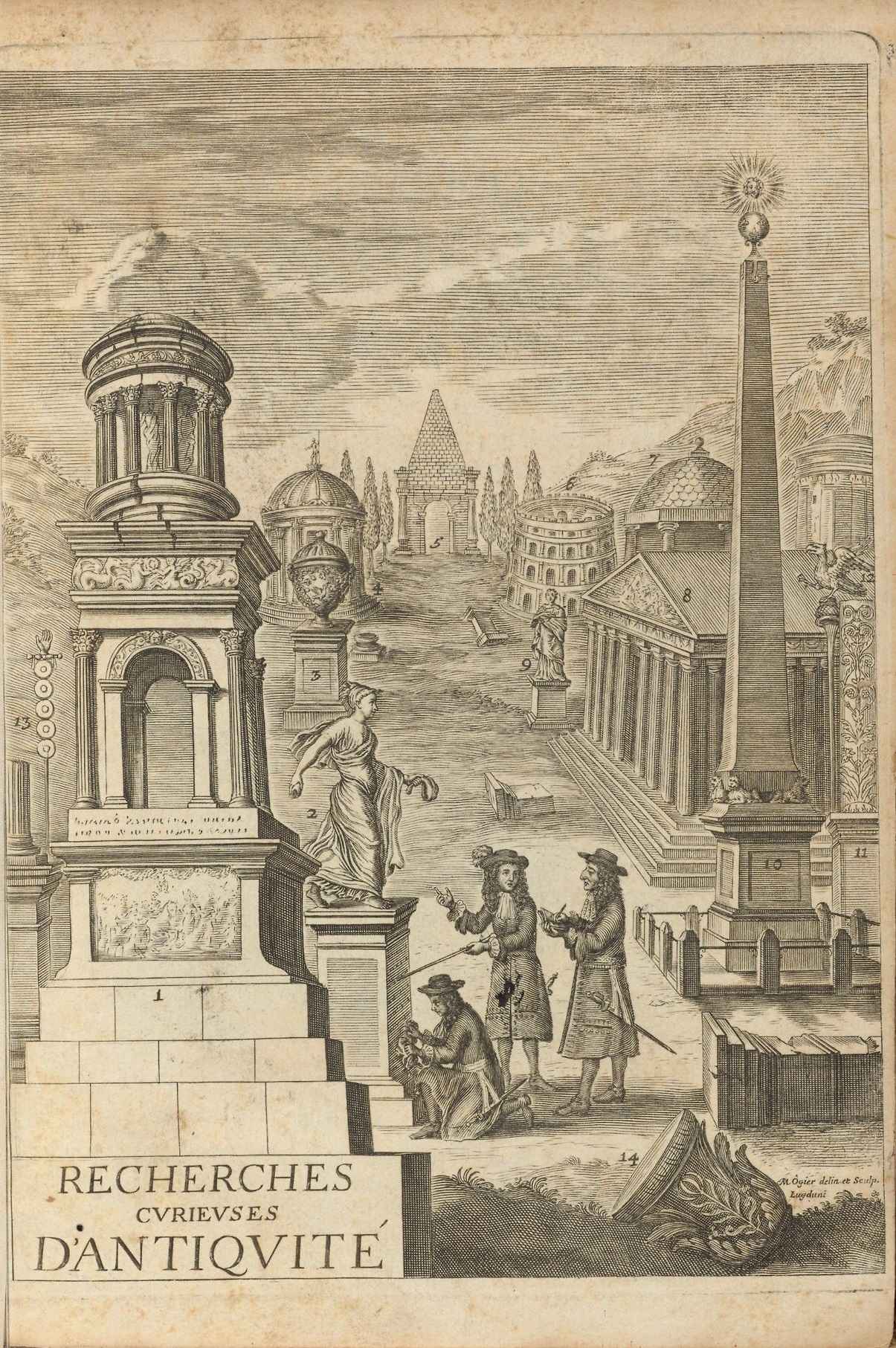
Recherches curieuses d’antiquité, contenues en plusieurs dissertations, sur des médailles, bas-reliefs, statues, mosaïques, & inscriptions antiques par Jacob Spon (1683).

À l'époque moderne, les figures importantes de la recherche d'antiquités sont Jacob Spon, le premier à considérer les antiquités comme des matériaux pour l'histoire ou Claude-François Ménestrier, qui propose une interprétation des quelques vestiges encore visibles. Au cours du XVIIe siècle, les découvertes fortuites sur le site de l'Antiquaille nourrissent des légendes. Le propriétaire du terrain, Claude de Rubys, pense avoir trouvé le palais impérial.
Au XVIIIe siècle, l'Académie de Lyon, créée en 1700, regroupe les érudits qui publient sur les découvertes réalisées dans leur ville, telles que l'autel taurobolique excavé en 1704, la jambe d'une statue sortie de la Saône en 1766 ou des mosaïques extraites du terrain de l'Antiquaille du couvent de la Visitation en 1639, 1695 et 1758. Certains érudits se spécialisent dans l'étude des antiquités, tel G. M. Delorme qui réalise une large étude des aqueducs romains, avec des tracés et des dessins posant les bases des analyses postérieures de ces vestiges,.

### XIXesiècle

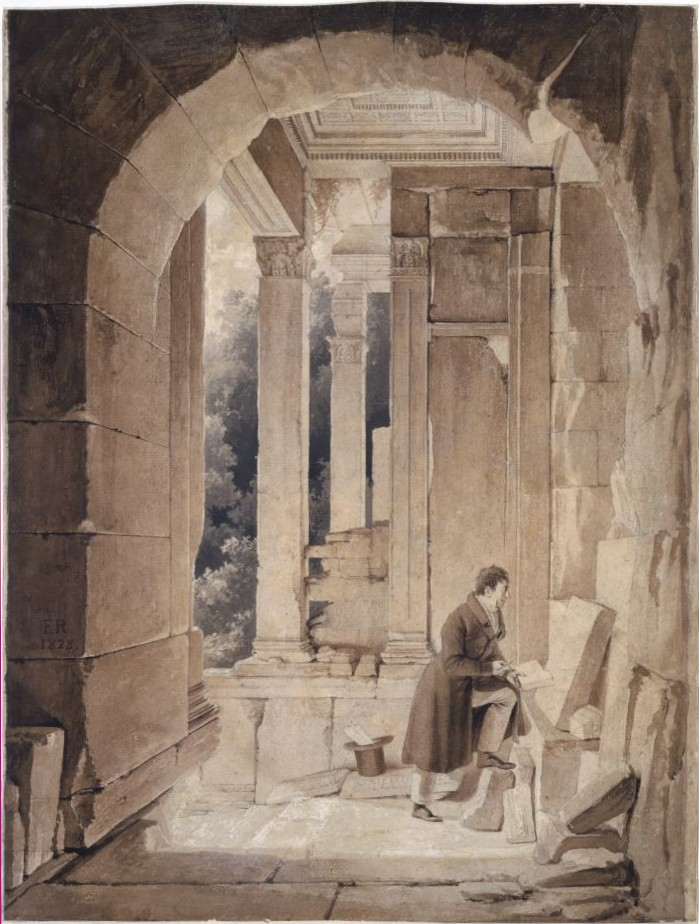
Lavis de Fleury Richard - François Artaud copiant une inscription dans le temple de Diane à Nîmes, MBA Lyon, inv. H 825

Après la Révolution française, le premier directeur du musée de Lyon, François Artaud, installe les premiers jalons d'une archéologie urbaine. Il explore de manière systématique l'ensemble des vestiges de la ville. Il inaugure une politique de déplacement des pièces dans le musée à des fins de protection et de mise à disposition du public, avec une étude systématique des pièces publiée dans des catalogues. Il mène également les premières fouilles au niveau de l'amphithéâtre et de l'odéon. Après lui, tout au long du XIXe siècle, ses successeurs poursuivent sa politique de récupération de toutes les découvertes réalisées lors d'aménagements urbains et de publication des collections.
En 1857, l'Académie de Lyon crée un comité d'histoire et d'archéologie dont les membres sont très actifs sur le domaine de l'Antiquité. Ils publient à un rythme régulier et élaborent des synthèses ou des compilations longtemps utiles aux chercheurs. Les plus notables sont Alphonse de Boissieu, Monfalcon, Martin-Daussigny, Allmer ou André Steyert.
La première fouille de grande ampleur est organisée en 1885 par Auguste Allmer et Paul Dissard à l'occasion de la construction d'un chemin de fer, dans le quartier de Trion. Ils publient alors la première monographie de fouille archéologique digne de ce nom réalisée à Lyon.

### Première moitié duXXesiècle
Au début du XXe siècle, Camille Germain de Montauzan et Philippe Fabia fondent l'Association lyonnaise des recherches archéologiques et mènent plusieurs chantiers de fouille sur la colline de Fouvière. Montauzan publie une thèse sur les aqueducs qui reste très longtemps une référence sur le sujet ; Fabia se spécialise dans l'étude des mosaïques. À cette époque, l'historien Arthur Kleinclausz renouvelle le point de vue des historiens sur l'antiquité de la ville via plusieurs ouvrages sur l'histoire de Lyon.

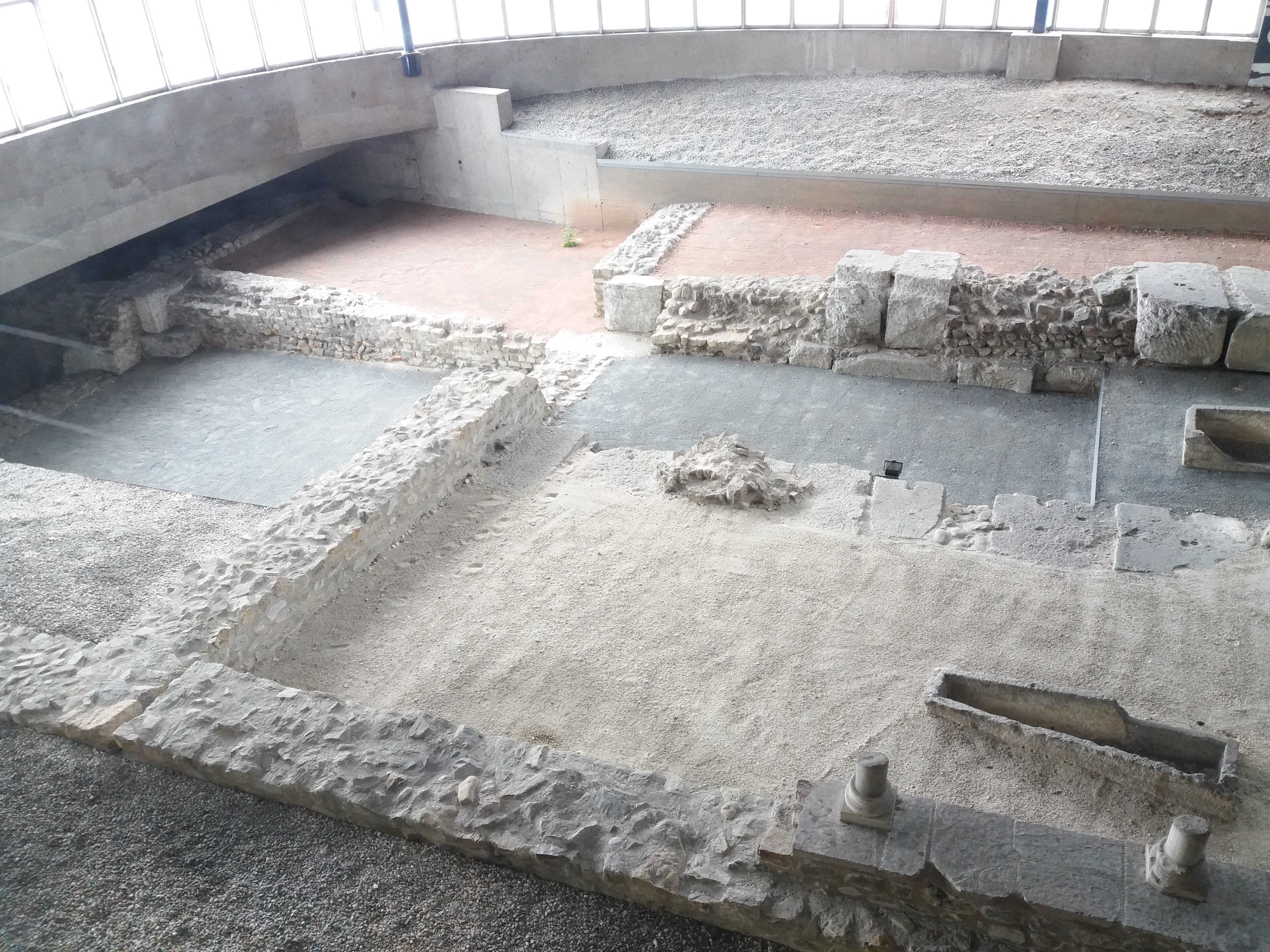
Basilique Saint-Laurent de Choulans - Vue du nord.

Puis, entre les années 1930 et les années 1950, d'immenses chantiers occupent tous les esprits des archéologues lyonnais. Il s'agit des fouilles qui dégagent le théâtre, l'odéon et amphithéâtre, mené par Pierre Wuilleumier puis par Amable Audin à partir de 1952. À cette occasion, Lyon se dote d'un service archéologique municipal, en 1933.
Après la Seconde Guerre mondiale, plusieurs découvertes importantes se succèdent, souvent menées par Amable Audin. Outre les fouilles évoquées plus haut, il se signale par l'exhumation de la basilique funéraire de Saint-Laurent-de-Choulans, mais ses contributions sont très nombreuses.
C'est durant cette période que la recherche archéologique locale s'enrichit de l'apport de disciplines nouvelles. En 1947, lors de la fouille de la basilique de Choulans, un anthropologue participe pour la première fois aux travaux. À cette même période, les chantiers archéologiques comptent de nouveaux auxiliaires avec des géographes, ou des spécialistes des sciences de la nature (chimie, botanique, etc.).
L'importance des découvertes archéologiques est superbement mise en valeur par l'ouverture en 1975 du musée gallo-romain de Fourvière, nommé à présent musée Lugdunum.

### Archéologie préventive

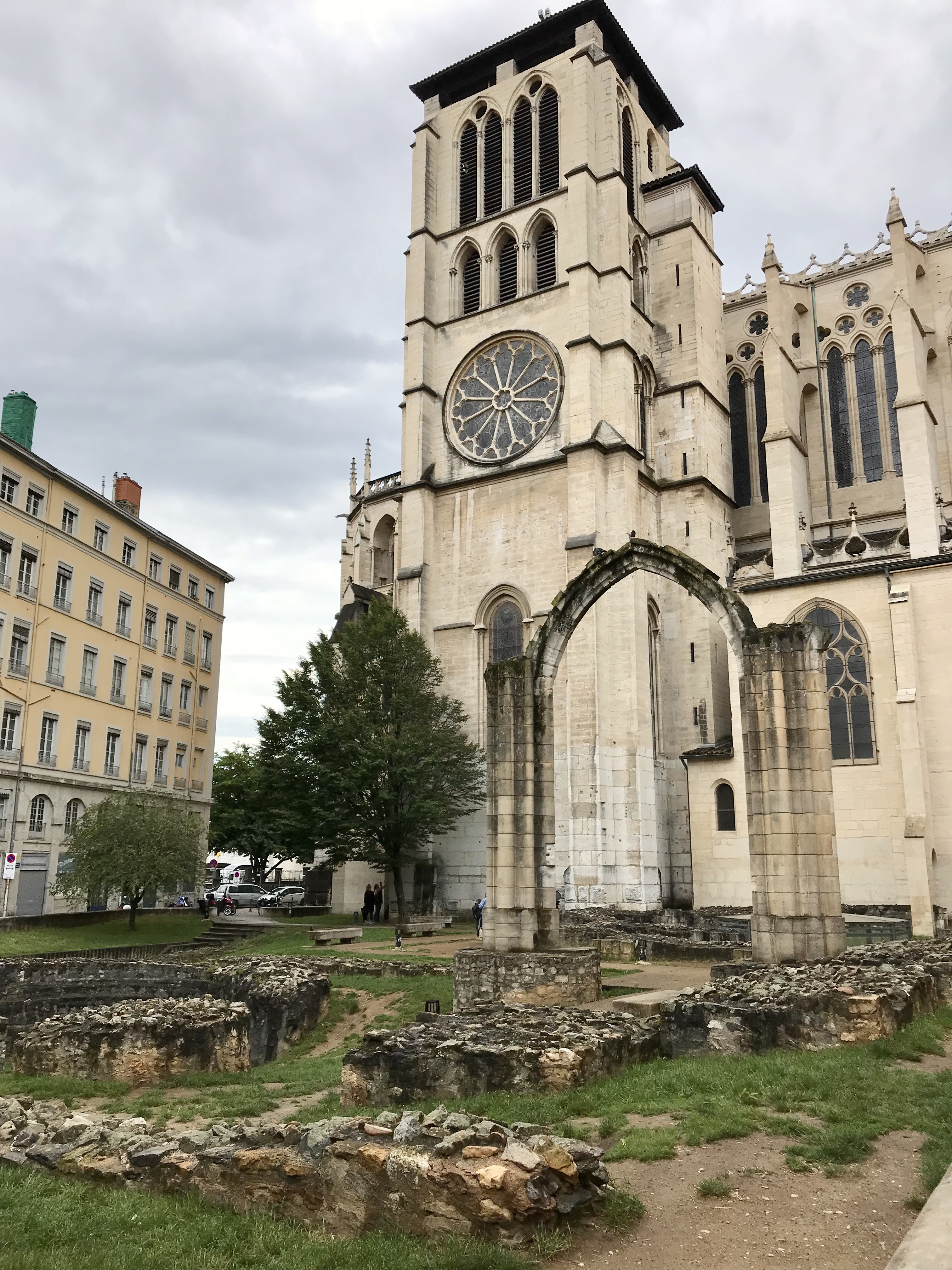
Jardin archéologique du Vieux Lyon.

Au cours des années 1970, l'importance des vestiges et les destructions massives engendrées par les travaux d’envergure (immeubles de la rue des Farges, métro de Lyon, etc.) nécessitent la mise en place d’un plan d’étude et de sauvegarde du patrimoine antique. Durant les années 1970 encore, de nombreux chantiers ont irrémédiablement détruit des sites archéologiques prometteurs.
En 1978, une commission archéologique indépendante est créée et en 1980, trois zones d'intérêt dégressif sont mises en place (le sommet de Fourvière étant jugé d'importance majeure). Durant les trente dernières années, l'étendue du périmètre a été revue au regard des nouvelles connaissances sur l'histoire de la ville antique (ajouts de Vaise, du Point du jour et de la Guillotière). Depuis ce consensus, tous les travaux sont soumis à un avis préalable de la direction régionale des affaires culturelles. La première opération de grande ampleur à bénéficier d'une fouille préalable de qualité est celle du métro D, en 1983. Durant la même décennie, le souci de mise en valeur du patrimoine archéologique pousse les décideurs à créer les parcs archéologiques, montrant au public les sites importants.
À Lyon, depuis les années 1990, l'essentiel des opérations a lieu dans le 9e arrondissement lors de la restructuration d'anciens sites industriels et un peu partout dans le centre de Lyon lors des constructions ou rénovations des stations de parkings souterrains. Ces opérations d'archéologie préventive bénéficient de l'appui d'une loi encadrant les opérations d'aménagement.

## Patrimoine antique de Lyon
Des fouilles ont permis d'exhumer de nombreux monuments et vestiges. Nombreux sont ceux qui ne sont pas ou plus visibles, soit parce qu’ils ont laissé la place à des bâtiments les ayant recouverts, soit parce qu'ils ne sont pas encore présentés au public. Toutefois, les autorités ont souhaité mettre en valeur un certain nombre de sites ou de restes archéologiques. Pour ce faire, un musée gallo-romain, à présent nommé Lugdunum, est construit en 1975 et des parcs archéologiques ont été créés.

### Musée Lugdunum
Lugdunum, anciennement « musée gallo-romain de Fourvière », présente une collection permanente issue des collections recueillies autrefois par le musée des Beaux-arts de Lyon et des fouilles de la région lyonnaise. Il accueille également des expositions.
Les collections du musée s'articulent autour de quelques pièces majeures, telles que la Table Claudienne ou le calendrier de Coligny, et s'articulent autour des religions, des activités artisanales, des décors d'habitats et d'une très riche collection d'inscriptions.
On peut y voir notamment les trésors suivants :
- les Tables Claudiennes : En 48, les Gaulois obtinrent de l'empereur Claude la possibilité d'accès aux magistratures romaines et donc au Sénat Romain. Ils firent alors graver sur une plaque de bronze le discours prononcé par l'empereur au Sénat et l'exposèrent au sanctuaire des Trois Gaules. Les fragments de cette plaque sont exposés au musée de la Civilisation gallo-romaine de Lyon ;
- Le trésor de Vaise : vaisselle, bijoux et statuettes d'argent ensevelis lors d'une invasion germanique au IIIe siècle[88] ;
- le sarcophage du triomphe de Bacchus ;
- l'autel taurobolique ;
- le trésor de Genas trouvé en 1826, constitué d'environ deux mille deniers d'Albinus ;
- le trésor de Saint-Didier-au-Mont-d'Or trouvé en 1844 avec les squelettes de soldats ;
- la mosaïque des Jeux du cirque, découverte dans le quartier d'Ainay en 1806 ;
- les mosaïques, notamment une cinquantaine d'entre elles retrouvées sur la Presqu'île ;
- la numismatique : siège du second atelier monétaire impérial (jusqu'en 78) ; Lugdunum refrappe monnaie à partir de 274.

### Site archéologique de Fourvière

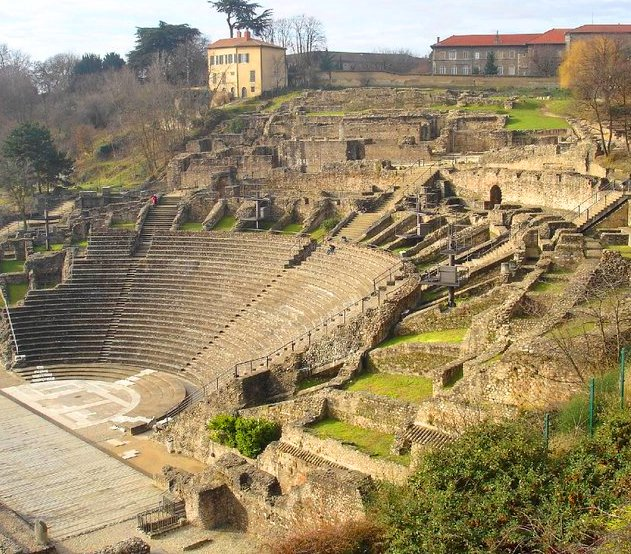
Le théâtre antique de Fourvière.

Les vestiges visibles sont :
- le Théâtre antique de Lyon ;
- l'Odéon antique ;
- le sanctuaire de Cybèle.

### Amphithéâtre
L'Amphithéâtre des Trois Gaules.

### Autres parcs archéologiques
D'autres sites ont été préservés pour être visités librement par le public ou pour être explorés sur rendez-vous :
- Le parc archéologique de Saint-Jean, petit jardin public qui conserve les vestiges du baptistère paléochrétien, un des plus anciens baptistères connus en Gaule romaine à ce jour[Quand ?] ;
- Le parc de Saint-Just ;
- Le site de Saint-Laurent de Choulans.

### Aqueducs

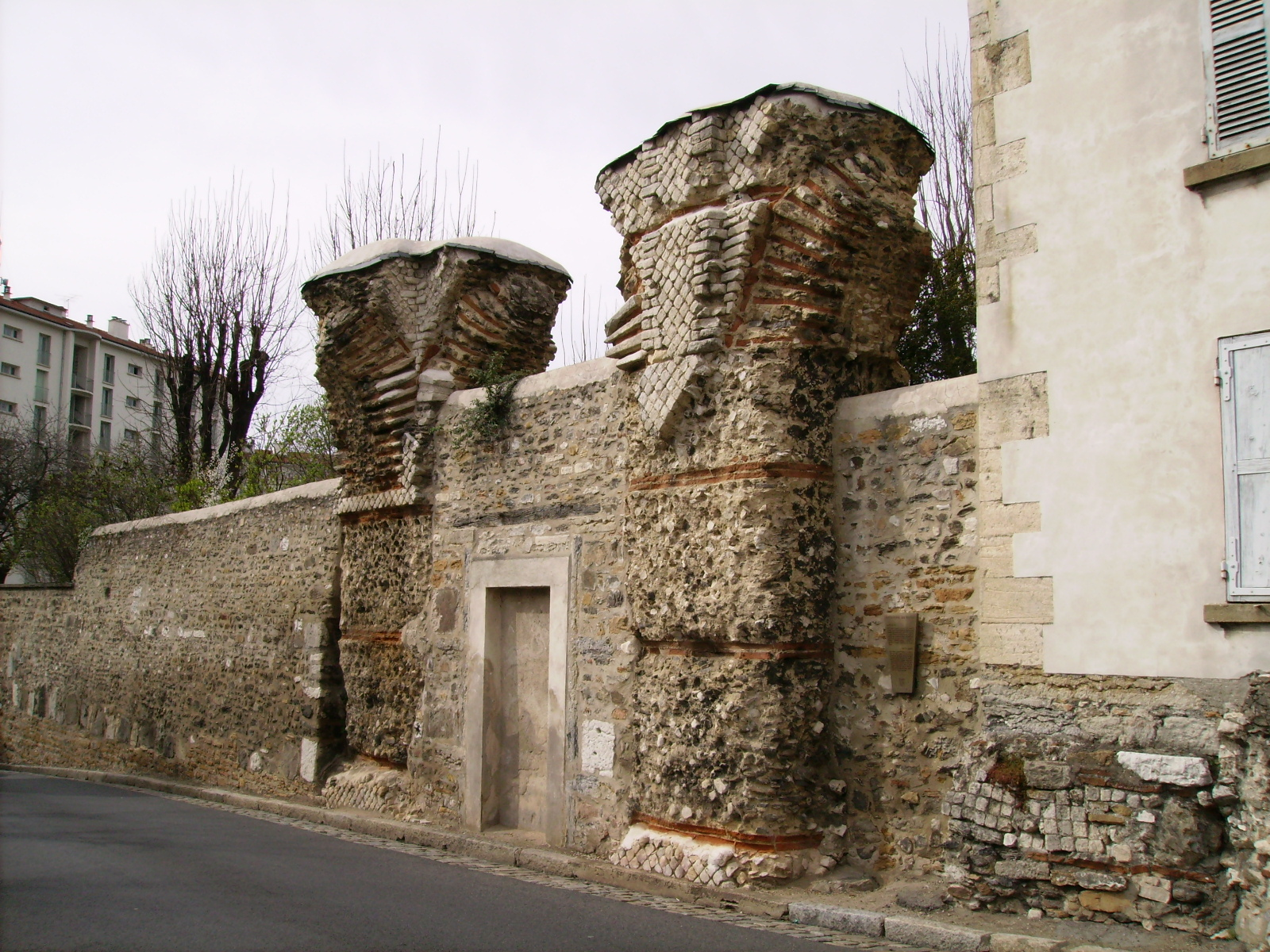
Vestiges de l'aqueduc du Gier, rue Radisson à Lyon

L'essentiel des ruines d'aqueducs actuellement visibles se situent à l'extérieur de Lyon, quelques vestiges sont encore accessibles au public sur Lyon.
L'aqueduc du Gier, qui mesure 85 km, est le plus long des quatre aqueducs : quelques arches subsistent au bout de la rue Radisson, Lyon 5e arrondissement. De très beaux restes (soixante-douze arches de l'alignement du Plat de l'Air) demeurent dans la commune de Chaponost.

### Autres édifices

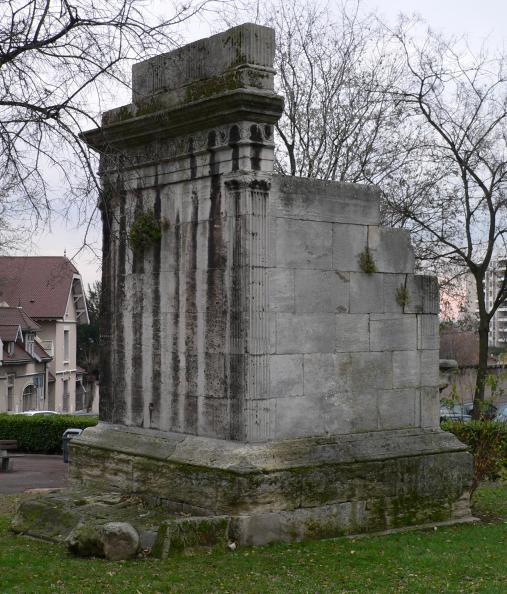
Un des mausolées romains de Lyon : le tombeau de Turpio.

- Les grands thermes : les seuls découverts dans la ville haute, jouxtent des immeubles en terrasses que l'on peut admirer rue des Farges, Lyon 5e arrondissement ;
- Le tombeau de Turpio, un des cinq mausolées bordant l'une des voies romaines menant à la ville haute (pas de restriction d'heure), montée de Choulans, Lyon 5e arrondissement ;
- La Grotte Bérelle : citerne d'eau sous la colline de Fourvière. Classée monument historique (non ouvert au public) ;
- Les fouilles du Clos du Verbe Incarné[p 5].

## Historiographie
Les débats ont été permanents tout au long de l'histoire de l'histoire de l'Antiquité lyonnaise. Les lents progrès de l'archéologie et des autres sciences historiques ont progressivement transformé les questionnements des spécialistes et chercheurs.

### La mythification du passé à la Renaissance

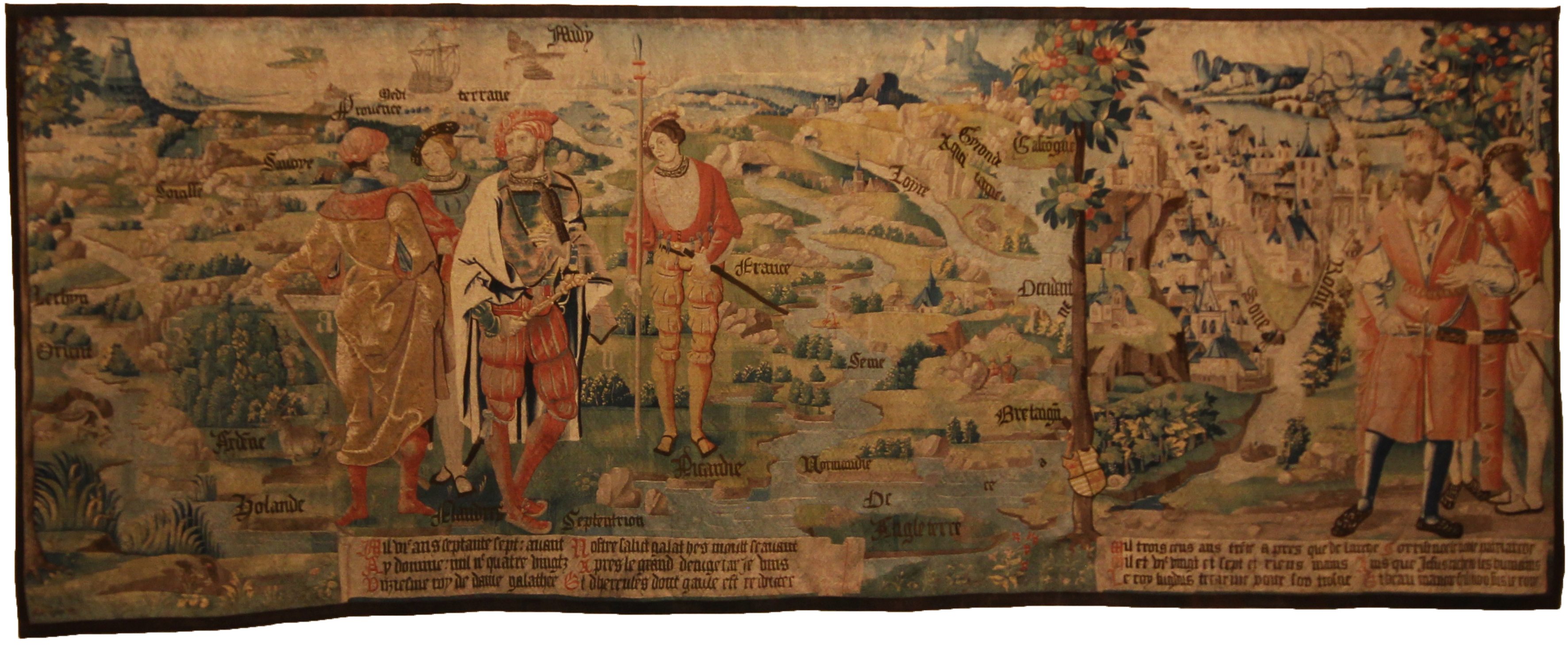
Tapisserie de l'histoire des Gaules, cathédrale de Beauvais

A la Renaissance, les élites et érudits lyonnais établissent à partir de traces fragmentaires des premiers récits de l'origine de leur ville ; ils posant les premières conclusions qui vont alimenter longtemps les débats. L'inscription du mausolée de Plancus est connue des historiens de l'époque tel Claude Bellièvre dans son Lugdunum Priscum vers 1530 ; mais l'histoire antique de la ville reste très largement fantasmée.
Toutefois, cette antiquité certaine ne suffit pas et le mythe d'un roi gaulois nommé Lugdus apparait. Censé descendre de Noé et treizième roi de Gaule, ancêtre des grecs, des Romains et des Troyens, il aurait fondé Lyon en 1630 avant J.-C. Cette légende apparait dans l'ouvrage poétique de Jean Lemaire de Belges Les illustrations de Gaule et singularités de Troie publié à Lyon en 1511, elle est reprise par plusieurs auteurs tel Charles Fontaine dans son Ode de l'Antiquité et excellence de la ville de Lyon, de 1557, elle figure sur une tapisserie commandée par un chanoine de la cathédrale de Beauvais. Il semble qu'une source de cette légende, qui se perd dans la nuit des temps, soit le dominicain Annius de Viterbe, célèbre pour ses généalogies imaginaires.
Un autre mythe, édifié à la même époque, est celui imaginée par Symphorien Champier d'une fondation par trois philosophes grecs venus entre Saône et Rhône fonder une nouvelle académie. Il la rédige entre 1505 et 1510 dans son manuscrit L'Origine et antiquité de la cité de Lyon. Cette légende sera reprise par nombre d'érudits lyonnais et même par Georg Braun dans son civitates orbis terrarum en 1572.
Le tombeau des Deux-Amants, un édicule antique situé en bordure de Saône à l’entrée nord de la ville, était le seul monument de l’époque romaine qui subsistât presque entier jusqu’au début du XVIIIe siècle. Son origine et sa destination ont fait l’objet de nombreuses conjectures de la part des antiquaires et historiens lyonnais. Il fut détruit en juin 1707 par décision du Consulat de la ville, au motif qu’il gênait la circulation, sans que ce mystère soit résolu.

### Débats duXIXesiècle
Le dix-neuvième siècle lyonnais connait de nombreux débats et polémiques ayant trait à l'antiquité de la ville. La passion pour l'Antiquité est alimentée par les travaux du directeur du Conservatoire des arts, où sont rassemblées progressivement toutes les inscriptions trouvées dans la ville. Avec les aqueducs des alentours, elles sont les seules traces tangibles de l'antiquité de la ville, aucun monument n'ayant encore été retrouvé et dégagé à cette époque.

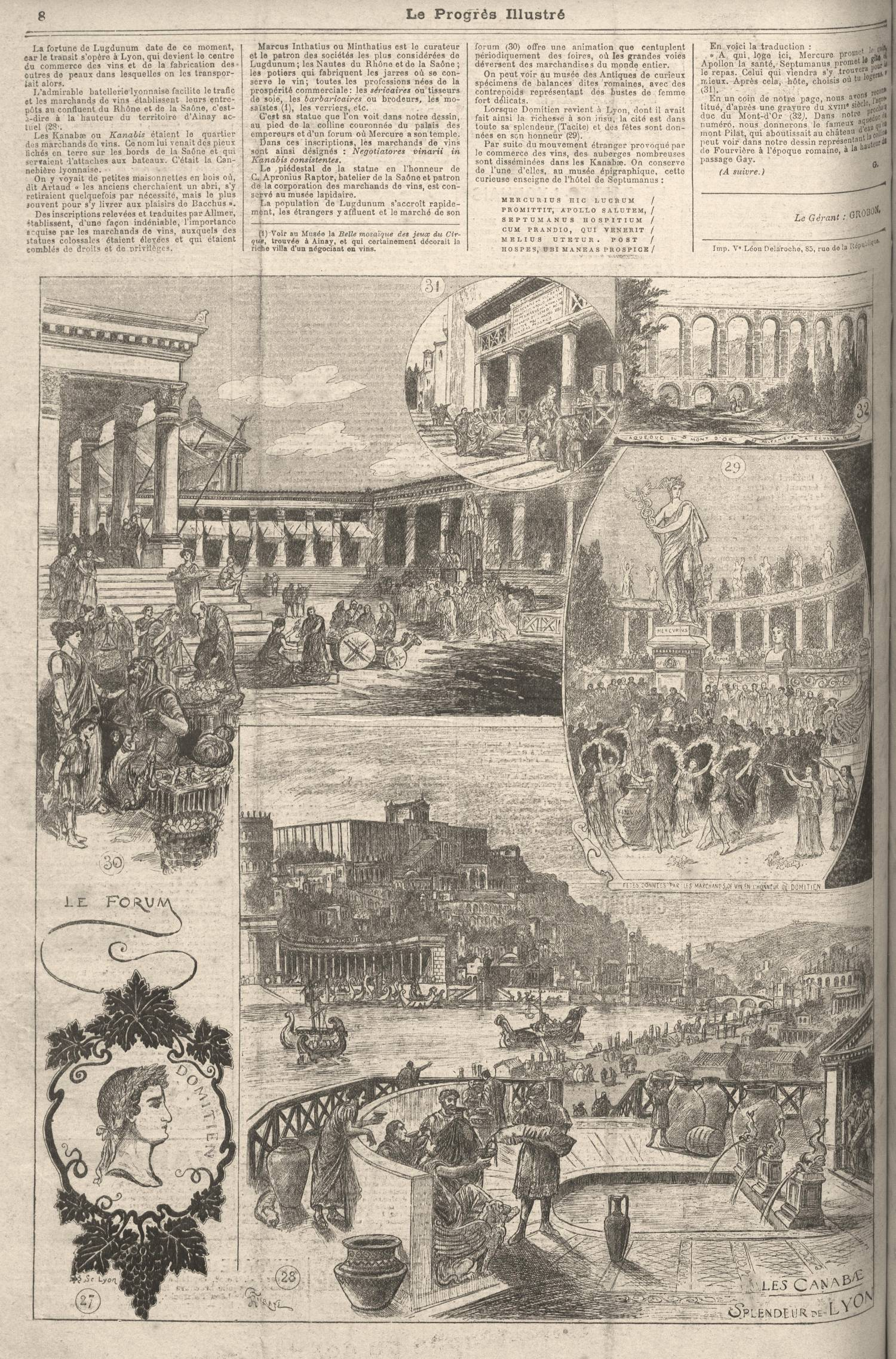
Illustration du journal Le Progrès illustré imaginant Lyon antique. 12 janvier 1902 - page 8

Les deux débats majeurs portent sur la localisation de l'autel des Trois Gaules et de l'amphithéâtre dans lequel les martyrs de 177 furent exécutés.
Les débats autour de l'autel tournent autour des colonnes de réemploi présentes dans l'église Saint-Martin-d'Ainay, que François Artaud, directeur du musée de Lyon, suppose être celles qui supportaient les Victoires. À sa suite, de nombreux savants et érudits ont estimé que l'autel devait se situer près de l'emplacement de l'église. D'autres estiment son emplacement sur les pentes de la Croix-Rousse, surtout depuis les fouilles de 1825. Chenavard et Artaud ont découvert au niveau du Jardin des Plantes un fragment d'inscription monumentale reprenant la dédicace connue via les monnaies représentant l'autel.
La recherche de l'emplacement où a coulé le sang des premiers martyrs de Gaule soulève de grandes passions à la fois dans les milieux chrétiens et scientifiques. La tradition le place sur la colline de Fourvière mais de nombreuses autres hypothèses sont portées par divers savants. François Artaud soutient successivement que l'amphithéâtre se trouve près de l'église d'Ainay, puis au pied des pentes de Fourvière. Alphonse de Boissieu dit qu'il est plutôt localisé au sud de la Presqu'île tandis que son confrère Martin-Dassigny l'imagine au sommet de la Croix-Rousse. Le dégagement du monument en 1857 par Marin-Dassigny et Ambroise Comarmond ne met pas fin au débat, les tenants de l'amphithéâtre à Fourvière imaginant qu'il existerait deux monuments. Lors du congrès archéologique de France de 1887, il est établi que les références littéraires qui, depuis Grégoire de Tours, associent l'amphithéâtre des martyrs à la colline de Fourvière sont erronées. Mais cela ne clôt pas le débat, qui est relancé avec l'étude d'Adolphe Lafon en 1896 : celui-ci extrapole de la courbure des ruines dégagées dans sa propriété de Fourvière qu'il s'agit bien de l'amphithéâtre. Mais ces calculs se révèlent faux. Le débat est définitivement tranché au milieu du XXe siècle avec le dégagement du théâtre et de l'amphithéâtre, et la découverte de sa dédicace par Audin en 1957.

### Historiographie duXXIesiècle

#### Lyon, «capitale» des Gaules: un terme inadapté
Le terme de « capitale » a été et est toujours fréquemment utilisé pour souligner l'importance de Lyon dans le monde romain. Il pose toutefois des problèmes terminologiques, soulevés par Patrice Faure.
Anachronique, ce terme n'est jamais utilisé sous l'Antiquité dans son usage moderne. Ainsi, la mention sur la table de Peutinger désignant Lyon dans la phrase Lugdunuo caput Galliarum, usque hic leugas doit bien être comprise comme « Lyon, tête (de voies) des Gaules, jusque-là (on mesure) en lieues ». Il s'agit seulement d'indiquer que les mesures des routes ont leur point zéro à Lyon dans le réseau d'Agrippa. À l'inverse, jamais les Lyonnais n'ont mentionné dans la titulature de leur ville qu'ils habitaient une capitale.
Cette appellation est donc une construction moderne, la plupart des spécialistes ne l'emploient pas. Tous insistent sur le fait que jamais Lyon ne fut une capitale politique, siège d'un pouvoir souverain. Le gouverneur apparait uniquement comme un représentant du pouvoir central et les institutions municipales ont encore moins de pouvoir et de légitimité. Par ailleurs, durant les rares moments où un empereur réside à Lyon, il n'y développe jamais d'institutions propres au pouvoir central.
Quelques auteurs antiques soulignent en revanche une certaine spécificité de la cité lyonnaise, tel Strabon qui qualifie Lugdunum d’ « acropole ». Le cumul de traits politiquement importants élève en effet la ville au-dessus de certaines autres : colonie romaine, nœud de communication, site de frappe monétaire, chef-lieu de la Gaule lyonnaise, siège de services interprovinciaux, ville de garnison et lieu de réunion du conseil des Trois Gaules. Mais cette accumulation n'est, pour la plupart des traits, pas du tout exceptionnelle, et cette concentration de services importants n’est réellement effective que sous Auguste, avant de se réduire fortement.
La seule institution réellement spécifique et unique est le sanctuaire fédéral où se réunit le conseil des Trois Gaules. Son importance n'est pas négligeable, puisqu'il a eu la capacité d'intenter un procès à un gouverneur dont la gestion est jugée mauvaise. Mais ce conseil n'est absolument pas une institution politique autonome. Il a été créé à l'inverse pour incarner le loyalisme et la soumission des peuples gaulois à l'égard de Rome et de l'empereur. Ce conseil n'a aucun moyen propre, et ses membres sont des élites gallo-romaines dont les intérêts coïncident largement avec l'autorité romaine. Il n'a pas de budget, ne vote pas de lois, ne déclare ni paix ni guerre. Il est donc erroné de le désigner, comme cela a été fait notamment sur la stèle du site de la Croix-Rousse posée lors des célébrations du Bimillénaire de la nation, comme « premier parlement national ». Cette désignation relève d'enjeux contemporains et non d'une quelconque réalité historique.
Les historiens soulignent qu'il est en revanche justifié d'utiliser ce terme dans d'autres acceptations. Lyon sous l'Antiquité fut certainement une capitale administrative dotée d'une certain prééminence économique. Certains utilisèrent le terme de métropole, mais ce terme, complètement anachronique, semble bien répondre davantage à des intentions modernes qu'à une nécessité antique. Les Lyonnais n'ont en effet jamais revendiqué pour la ville d'autre qualificatif que colonia, titre déjà prestigieux.

#### L'ager - l'espace rural de la colonie
Jusqu'aux années 2000, l'espace rural antique de Lyon est un angle mort de la recherche archéologique et historique. Alors que pour toutes les colonies romaines, l'exploitation de vastes espaces agricoles alentours est une évidence, de nombreux chercheurs ont longtemps et jusqu'à la fin du XXe siècle rejeté l'existence de ce territoire. Pourtant, cette position est intenable car elle s'oppose à la définition même d'une colonie, dont le but est d'offrir des terres cultivables aux colons.
Cet aspect de Lugdunum n'est donc étudié que depuis les années 2000, et pose la question délicate de la délimitation du territoire de la cité. À la fin des années 2010, il est assuré le fait qu'il fut pris aux Ségusiaves et qu'il était de dimension modeste. Pour Matthieu Poux, ce territoire s'étendait vers l'ouest jusqu'aux monts du Lyonnais, vers l'est sur l'ensemble de la plaine du Velin et sur une partie du nord-Isère. Mais cette dernière zone est traditionnellement considérée comme faisant partie des terres allobroges. Beaucoup de chercheurs préfèrent donc limiter les terres de la colonie à l'est à l'actuel quartier de la Guillotière. D'autres, tel Jean-Claude Béal, font remonter les terres lyonnaises jusqu'au confluent avec l'Ain, mais uniquement au nord du Rhône. Au début des années 2020, ce débat reste ouvert, mais tous sont d'accord pour ne pas oublier que les limites d'une cité sont mouvantes, et que les modifications de tracé échappent aux historiens la plupart du temps.

#### Autres interrogations
La datation de l'aqueduc du Gier est inconnue, et en débat. De même, le site dénommé arêtes de poisson n'a pas encore de fonction connue qui fasse consensus. Enfin, l'occupation de la Presqu'île, son étendue et sa chronologie, ne sont pas encore claires.
Le sens précis de la mention et du symbole de l'ascia fait encore débat.

## Chronologie simplifiée
- Du XIIe siècle avant notre ère aux années 800 avant notre ère : traces discontinues d'habitats et de culture à Vaise ;
- de 600 avant notre ère à -100 : fosses à Fourvière, emporium à Vaise ;

- -43 : fondation officielle par Lucius Munatius Plancus[m 33] ;
- -39 : Agrippa en Gaule, Lugdunum est choisi comme nœud de communication[m 33] ;
- -27 ou -21 : Lugdunum devient le centre administratif impérial des Trois Gaules[m 33] ;
- -20-19 : passage d'Agrippa à Lugdunum[m 33] ;
- -16 -13 : création du théâtre de Fourvière, séjour d'Auguste à Lyon[m 33] ;
- -15 : établissement de l'atelier monétaire impérial[m 33] ;
- -12 : instauration du culte fédéral par Drusus[m 33] ;
- -10 : dédicace du sanctuaire fédéral des Trois Gaules par Drusus, naissance de son fils Claude[m 33] ;

- 19 : dédicace de l'amphithéâtre des Trois Gaules[m 33] ;
- 40 : Caligula à Lyon, supplice de Ptolémée, roi de Maurétanie[m 33] ;
- 41-54 : règne de l'empereur Claude, Le nom de la colonie change en Colonia copia Claudia Augusta Lugdunum[m 33] ;
- 48 : Discours de Claude au sénat, reproduit sur la Table Claudienne[m 33] ;
- 65 : incendie des parties basses de la cité[m 33] ;
- 68-69 : Début des guerres de l'année des quatre empereurs, Lyon reste fidèle à Néron et est assiégée par les Viennois, Vitellius, puis Domitien à Lyon[m 33] ;

- de 69 à 192 : apogée de la ville sous les Flaviens et les Antonins ;
- 121 : passage de Hadrien à Lyon[m 33] ;
- 177 : martyrs chrétiens dans l'amphithéâtre des Trois Gaules[m 33] ;
- 186 : naissance de Caracalla à Lyon[m 33] ;
- 197 : pillage de la ville par les troupes de Septime Sévère après la bataille contre Clodius Albinus[m 33] ;

- 275 : répression d'Aurélien[m 33] ;
- 293 : Lugdunum perd son rang de capitale au profit de Trèves[m 33] ;

- 353 : Suicide à Lyon de Magnence[m 33] ;
- 357 : Lyon repousse une attaque des Lètes[m 33] ;
- 383 : assassinat de l'empereur Gratien[m 33] ;

- 461 : Lugdunum, capitale des Burgondes ;
- 476 : fin de l'Empire romain d'Occident.

## Personnalités liées à la cité
- Claude, né en 10 avant notre ère.
- Irénée, théologien de la fin du IIe siècle, évêque de la cité.
- Caracalla, né en 186.

Des traditions lient également à Lugdunum :
- Ponce Pilate, une légende le fait naître à Lugdunum vers 10 avant notre ère[N 21], mort vers 39.